# Chronologie du blues
La chronologie du blues présente sur une échelle de temps les événements marquants (naissance et décès de personnalités, création d'œuvres, etc.) de chaque année dans le domaine du blues et des différents courants qui en sont issus, comme le boogie woogie ou le rhythm and blues.

## Avant leXXesiècle

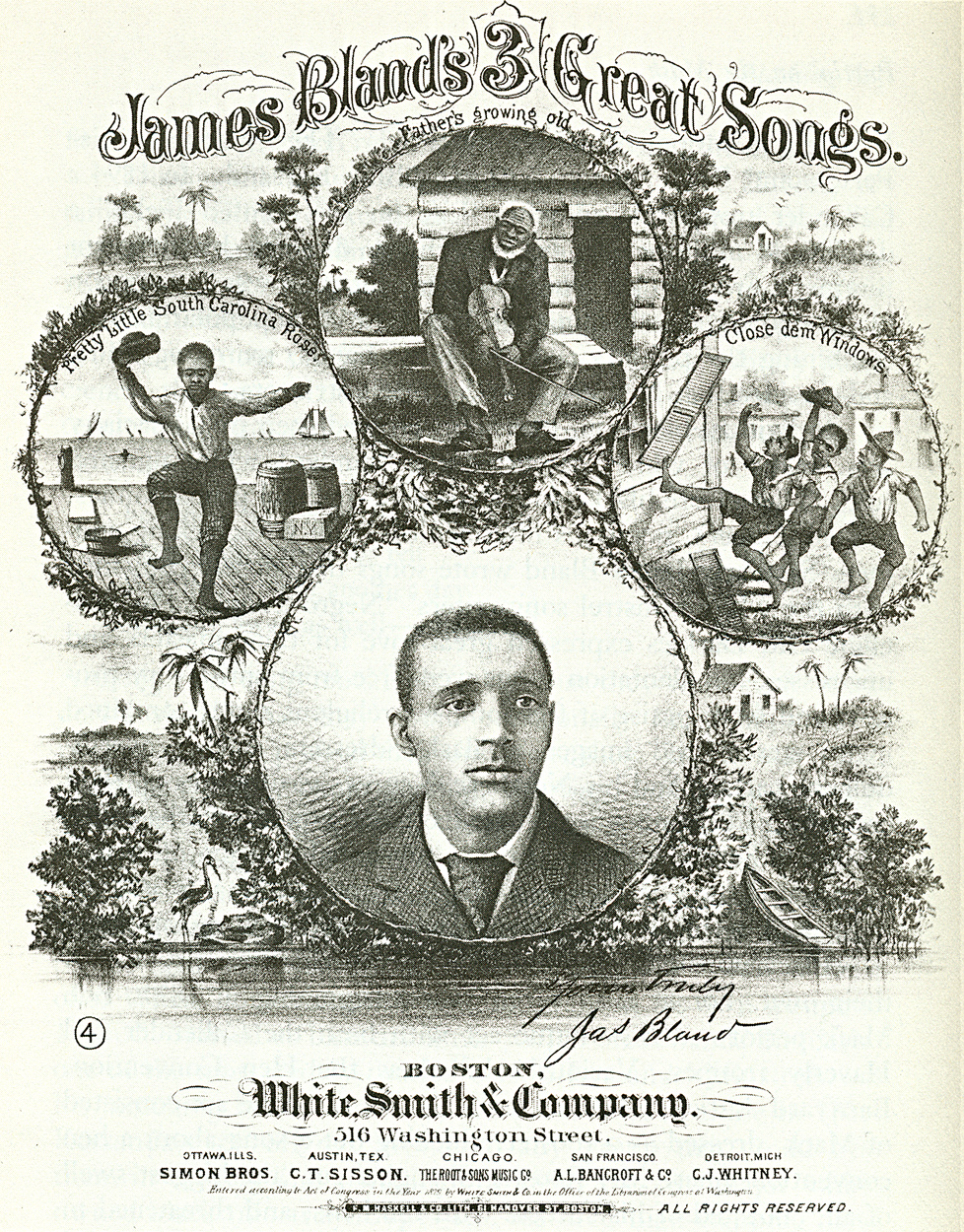
Couverture de James Bland's 3 Great Songs en 1879.

- 1619 : à Jamestown (Virginie), des producteurs de tabac achètent des esclaves à un navire néerlandais[1].
- 1764 : première mention attestée du banjo[1].
- 1830 : parodie de blackface par Thomas "Daddy" Rice dans Jim Crow[1].
- 1850 : Fugitive Slave Act[1].
- 1850 : Gustave Blessner et Sarah M. Graham publient I Have Got the Blues To Day! (en), peut-être la plus ancienne chanson comportant le mot « blues » dans son titre[2].
- 1855 : les premières troupes de minstrel show entièrement composées d'afro-américains voient le jour[3].
- 1865 : fin de la Guerre de Sécession et abolition de l'esclavage aux États-Unis.
- 1867 : publication de Slave Songs Of The United States de William Francis Allen, Lucy McKim Garrison et Charles Pickard Ware, premier recueil de Negro Spirituals[4].
- vers 1870 : débuts de la danse cake-walk, qui influencera le ragtime.
- vers 1870 : Wesley Duke, dit West Duke, est le premier leader noir d'un orchestre noir à Memphis (Tennessee) sur Beale Street[5].
- 1883 : le Civil Rights Act de 1875 est annulé par la Cour suprême[6].
- 16 novembre 1873 : naissance de William Christopher Handy, surnommé « le père du blues »[7].
- à partir de 1875 : James Bland (1854-1911) écrit plus de 700 chansons pour les spectacles de minstrels[8]. Sa chanson la plus populaire est Carry Me Back to Old Virginny[8].
- vers 1880 : Jim Turner, chef d'orchestre vedette à Memphis, officie au Savoy, au Pastime, au Daisy ou au Pee Wee[5]. Il y découvrira W. C. Handy[5], avec qui il enregistrera plus tard en tant que violoniste au sein du Handy's Memphis Blues Band. Jim Turner est l'auteur de la chanson Joe Turner, qui inspirera Memphis Blues à W. C. Handy[9].
- vers 1890 : débuts du ragtime, musique afro-américaine particulièrement populaire de 1897 à 1918.
- 1893 : W.C. Handy joue du cornet à l'Exposition universelle de Chicago[10].
- 1893 : Mamie Smith fait ses débuts à l'âge de dix ans dans des troupes de danse et part en tournée avec la revue The Smart Set[11].
- 1896 : George W. Johnson est le premier artiste noir enregistré avec les chansons Whistling Coon et The Laughing Song[12].
- décembre 1897 : publication de Harlem Rag de Tom Turpin, premier ragtime composé par un Afro-Américain[13].
- 1898 : Jack « The Bear » Wilson et Lawrence Deas publient I Natur'ly Loves That Yaller Man, le seul exemple connu d'une progression typique du blues à 12 mesures édité avant 1900. Les paroles sont tiennent plus des coon songs que du blues[14].

## Les années 1900

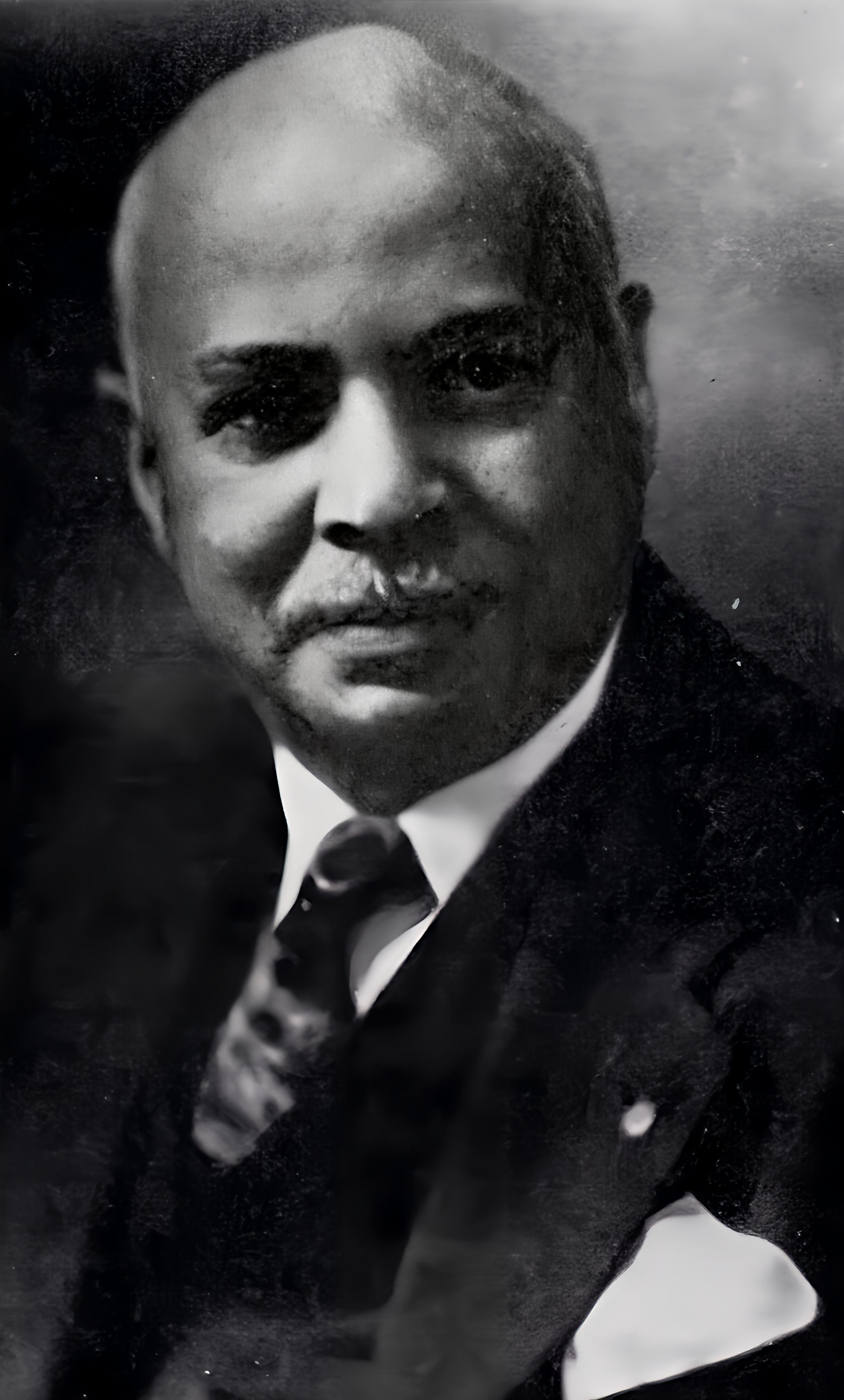
W. C. Handy en 1936

- v. 1900 : The Rabbit's Foot Company (ou Rabbit's Foot Minstrels) faits ses débuts à Paterson (New Jersey). La troupe accueillera dans ses rangs Ma Rainey[15], Bessie Smith[16], Ida Cox[17] ou Daddy Stovepipe[18].
- 1901 : Chris Smith (1879-1949) et Elmer Bowman (1879-1916) composent I've Got De Blues, une coon song qui est une des premières chansons comportant le mot « Blues » dans son titre[2].
- 1902 : W. C. Handy parcourt le Mississippi, ce qui lui permet d'écouter des styles musicaux variés joués par des gens ordinaires.
- v. 1902 : débuts de l'Original Louisville Jug Band d'Earl McDonald (en) (1895-1949)[19].
- 1903 : date à laquelle W.C. Handy prétend avoir entendu du blues pour la première fois dans la gare de Tutwiler[20].
- juillet-septembre 1903 : l'article « Notes and Negro Music » de l'archéologue de Harvard, Charles Peabody, paru dans Journal of American Folklore, comprend l'une des premières discussions publiées sur la musique qui sera connue sous le nom de blues, dans le comté de Coahoma, au nord du Mississippi[21].
- 1904 : publication de He Done Me Wrong par Hugh Cannon, première version connue de Frankie and Johnny[22].
- v. 1905 : Earl Harris donne des leçons de guitare au jeune Charley Patton[23].
- v. 1907 : Charley Patton accompagne Henry Sloan (en) en tournée.
- v. 1907 : le jug band de Gus Cannon (1883-1979), les Cannon's Jug Stompers, font leurs débuts à Memphis[5].
- 1909 : W. C. Handy s'installe à Memphis sur Beale Street. Il compose la chanson Mr. Crump pour la campagne municipale d'Edward Crump. Ce morceau instrumental sera rebaptisé Memphis Blues[5].
- 1909 : Robert Hoffman (1878-1964) compose The Alabama Bound, également nommée Alabama Blues[24].

## Les années 1910

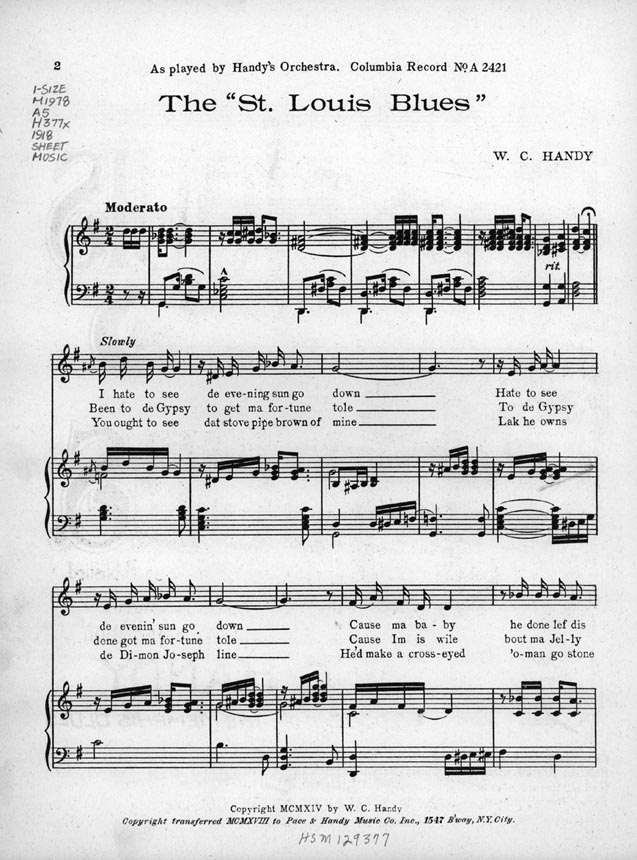
Première page de The St. Louis Blues de W. C. Handy.

Les premières publications de chansons de blues interviennent au début de la décennie. Mais les premiers enregistrements de blues sont souvent le fait d'orchestres composés de musiciens blancs.
- 1910 : Charley Patton est déjà reconnu en tant qu'interprète et compositeur de chansons, ayant déjà à son actif Pony Blues, Down the Dirt Road Blues et Banty Rooster Blues[25].
- 16 avril 1910 : le premier compte rendu connu de chants de blues sur une scène publique s'étant déroulé à Jacksonville, en Floride, est publié dans le journal The Indianpolis Freeman[26].
- 10 juin 1910 : naissance de Chester Arthur Burnett, alias Howlin' Wolf, à White Station, près de West Point dans le Mississippi[27].
- 8 mai 1911 : naissance de Robert Johnson à Hazlehurst, Mississippi[28].
- 1912 : publication de la partition de Memphis Blues de W. C. Handy[29], considérée par certains comme la toute première musique de blues[20].
- 1913 : la chanson Memphis Blues est rééditée, avec des paroles de Georges A. Norton[30].
- 1914 : publication de St. Louis Blues de W. C. Handy[31].
- 15 juillet 1914 : le Victor Military Band enregistre Memphis Blues[32].
- 4 avril 1915 : naissance de McKinley Morganfield, dit Muddy Waters, à Rolling Fork, Mississippi[33].
- 1916 : publication de Beale Street Blues de W. C. Handy.
- 1917 : W. C. Handy quitte Memphis pour New York. Thomas Pinkston, second de son orchestre, prend la relève après son départ[5].
- 26 février 1917 : le premier disque de jazz enregistré par l'Original Dixieland Jass Band[34].
- 22 août 1917 : naissance de John Lee Hooker à Clarksdale, Mississippi[35].
- septembre 1917 : le Handy's Orchestra enregistre huit titres pour Columbia[36].
- septembre 1918 : création d'Okeh Records à New York par Otto K. E. Heinemann[37].

## Les années 1920

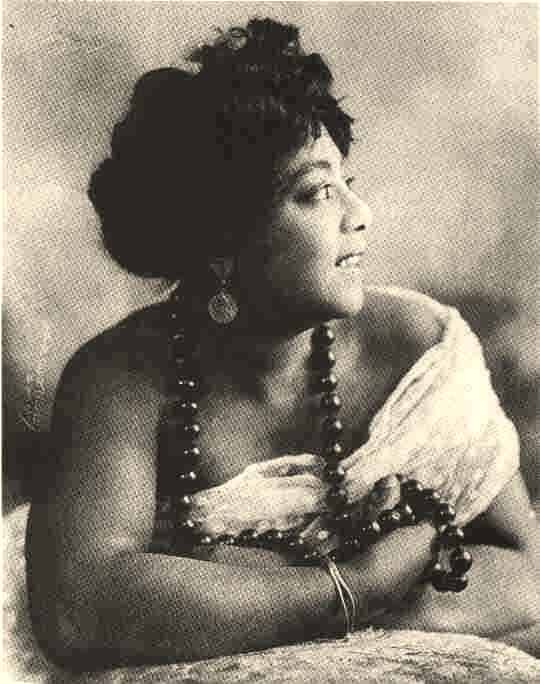
Mamie Smith

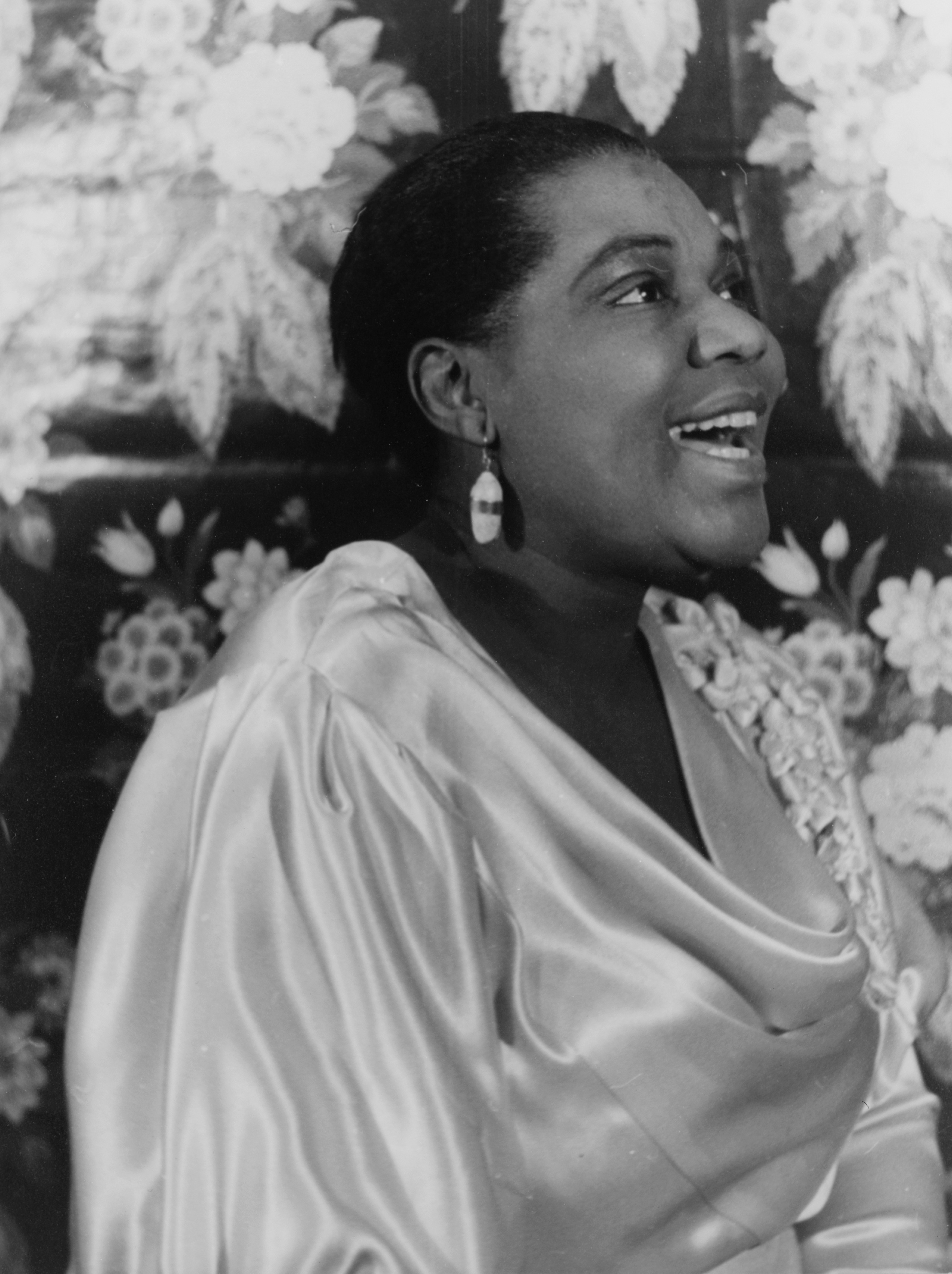
Bessie Smith

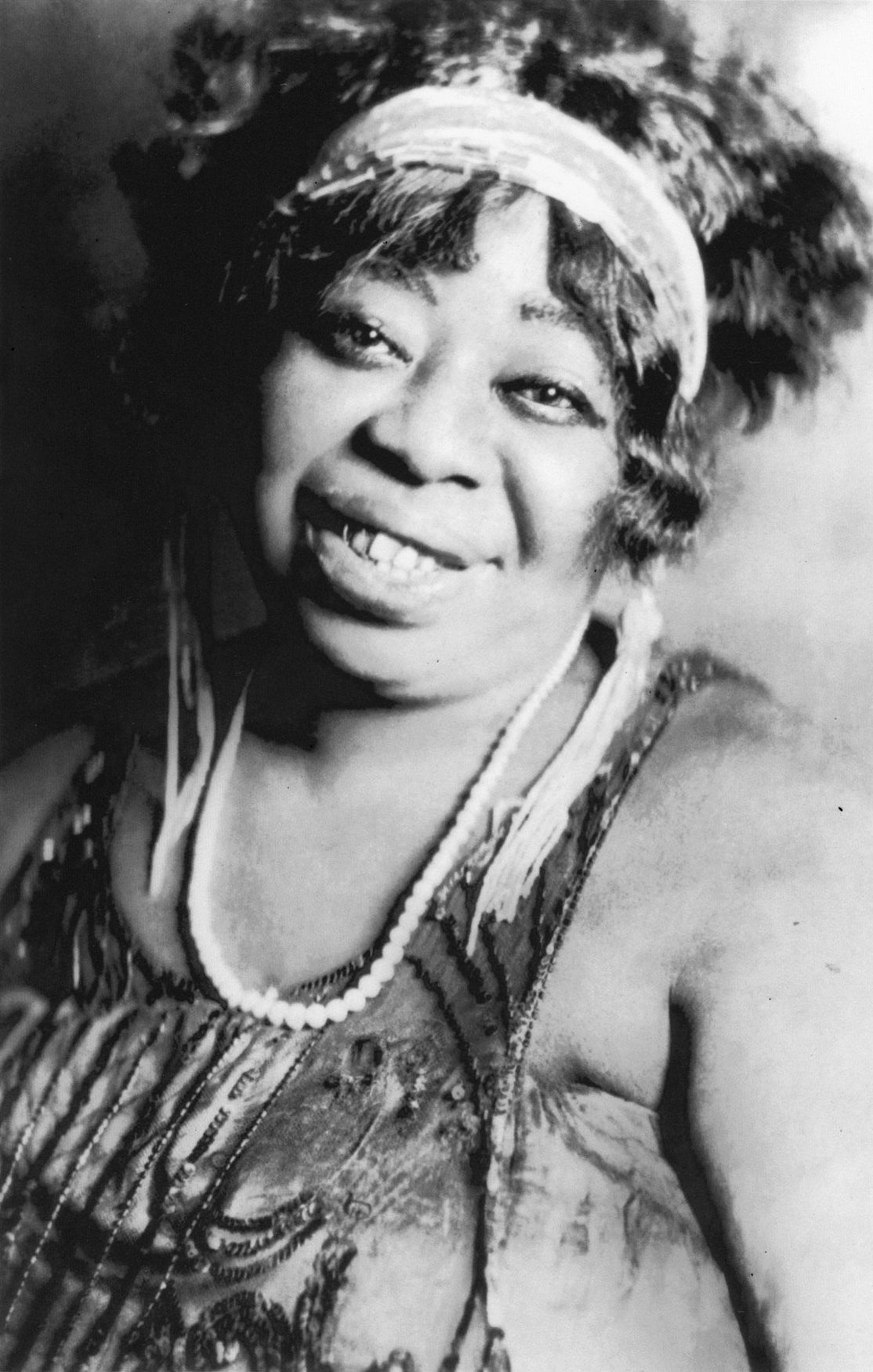
Ma Rainey

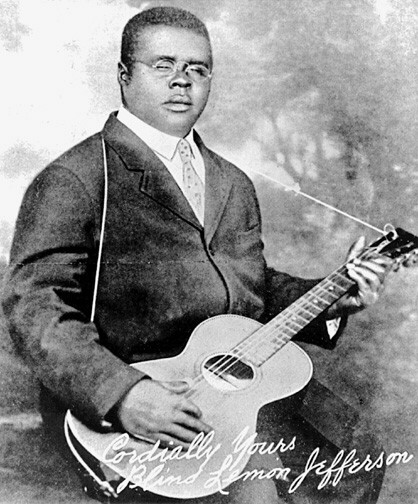
Blind Lemon Jefferson

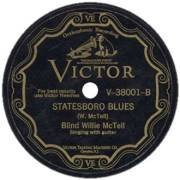
Blind Willie McTell : Statesboro Blues.

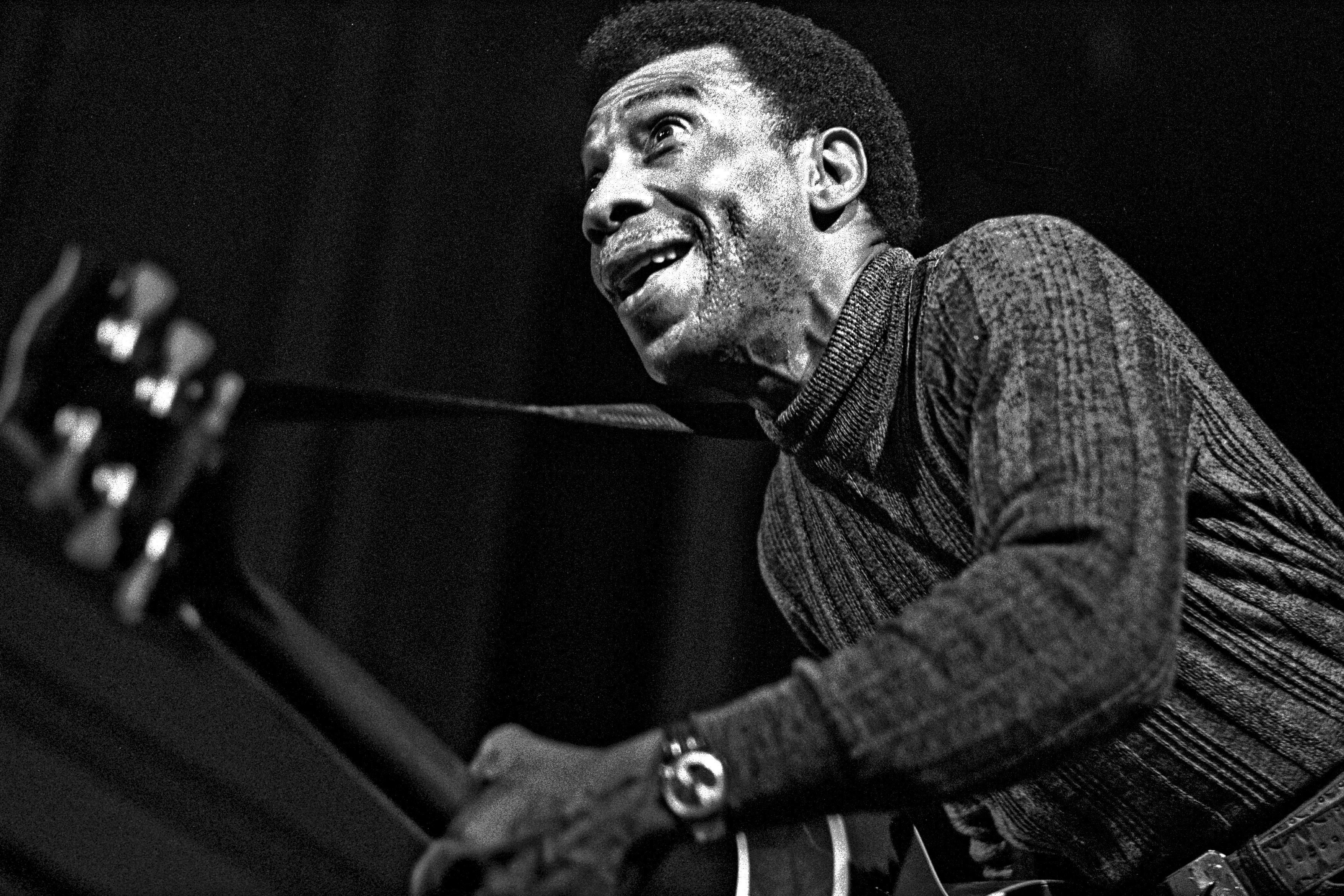
T-Bone Walker à l'American Folk Blues Festival à Hambourg en 1972.

Les premiers disques de blues sont enregistrés par des chanteuses, ce qu'on appelle généralement Classic (female) blues singers. Issues des spectacles de vaudeville, elles sont souvent accompagnées d'un pianiste ou d'un orchestre de jazz. Le premier enregistrement de blues rural a lieu en 1923, mais c'est surtout à partir de 1927 que ce genre devient populaire, lorsque les maisons de disques, principalement implantées à New York et Chicago, envoient des équipes dans le Sud enregistrer les artistes locaux.

### 1920
- 14 février : sur l'insistance du compositeur Perry Bradford, Mamie Smith enregistre son premier disque That Thing Called Love / You Can’t Keep A Good Man Down à New York pour Okeh Records[39].
- 10 août : Mamie Smith enregistre Crazy Blues. Ceci est le premier disque de blues enregistré par une artiste noire[40]. Le disque se vend à 75000 exemplaires le mois de sa sortie[41]. Le succès de Crazy Blues incite les autres maisons de disque à produire des chanteuses de blues[41].
- novembre : Lucille Hegamin enregistre Jazz Me Blues et Everybody's Blues. Elle est la seconde artiste noire à enregistrer du blues[42].

### 1921
- mars : création de Black Swan Records à New York par Harry Pace[43]. C'est le premier label à grande diffusion destiné au public Afro-Américain et dirigé par des membres de cette communauté[44].
- 22 mars : premier enregistrement d'Ethel Waters pour Black Swan, dont Down Home Blues[45].
- mai : premiers enregistrement d'Alberta Hunter pour Black Swan[46].

### 1923
- Jamie Cox compose Nobody Knows You When You're Down and Out.
- février : Bessie Smith enregistre Down Hearted Blues et Gulf Coast Blues pour Columbia[16].
- février : George W. Thomas grave The Rocks pour Okeh. Il s'agirait du premier boogie woogie enregistré[47].
- mai : premiers enregistrements de Lucille Bogan à New York[48].
- 31 mai : premiers enregistrements de Clara Smith[48].
- juin : premier enregistrement de Jelly Roll Morton à Chicago pour Paramount, avec Muddy Water Blues[49].
- juin : Ida Cox enregistre 4 chansons pour Paramount[17].
- 14 et 15 juin : Lucille Bogan et Fannie May Goosby enregistrent à Atlanta pour Okeh[50]. C'est la première fois qu'un disque de blues est enregistré en dehors de New York ou Chicago[51].
- 2 novembre : enregistrement de Guitar Blues et Guitar Rag par Sylvester Weaver à New York. C'est le premier enregistrement de blues rural, avec un guitare slide[52].
- décembre : Ma Rainey enregistre 8 chansons à Chicago pour Paramount avec Lovie Austin, dont Walkin' Blues, Bad Luck Blues et Bo-Weavil Blues[49].

### 1924
- Daddy Stovepipe enregistre Sundown Blues. Il est l'un des plus anciens bluesmen (par l'âge) à avoir enregistré[53].
- avril : Ed Andrews enregistre Barrelhouse Blues à Atlanta pour Okeh. C'est le premier blues traditionnel enregistré dans le Sud[52].
- août : premiers enregistrements de Papa Charlie Jackson, dont Papa Lawdy Lawdy Blues[54].
- 16 octobre : Ma Rainey et son Georgia Jazz Band enregistrent See See Rider Blues[55].
- 31 décembre : Clara Smith enregistre My Doggone Lazy Man avec l'harmoniciste Herbert Leonard. C'est le premier enregistrement de blues connu comprenant un harmonica[56].

### 1925
- 11 avril : premier enregistrement de Lonnie Johnson à Saint-Louis, Missouri, avec Mr. Johnson's Blues[48].
- 16 septembre : naissance de Riley B. King, dit B. B. King, dans une plantation de coton près d'Itta Bena[57].
- décembre : premiers enregistrements de Blind Lemon Jefferson pour Paramount[58].

### 1926
- 11 mai : premiers enregistrements de Victoria Spivey à Saint-Louis, dont Black Snake Blues et Dirty Woman's Blues[48].
- juin : Freddie Spruell enregistre Milk Cow Blues, considéré comme le premier disque de Delta blues[59].

### 1927
- Rubin Lacey enregistre quatre titres à Memphis pour Columbia Records, mais aucun n'est édité.
- 17 février : Bessie Smith enregistre Back-Water Blues[60].
- 24 février : premiers enregistrements du Memphis Jug Band, à Memphis[48].
- 14 mars : Blind Lemon Jefferson enregistre Match Box Blues et Black Snake Moan pour Okeh Records[61].
- 11 août : premiers enregistrements de Texas Alexander[62].
- 18 octobre : premiers enregistrements de Blind Willie McTell[48].
- octobre : premiers enregistrements de Blind Blake, dont Early Morning Blues et West Coast Blues.
- 3 décembre : Blind Willie Johnson enregistre 6 titres à Dallas pour Columbia, dont Dark Was the Night, Cold Was the Ground[63] et It's Nobody's Fault But Mine[64].

### 1928
- Rubin Lacey enregistre deux chansons, Mississippi Jail House Groan et Ham Hound Cave, pour Paramount[65].
- 14 février : Mississippi John Hurt enregistre Frankie à Memphis pour Okeh[66].
- 2 mars : Tommy Johnson enregistre Big Road Blues[67], accompagné par Papa Charlie McCoy[68].
- mai : Tampa Red enregistre Through Train Blues.
- 16 juin : premiers enregistrements de Scrapper Blackwell.
- 19 juin : Leroy Carr enregistre How Long, How Long Blues[69].
- 31 août : Tommy Johnson enregistre Canned Heat Blues[70].
- octobre : Tampa Red et Georgia Tom enregistrent It’s Tight Like That[71].
- 17 octobre : Blind Willie McTell enregistre Statesboro Blues[72].
- novembre : Texas Alexander enregistre The Risin' Sun[73].
- 29 décembre : Clarence Pine Top Smith enregistre son Pine Top's Boogie Woogie[74].

### 1929
- 14 juin : Charley Patton enregistre seize morceaux pour Paramount à Richmond, Indiana, dont Pony Blues, A Spoonful Blues, Mississippi Bo Weavil Blues et High Water Everywhere (parts 1 & 2)[75].
- 14 mars : Hambone Willie Newbern enregistre Roll and Tumble Blues pour Okeh à Atlanta[76].
- 15 mars : mort de Clarence "Pine Top" Smith à 24 ans, touché par une balle perdue alors qu'il jouait du piano[77].
- 15 mai : Bessie Smith enregistre Nobody Knows You When You're Down and Out[78].
- 6 juin : Charlie Spand enregistre Soon This Morning, popularisée plus tard par Sonny Boy Williamson I.
- 18 juin : Kansas Joe et Memphis Minnie enregistrent When the Levee Breaks[79].
- 17 août : Blind Blake enregistre Diddie Wah Diddie[76].
- 17 septembre : premier enregistrement de Sleepy John Estes[80].
- 22 septembre : Speckled Red enregistre The Dirty Dozen.
- 24 octobre : « Jeudi noir ». La Grande Dépression provoque une sévère diminution des enregistrements de disques dans les années qui suivent.
- 5 décembre : premiers enregistrements de T-Bone Walker à Dallas.
- 19 décembre : mort de Blind Lemon Jefferson, 36 ans, à Chicago[81].

## Les années 1930

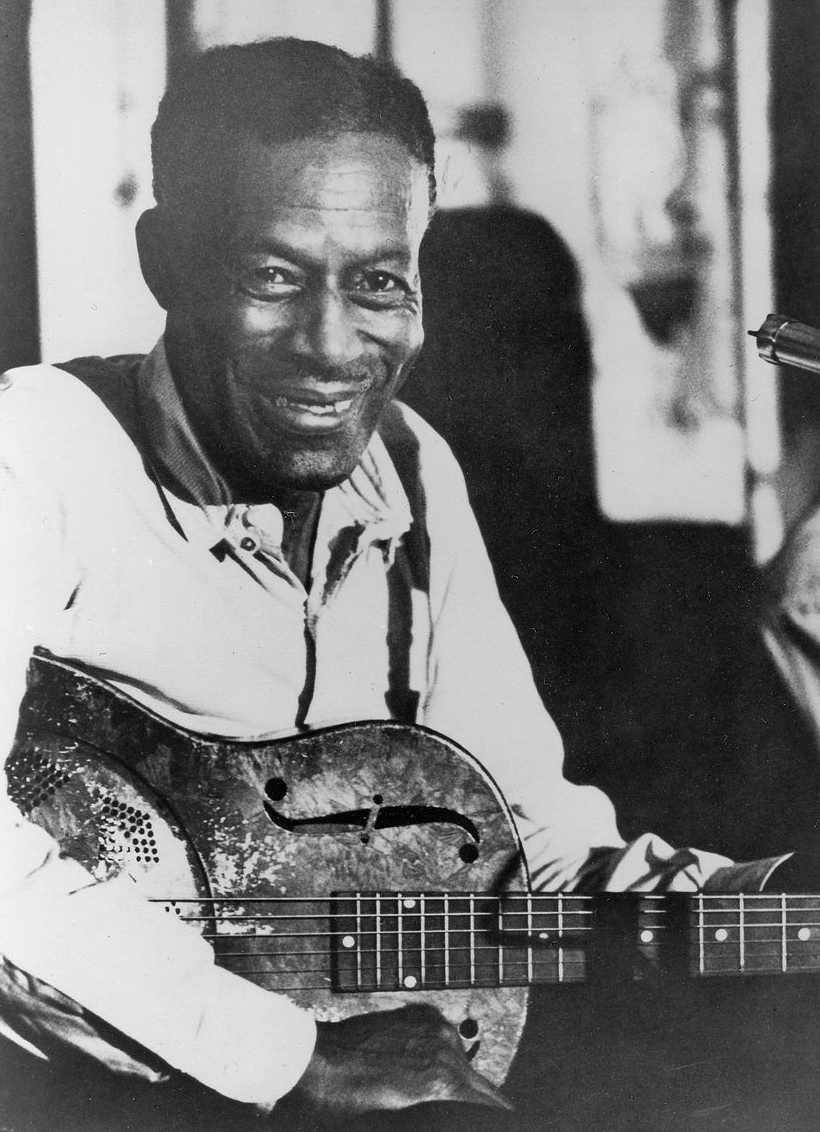
Son House

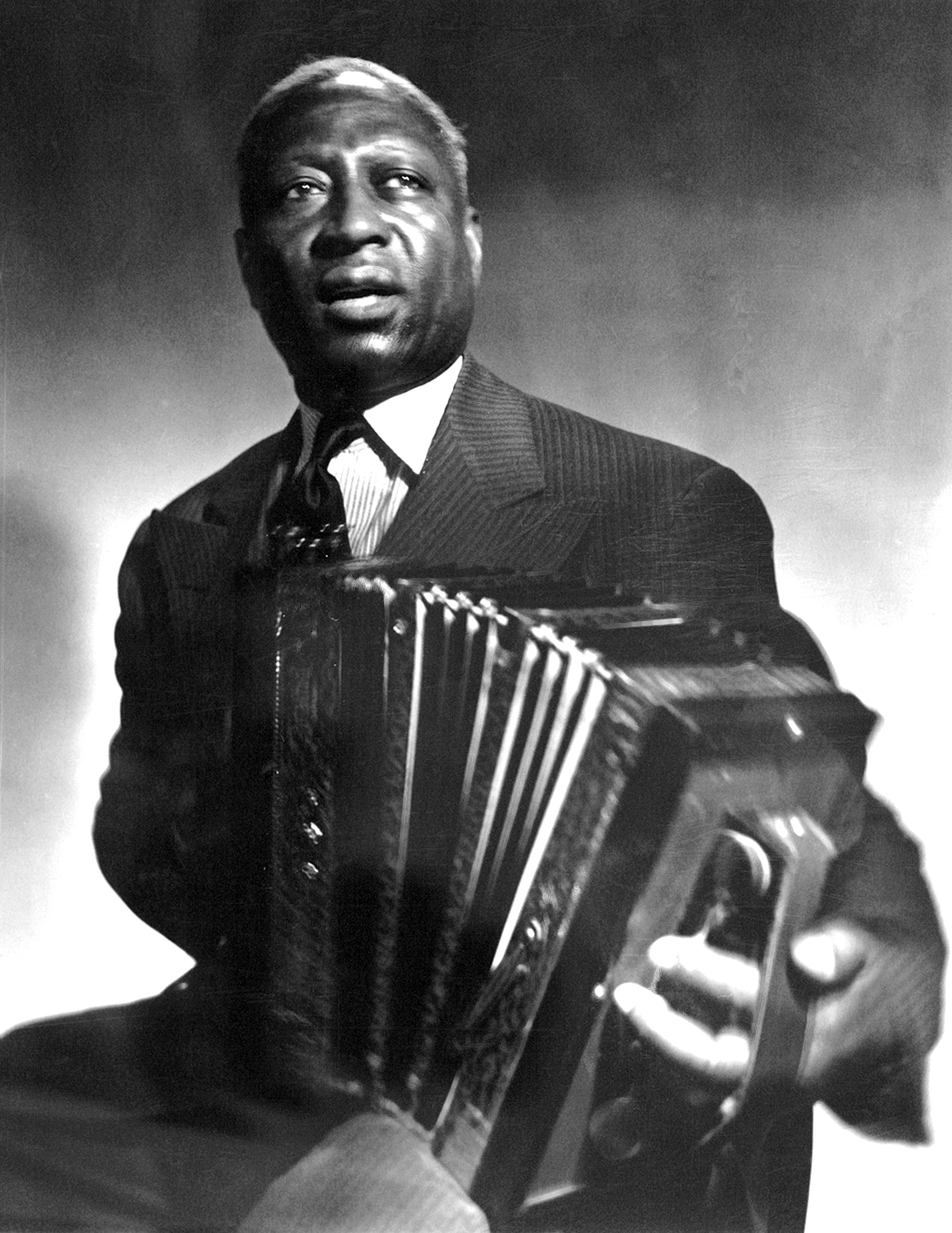
Leadbelly

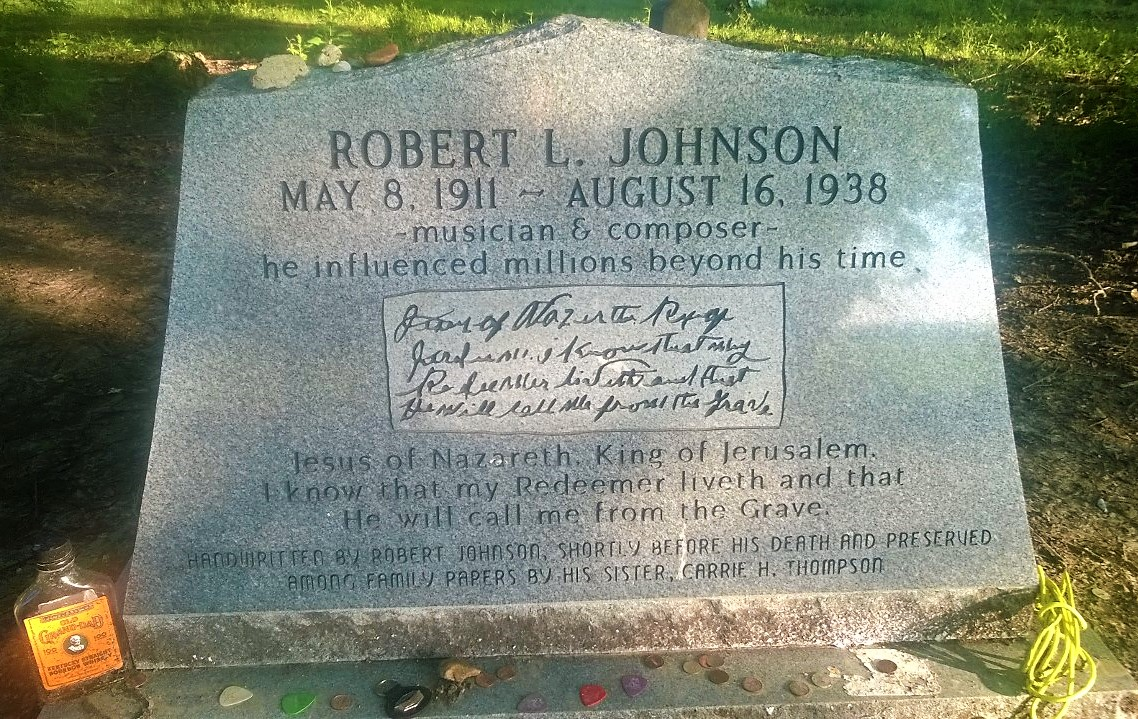
L'une des tombes de Robert Johnson.

### 1930
- 17 février : les Mississippi Sheiks enregistrent Sitting on Top of the World[82].
- 13 mai : Sleepy John Estes enregistre Milk Cow Blues[83].
- 17 mai : premiers enregistrements de Kokomo Arnold.
- 26 mai : premiers enregistrements de Bukka White.
- 28 mai : Son House enregistre plusieurs morceaux à Grafton, Wisconsin, pour Paramount, dont My Black Mama[84], Preachin’ the Blues[85] et Dry Spell Blues[85].

### 1931
- février : Skip James enregistre 6 chansons pour Paramount à Grafton, dont Hard Time Killin’ Floor Blues[86], Devil Got My Woman et I'm So Glad[87].

### 1933
- juin : Alan Lomax entame, pour la Bibliothèque du Congrès, une campagne d'enregistrements de bluesmen dans les prisons et dans les campagnes du Sud des États-Unis. Il enregistre notamment Lead Belly[88].
- création de Bluebird Records.

### 1934
- 20 février : Leroy Carr et Scrapper Blackwell enregistrent Blues Before Sunrise[89].
- 23 mars : Big Bill Broonzy enregistre 8 titres pour Bluebird à Chicago.
- 28 avril : mort de Charley Patton, 43 ans, à la plantation Heathman-Dedham près d’Indianola (Mississippi)[75].
- 1er décembre : mort de Blind Blake, 38 ans[90].
- George Washington Lee publie Beale Street: Where the Blues Began[24].

### 1935
- 25 février : premiers enregistrements de Big Joe Williams à Chicago pour Bluebird.
- 29 avril : mort de Leroy Carr à 30 ans, probablement de cirrhose[91].
- 31 octobre : Big Joe Williams enregistre Baby, Please Don't Go[92].

### 1936
- 13 janvier : Albert Ammons enregistre Boogie Woogie Stomp[93].
- 12 mai : Georgia White enregistre Troubled in Mind[94].
- 23, 26 et 27 novembre : première session d'enregistrement de Robert Johnson à San Antonio, Texas, pour Vocalion. Il grave notamment I Believe I'll Dust My Broom, Sweet Home Chicago, Cross Road Blues et Walkin' Blues[95]. Mais seul Terraplane Blues rencontre le succès[96].

### 1937
- 29 avril : Roosevelt Sykes enregistre Night Time Is the Right Time, qui sera repris par Ray Charles en 1959[97].
- 5 mai : l’harmoniciste Sonny Boy Williamson I enregistre Good Morning, School Girl, avec Big Joe Williams et Robert Lee McCoy aux guitares[98].
- 19 et 20 juin : deuxième session d'enregistrement de Robert Johnson, à Dallas. Il interprète Stop Breakin' Down Blues, Me and the Devil Blues et Love in Vain Blues, entre autres[95].
- 26 septembre : mort de Bessie Smith à 43 ans[99].

### 1938
- Big Joe Turner et Pete Johnson enregistrent Roll 'Em Pete [76].
- 16 août : mort de Robert Johnson à 27 ans[28].
- 31 octobre : Sister Rosetta Tharpe enregistre Rock Me.

### 1939
- 16 mars : Andy Kirk and his Twelve Clouds Of Joy enregistrent Floyd's Guitar Blues, une composition du guitarsite Floyd Smith.
- 22 décembre : mort de Ma Rainey, 53 ans[100].

## Les années 1940

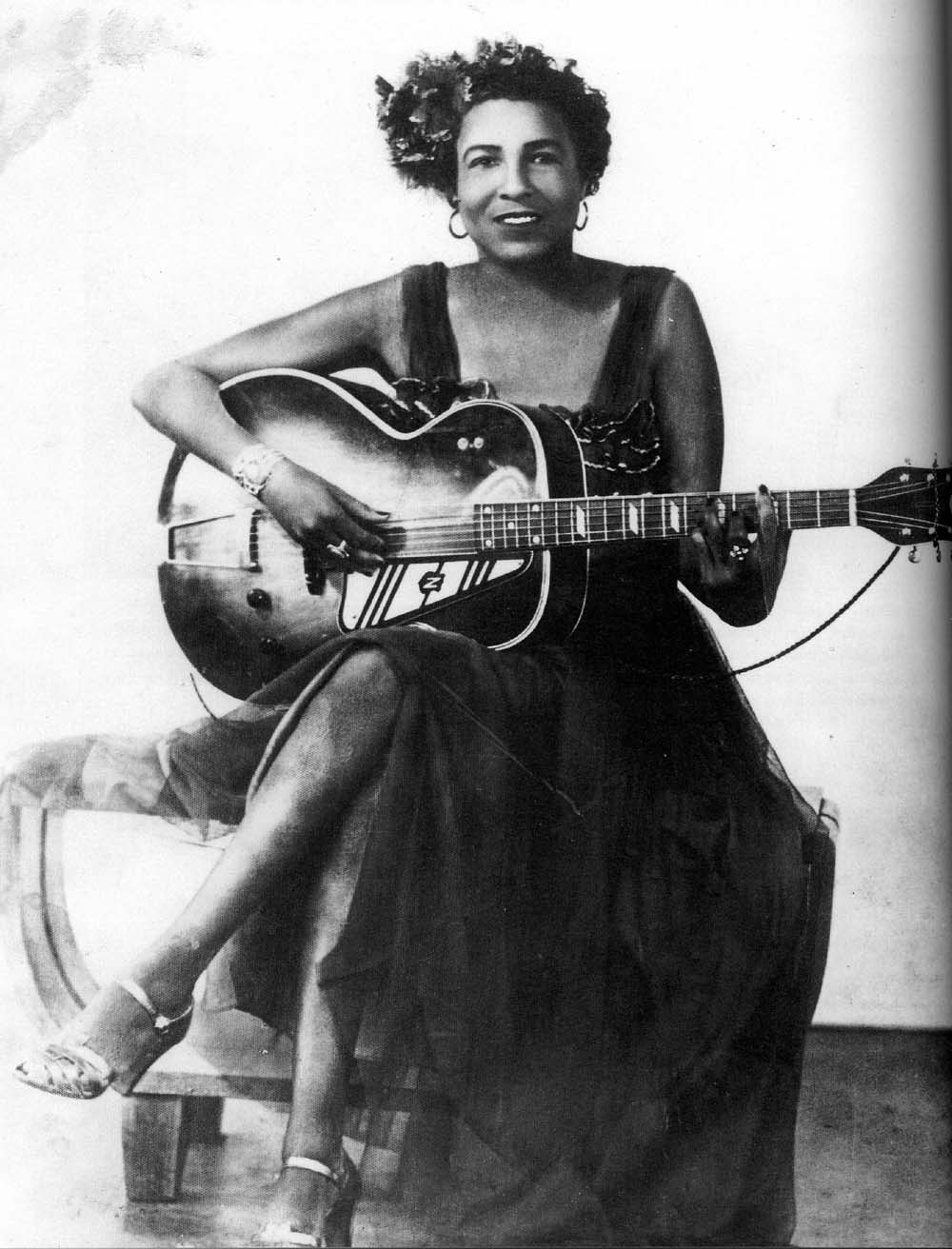
Memphis Minnie

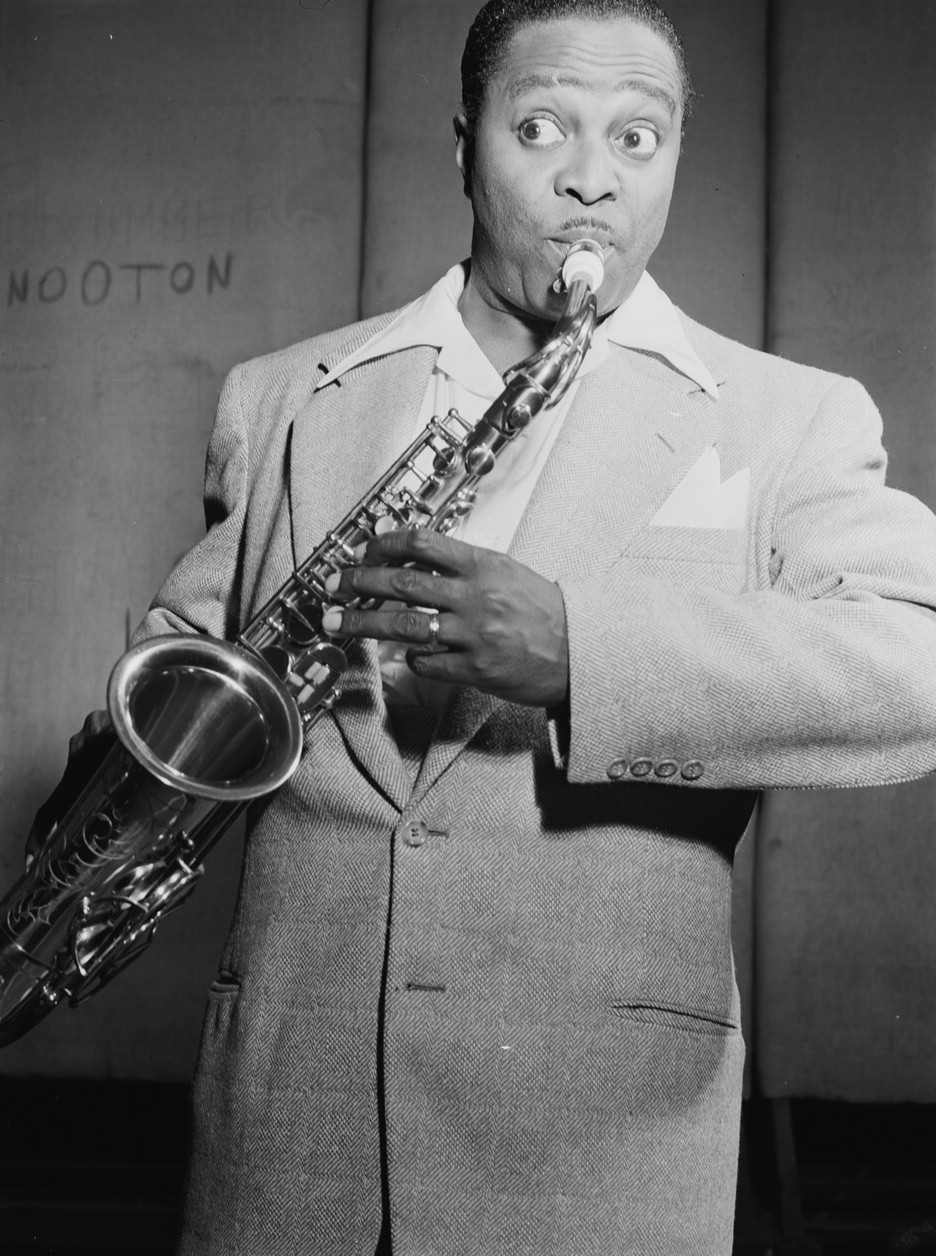
Louis Jordan à New York en juillet 1946.

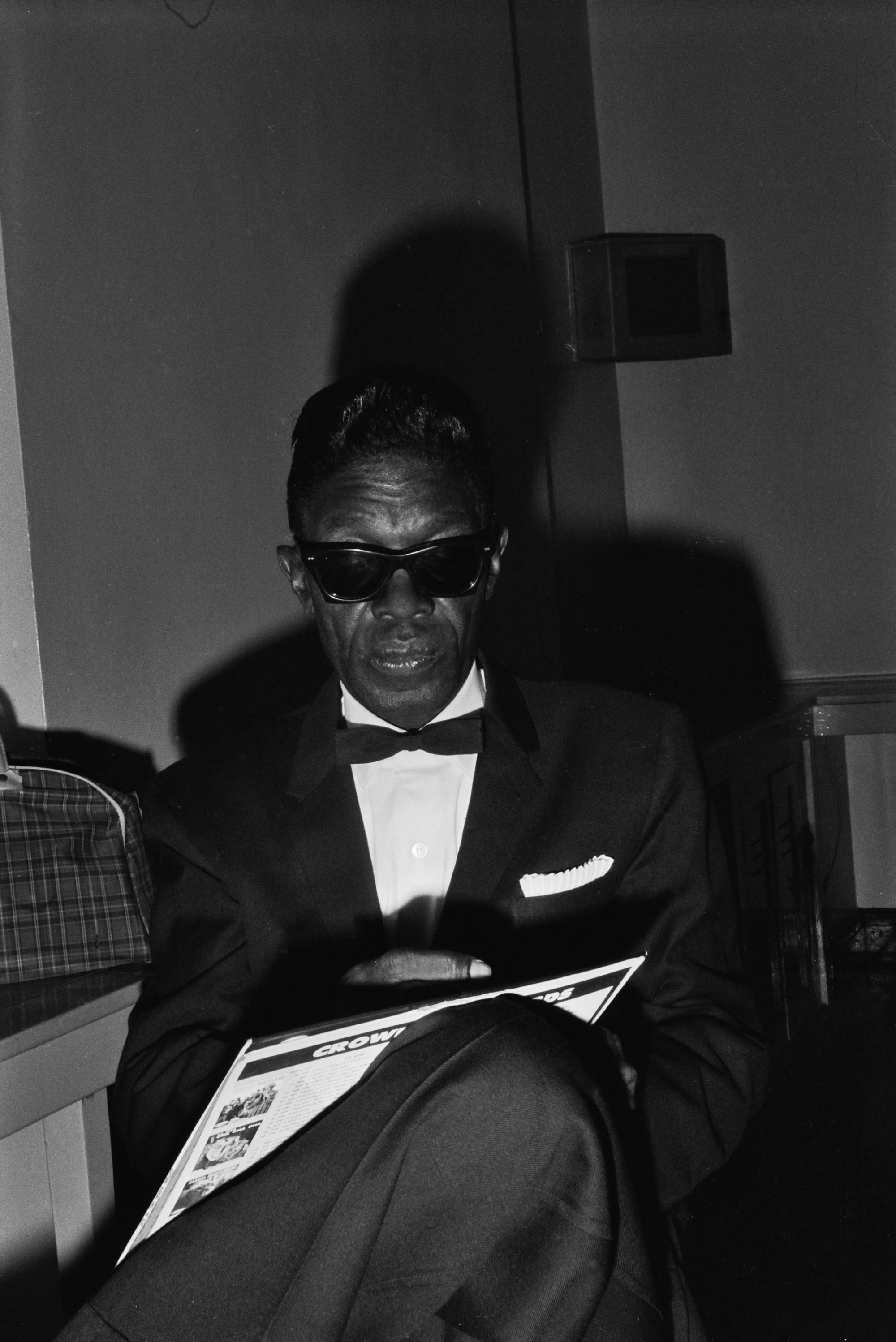
Lightnin' Hopkins en 1946.

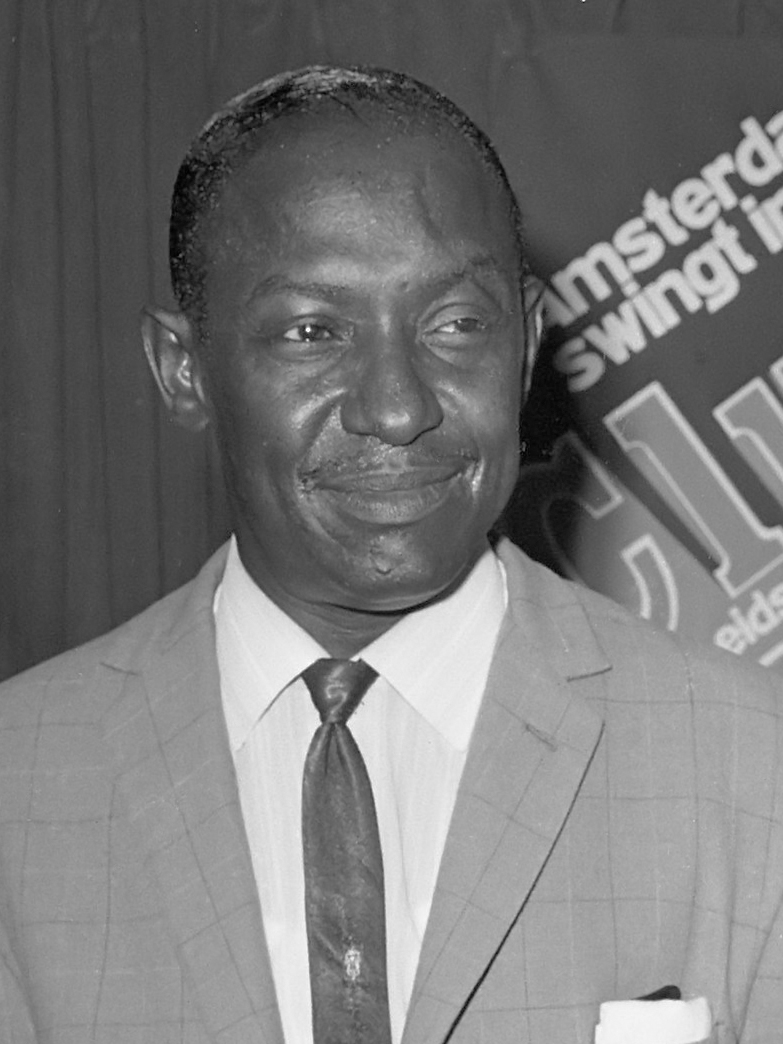
Eddie Boyd en 1968.

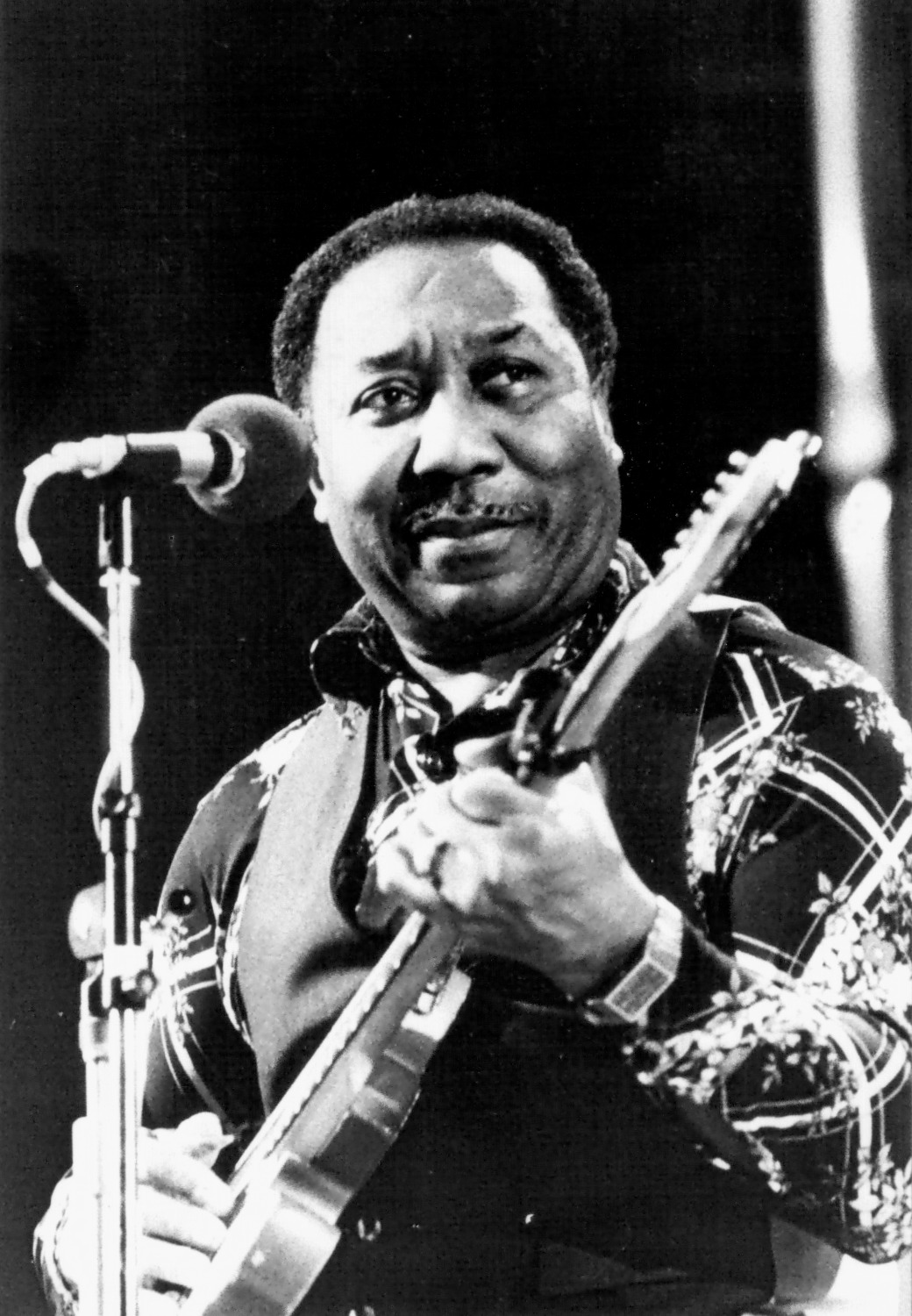
Muddy Waters à Paris en novembre 1976.

Pendant la Seconde Guerre mondiale, les enregistrements se font plus rares. La fin de la guerre marque l'avènement du rhythm and blues, du jump blues et ses blues shouters, et du West Coast blues.

### 1940
- 10 mai : Tampa Red enregistre Don't You Lie To Me[101] et It Hurts Me Too pour Bluebird[102].
- 10 juin : Erskine Hawkins & his Orchestra enregistrent After Hours [103].
- 12 juillet : le pianiste Walter Davis enregistre Come Back Baby.

### 1941
- 28 mars : Robert Petway enregistre Catfish Blues[104].
- 30 avril : Walter Brown et Jay McShann enregistrent Confessin' The Blues[104].
- 2 mai : Big Bill Broonzy enregistre Key to the Highway avec Jazz Gillum à l'harmonica, Washboard Sam à la planche à laver et Horace Malcolm au piano[105].
- 21 mai : Memphis Minnie enregistre Me and My Chauffeur Blues.
- 24 juin : Big Maceo Merriweather enregistre Worried Life Blues, accompagné par Tampa Red et Ransom Knowling[106].
- 31 août : premiers enregistrements de Muddy Waters pour la Bibliothèque du Congrès, avec Alan Lomax, dans une plantation du Mississippi. Il interprète les morceaux Country Blues et I Be's Troubled[107].
- 11 novembre : Saint Louis Jimmy Oden enregistre Goin' Down Slow[108].
- W. C. Handy publie Father of the Blues: An Autobiography[109].

### 1944
- 17 février : Lead Belly enregistre (Black Gal) Where Did You Sleep Last Night une première fois. Cette version n'est pas commercialisée.
- août : Richard A. Nelson fonde le label Gilt-Edge dans le but d'enregistrer I Wonder de Cecil Gant[110]. Il s'agit du premier disque à succès publié par un label indépendant[111].

### 1945
- 19 janvier : Louis Jordan and his Tympany Five enregistrent Caldonia Boogie[112].
- mai : T-Bone Walker enregistre T-Bone Boogie, jump blues avec une intro et un solo à la guitare électrique très rock 'n' roll [113].
- 14 septembre : les Johnny Moore's Three Blazers enregistrent Driftin' Blues avec Charles Brown au chant[101].
- 18 septembre : mort de Blind Willie Johnson, 48 ans[63].
- novembre : parution de Mean Old World de T-Bone Walker, un titre enregistré en 1942. C'est « le premier enregistrement de blues important avec une guitare électrique »[114].
- 7 novembre : Buddy Johnson enregistre Since I Fell for You et Walk 'Em[115].

### 1946
- Arthur « Big Boy » Crudup enregistre That's All Right (Mama)[116] et So Glad You're Mine[117], qui seront toutes deux reprises par Elvis Presley, en 1954 et en 1956.
- 26 juin : Louis Jordan enregistre Let the Good Times Roll[118].
- 12 septembre : Amos Milburn enregistre Down the Road a Piece pour Aladdin.
- 23 octobre : mort de Mamie Smith, 63 ans[119].

### 1947
- 28 mars : Sonny Boy Williamson I enregistre Polly Put Your Kettle On pour RCA - Victor.
- mai : premiers enregistrements de Lightnin' Hopkins à Houston avec Short Haired Woman[120].
- 15 août : Lightnin' Hopkins enregistre Let Me Play With You Poodle, une chanson de Tampa Red.
- 13 septembre : T-Bone Walker enregistre Call It Stormy Monday (But Tuesday Is Just as Bad) à Hollywood[121].
- 30 septembre : Muddy Waters enregistre à Chicago son premier disque pour Aristocrat, Gypsy Woman et Little Anna Mae, avec Sunnyland Slim au piano[107].
- septembre : création du label Atlantic Records à New York par Ahmet Ertegün et Herb Abramson[122].
- novembre : parution de Merry Christmas Baby des Johnny Moore's Three Blazers, avec Charles Brown au chant.
- 15 novembre : Jimmy Witherspoon enregistre Ain't Nobody's Business à Los Angeles pour Supreme Records[123].
- 10 décembre : Lonnie Johnson enregistre Tomorrow Night[124].
- décembre : Muddy Waters enregistre I Feel Like Going Home et I Can't Be Satisfied[107].

### 1948
- 1er juin : mort de John Lee "Sonny Boy" Williamson, 34 ans, assassiné à Chicago.
- octobre : la radio WDIA de Memphis diffuse un programme consacré à la musique noire. Rapidement, la station dédie 100 % de ses programmes au public noir[125].
- 3 novembre : enregistrement de Boogie Chillen par John Lee Hooker and his guitar, une chanson qui se classera #1 au Billboard Rhythm & Blues au début de l'année suivante[126].
- 15 décembre : Paul Williams enregistre The Huckle-Buck.
- décembre : enregistrement de Chicago Is Just That Way par Little Eddie Boyd and his Trio.
- décembre : sortie de Blues After Hours de Pee Wee Crayton.
- parution de Three O'Clock Blues de Lowell Fulson, morceau enregistré en juin 1946.

### 1949
- février : Stick McGhee ré-enregistre Drinkin' Wine Spo-Dee-O-Dee pour Atlantic[127].
- avril : Goree Carter & His Hep Cats enregistrent Rock Awhile, un air de rhythm and blues parfois considéré comme le premier disque de rock 'n' roll[128],[129],[130].
- 12 juillet : Robert Nighthawk enregistre Black Angel Blues et Annie Lee Blues à Chicago pour Aristocrat Records[131].
- 6 décembre : mort de Huddie William Ledbetter, dit Leadbelly, 61 ou 64 ans, à New York[132].
- 10 décembre : Fats Domino enregistre The Fat Man, une chanson qui se classera #2 au Billboard Rhythm & Blues, au début de l'année suivante[133].
- le guitariste cajun Clarence Garlow enregistre Bon Ton Roula à Houston, un blues d'inspiration zydeco.
- Derrick Stewart-Baxter rédige la rubrique Preachin' The Blues dans Jazz Journal, un magazine mensuel britannique[134].

## Les années 1950

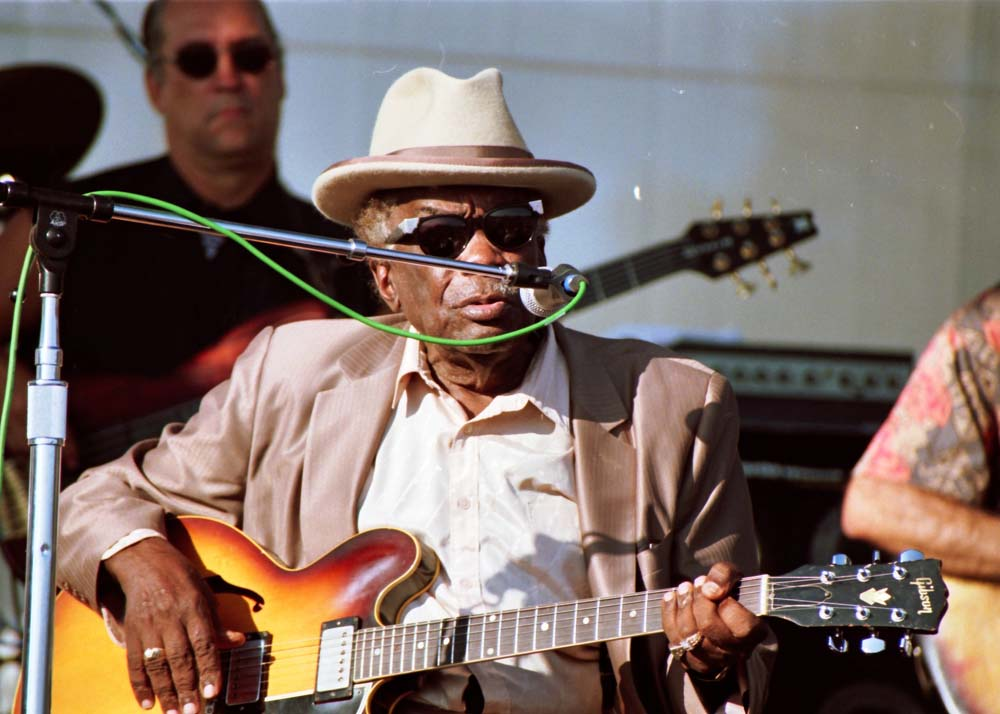
John Lee Hooker en 1997.

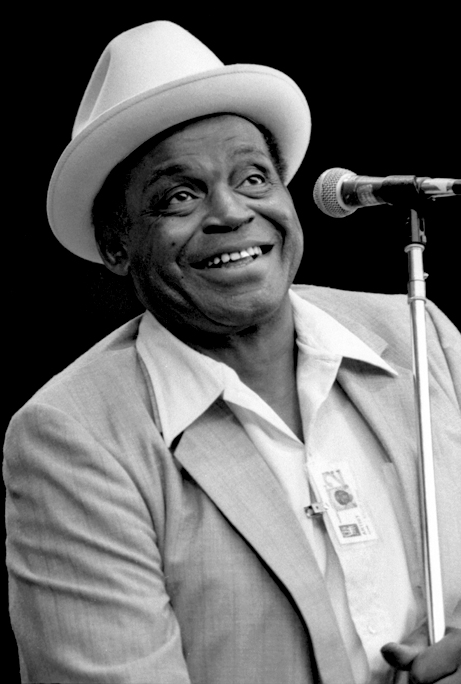
Willie Dixon en 1981.

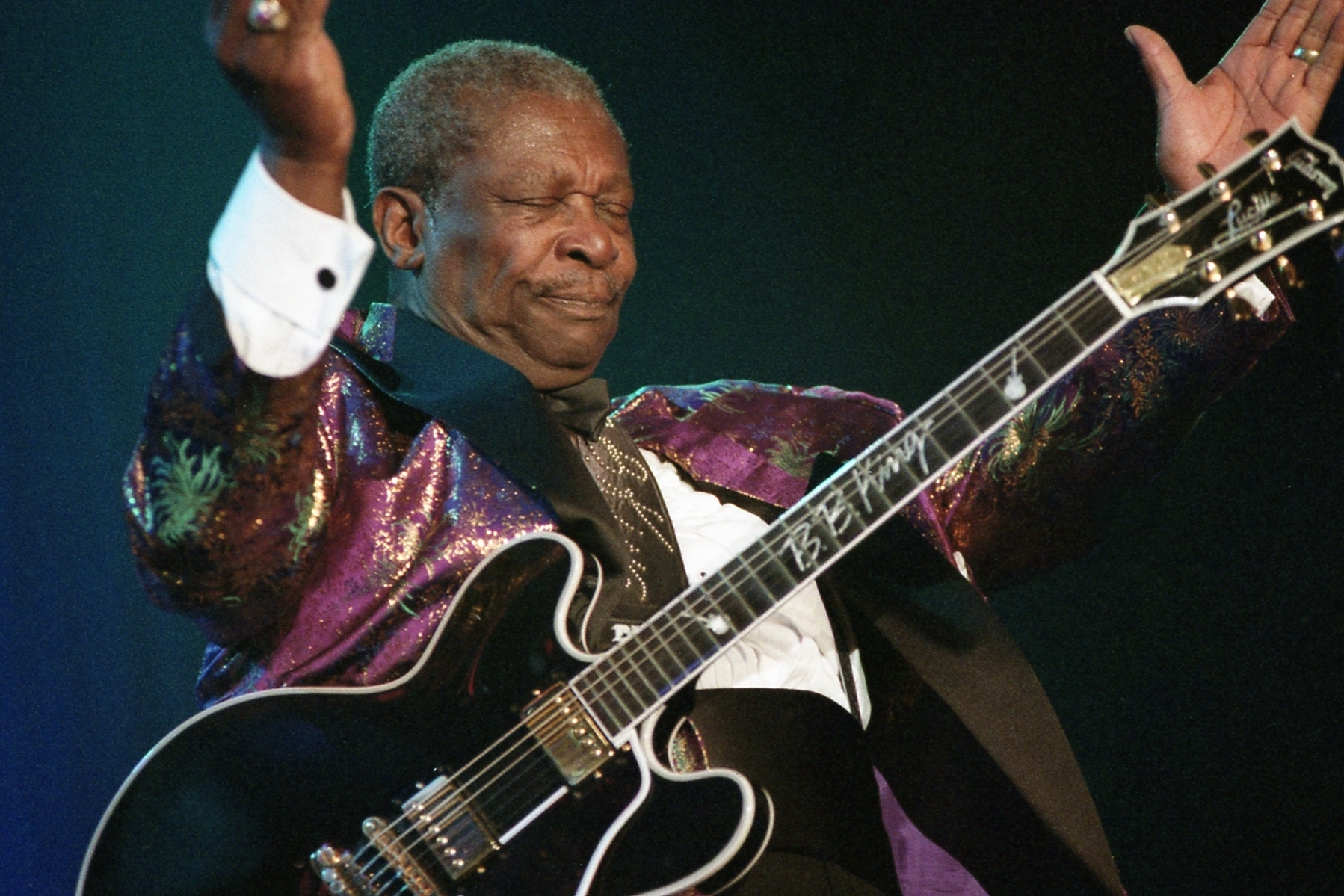
B. B. King

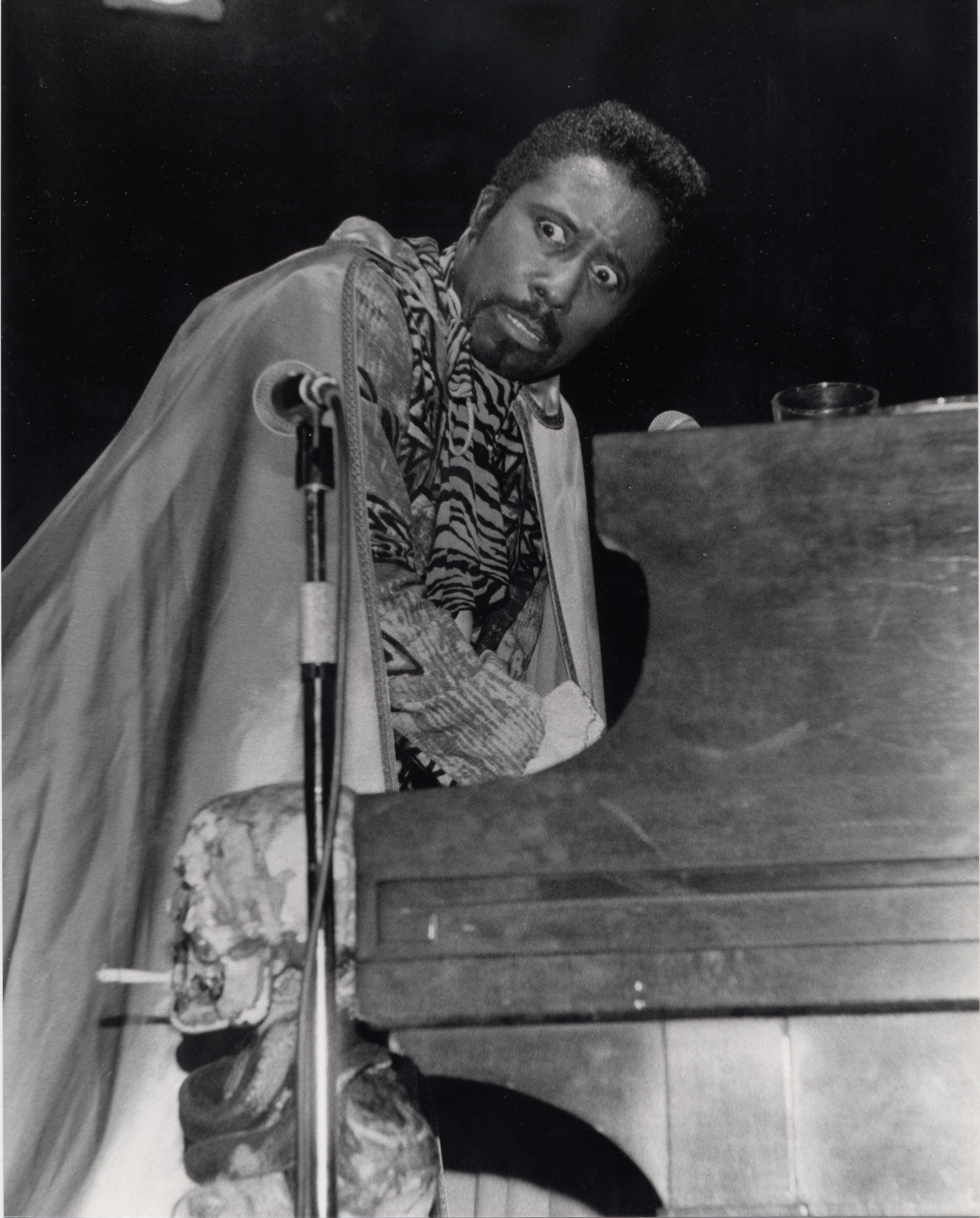
Screamin' Jay Hawkins en 1979.

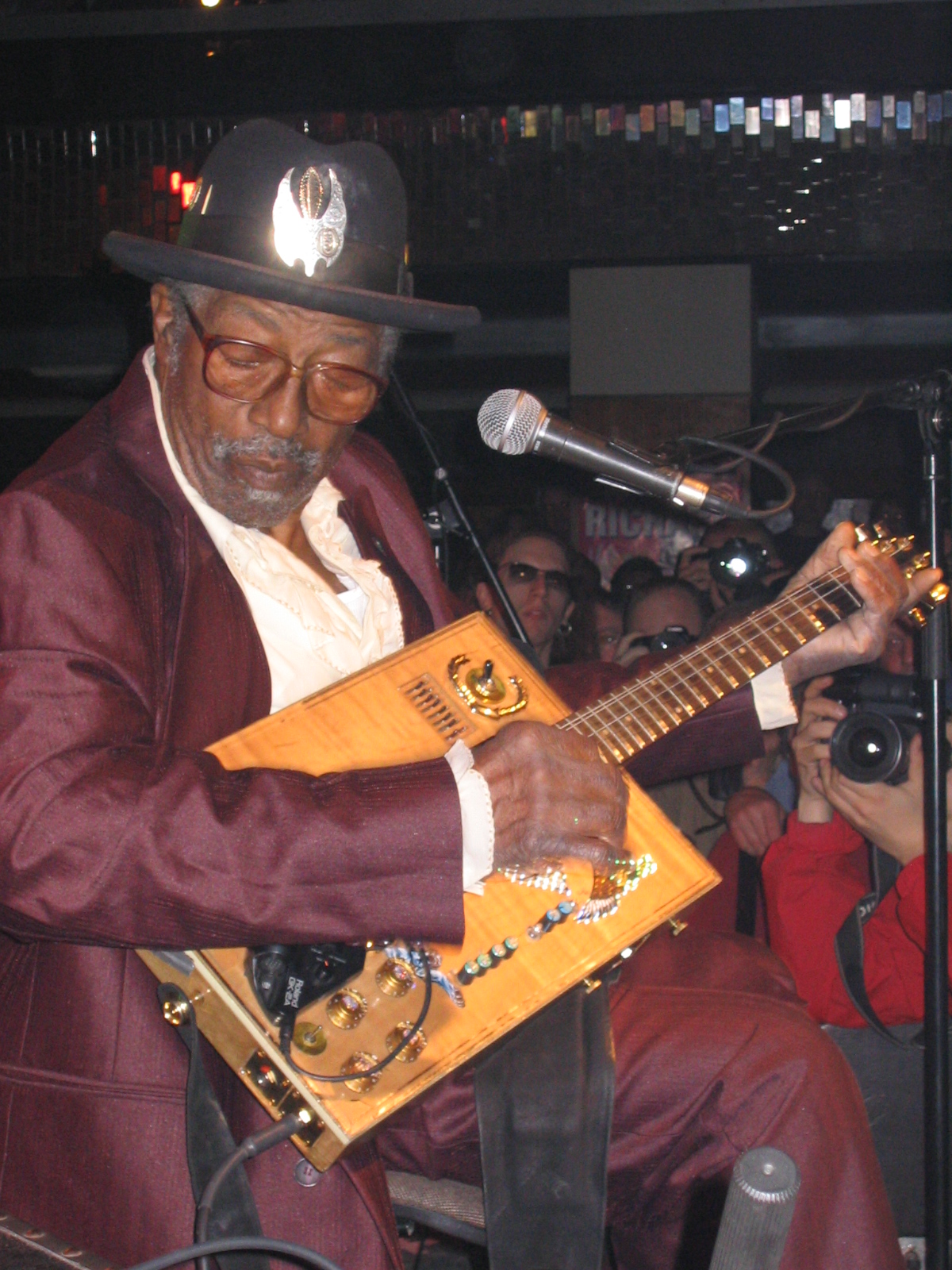
Bo Diddley en 2005.

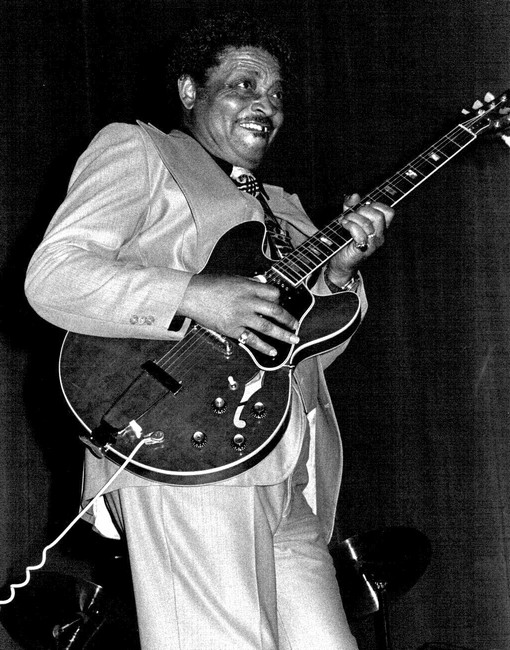
Lowell Fulson en 1980.

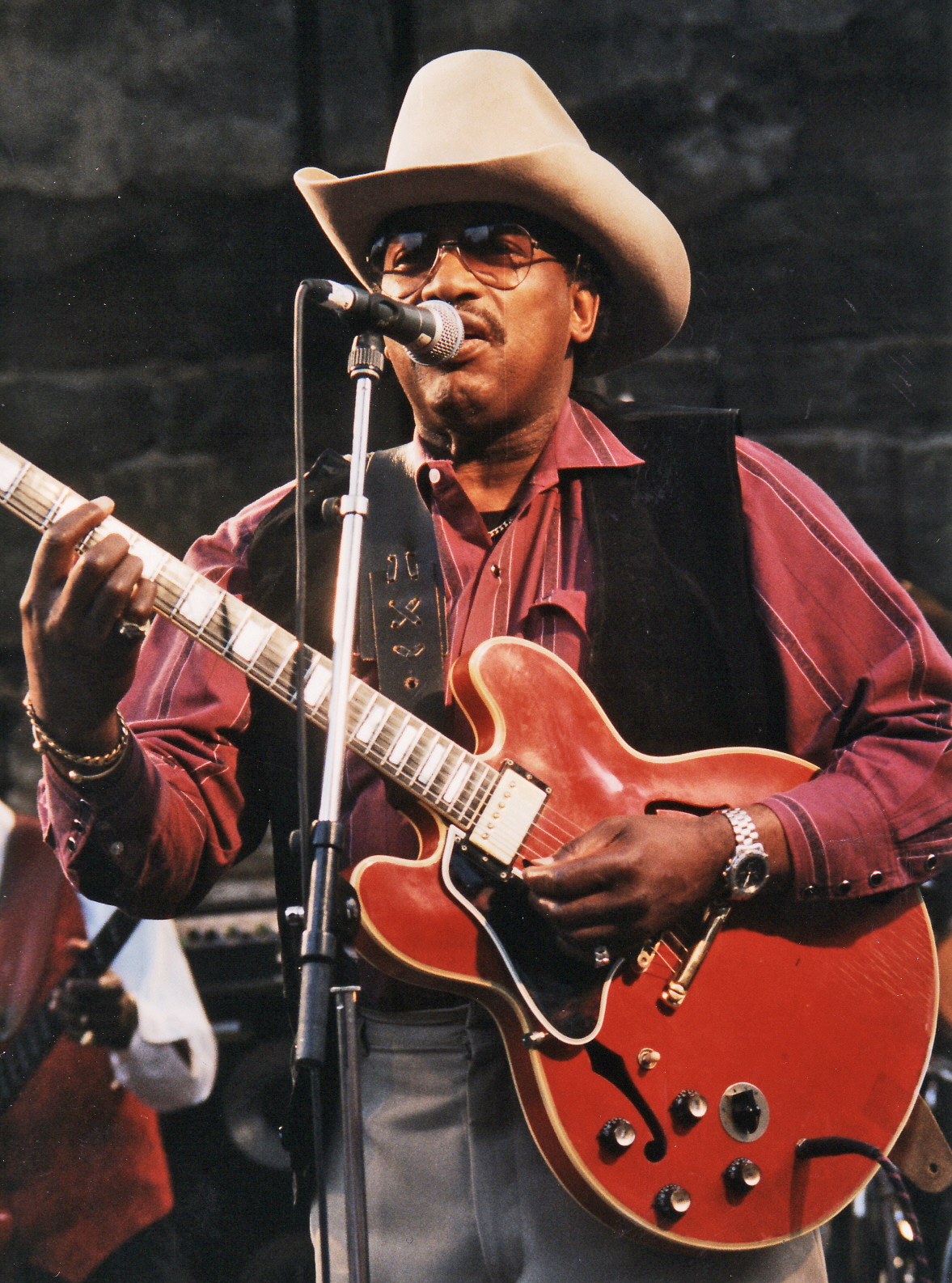
Otis Rush en 1997.

Vers le milieu des années 1950, le blues devient moins populaire. Il est supplanté par l'apparition de rock 'n' roll et de la musique soul. La décennie marque pourtant un âge d'or du blues électrique à Chicago, avec Muddy Waters et Howlin' Wolf en tête de file.

### 1950
- Leonard et Phil Chess rachètent le label Aristocrat et le renomment Chess Records[135].
- février : Muddy Waters enregistre pour Chess, les chansons Rollin' and Tumblin', Walking Blues et Rollin' Stone[107], un titre qui donnera leur nom au groupe The Rolling Stones[136] et au magazine Rolling Stone.
- 15 août : Jimmy Rogers enregistre That’s All Right[137], avec Little Walter à l'harmonica et Ernest « Big » Crawford à la basse.
- 16 août : Percy Mayfield enregistre Please Send Me Someone to Love[138].
- septembre : sortie de Rockin' With Red de Piano Red, en 45 tours.
- novembre : Arthur « Big Boy » Crudup enregistre My Baby Left Me qui sera reprise par Elvis en 1956[139].
- décembre : Charles Brown enregistre Black Night .

### 1951
- 23 janvier : Muddy Waters enregistre Long Distance Call[107].
- 5 mars : Jackie Brenston and His Delta Cats enregistrent Rocket 88 à Memphis, avec Ike Turner au piano. Le disque est produit par Sam Phillips qui le vend à Chess, le label Sun Records n'étant pas encore créé[140].
- 12 mars : Sonny Boy Williamson II enregistre Eyesight to the Blind[141] et Crazy About You Baby pour le label Trumpet.
- 5 août : Elmore James enregistre Dust My Broom, avec Sonny Boy Williamson à l'harmonica[142].
- août : Sam Phillips produit le premier disque d'Howlin’ Wolf pour Chess : How Many More Years et Moanin' at Midnight[143].
- septembre : premier disque de B. B. King, enregistré à Memphis, une reprise de 3 O'Clock Blues de Lowell Fulson[144].
- 27 novembre : Jimmy Forrest enregistre Night Train[145].
- 21 décembre : Little Richard sort son premier disque Taxi Blues[146].
- 4 décembre : Sonny Boy Williamson II enregistre Nine Below Zero, avec Elmore James à la guitare.

### 1952
- 20 janvier : Big Joe Turner enregistre Sweet Sixteen pour Atlantic.
- 12 mai : Little Walter enregistre Juke pour Checker, avec Muddy Waters et Jimmy Rogers aux guitares.
- 19 juin : Eddie Boyd enregistre Five Long Years.
- novembre : Little Willie Littlefield sort K.C. Loving, le futur Kansas City de Wilbert Harrison.
- Willie Mabon enregistre I Don't Know.

### 1953
- 26 février : mort de Big Maceo Merriweather, 47 ans, à Chicago[147].
- mars : Big Mama Thornton enregistre Hound Dog, qui sera repris par Elvis Presley en 1956[148].
- 6 juin : Amos Milburn enregistre One Bourbon, One Scotch, One Beer.
- octobre : Junior Parker enregistre Mystery Train, disque produit par Sam Phillips pour le label Sun.
- 16 octobre : Guitar Slim enregistre The Things That I Used to Do à La Nouvelle-Orléans[149], avec Ray Charles au piano.
- 27 septembre : Lowell Fulson enregistre Reconsider Baby[150].

### 1954
- 7 janvier : Muddy Waters enregistre I’m Your Hoochie Coochie Man, chanson écrite par Willie Dixon[107].
- 15 février : Big Joe Turner enregistre le titre Shake, Rattle and Roll, qui atteint la 7e place au classement R&B du Billboard le 12 juin et, peu après, la 22e au classement pop.
- 16 avril : mort de Texas Alexander, 53 ans[151].
- 1er septembre : Muddy Waters enregistre I'm Ready, chanson écrite par Willie Dixon[107].
- 3 octobre : naissance de Stevie Ray Vaughan à Dallas.
- J. B. Lenoir enregistre Mamma Talk to Your Daughter pour Parrot[152].

### 1955
- 25 janvier : Little Walter enregistre My Babe, une chanson écrite par Willie Dixon.
- janvier : B. B. King enregistre Every Day I Have the Blues[153].
- 2 mars : Bo Diddley enregistre I'm a Man, inspiré par I’m Your Hoochie Coochie Man de Muddy Waters[154], et la chanson portant son nom, Bo Diddley[155].
- 5 mai : Billy Boy Arnold enregistre I Wish You Would pour Vee-Jay.
- 24 mai : Muddy Waters enregistre Mannish Boy en réponse à I'm a Man de Bo Diddley[107].
- 12 août : Sonny Boy Williamson II enregistre Don't Start Me Talkin' pour Checker[101].
- 19 novembre (et avril 1956) : B. B. King enregistre Sweet Little Angel[156].

### 1956
- janvier : Howlin’ Wolf enregistre Smokestack Lightning[157].
- 1er mars : Little Willie John enregistre Fever pour King Records[158].
- juillet : Otis Rush enregistre I Can't Quit You Baby, une chanson écrite par Willie Dixon, pour Cobra Records[159].
- 1er novembre : mort de Tommy Johnson à 60 ans.
- novembre : Screamin' Jay Hawkins sort I Put a Spell on You[160].
- 1er décembre : Muddy Waters enregistre Got My Mojo Working[107].
- décembre : Bobby Blue Bland enregistre Farther Up the Road[161]
- sortie de Honky Tonk, Parts 1 & 2 de Bill Doggett[162].
- sortie de Singin' the Blues, premier album de B. B. King.

### 1957
- 8 février : Bo Diddley enregistre Hey Bo Diddley.
- mars : Slim Harpo enregistre I'm a King Bee.
- sortie de All Your Love de Magic Sam.
- Alexis Korner et Cyril Davies ouvrent le Blues and Barrelhouse Club à Londres et font venir des bluesmen américains[163].

### 1958
- sortie de Double Trouble et All Your Love (I Miss Loving) d'Otis Rush.
- sortie de The Freeze, premier single d'Albert Collins[164].
- avril : sortie de The Best of Muddy Waters, premier album de Muddy Waters[107].
- septembre : sortie de Texas Flood de Larry Davis[165].
- 15 août : mort de Big Bill Broonzy, 65 ans, à Chicago, des suites d'un cancer de la gorge[166].

### 1959
- 7 février : mort de Guitar Slim, 32 ans, à New York, d'une pneumonie[167].
- février : Wilbert Harrison enregistre Kansas City chez Fury Records[168].
- 7 août : Jimmy Reed enregistre Baby What You Want Me to Do[169].
- 11 juillet : première édition du Festival de folk de Newport, qui accueillera beaucoup d'artistes de blues. Bo Diddley, Reverend Gary Davis, Brownie McGhee et Sonny Terry sont présents. Les éditions suivantes verront passer John Lee Hooker, Mississippi John Hurt, Memphis Slim et Willie Dixon, Son House, Lightnin' Hopkins, Skip James, Bukka White, Muddy Waters, B.B. King, etc[170].
- 19 août : mort de Blind Willie McTell, 61 ans, à Almon, Comté de Newton (Géorgie)[171].
- 26 octobre : B. B. King enregistre Sweet Sixteen, parts 1 & 2 pour Kent[172].
- sortie de Willie’s Blues, le premier album de Willie Dixon.
- Samuel Charters publie The Country Blues et sort en parallèle l'album The Country Blues chez Folkways, une compilation contenant des morceaux enregistrés dans les années 1920-1930 par Blind Lemon Jefferson, Leroy Carr, Robert Johnson, etc[173].
- Anthony Rotante et Paul Sheatsley publient Blues Research, une émanation de Record Research[174].

## Les années 1960

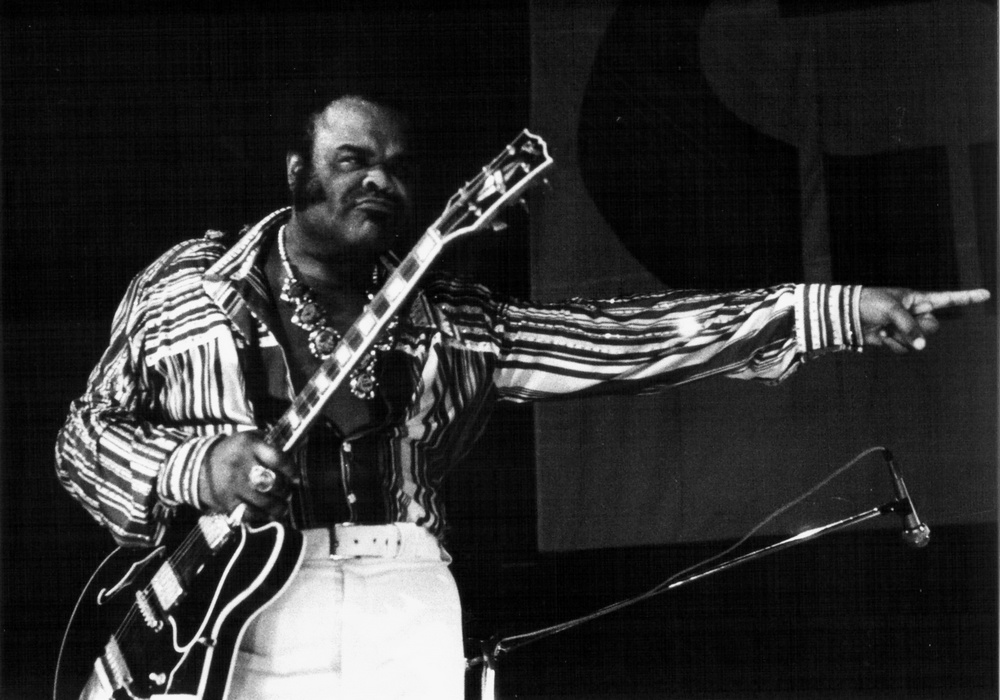
Freddie King à Paris en 1975.

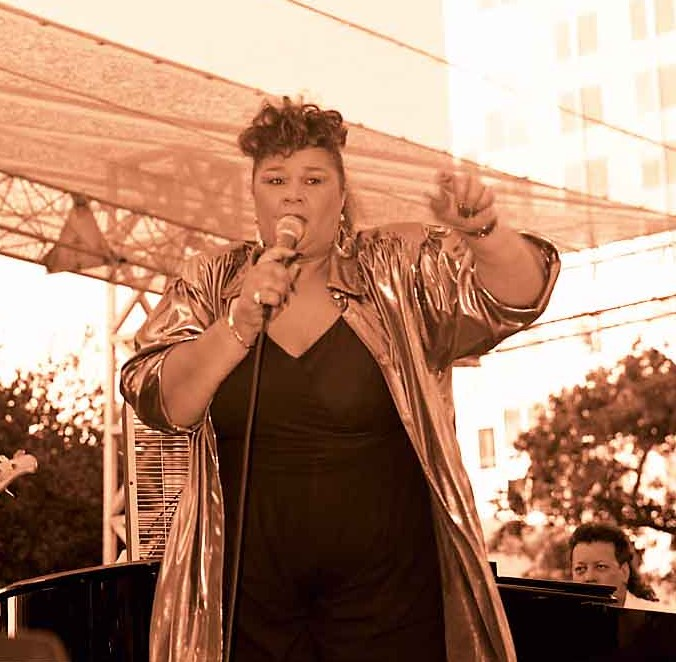
Etta James en 2000.

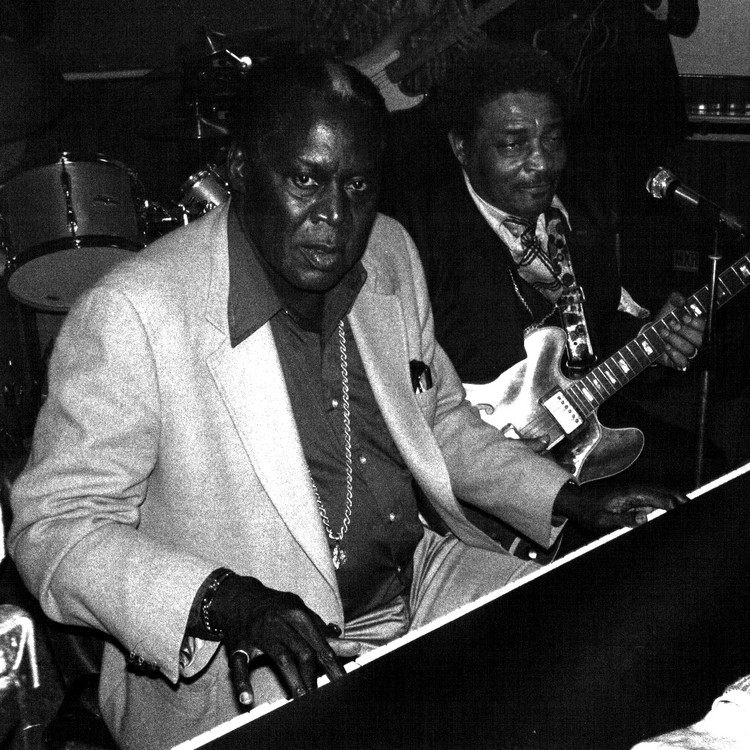
Memphis Slim avec Lowell Fulson à Paris en 1980.

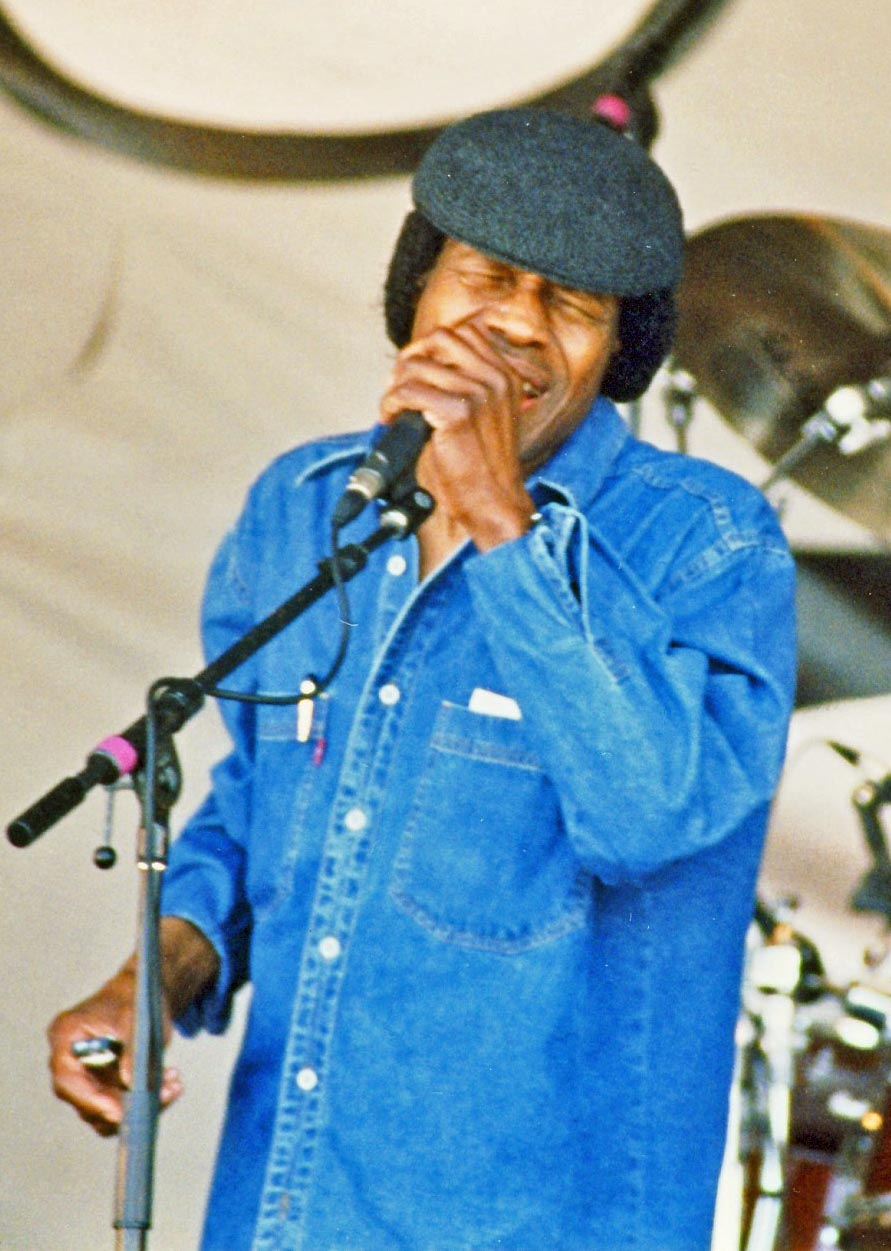
Junior Wells au New Orleans Jazz & Heritage Festival en 1996.

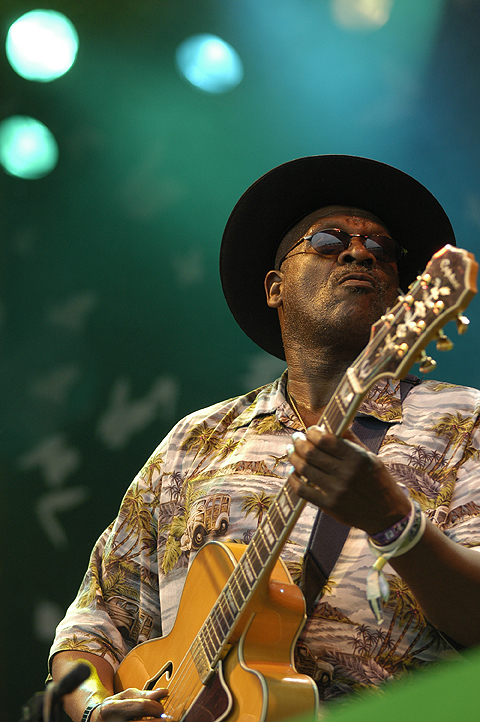
Taj Mahal en 2005.

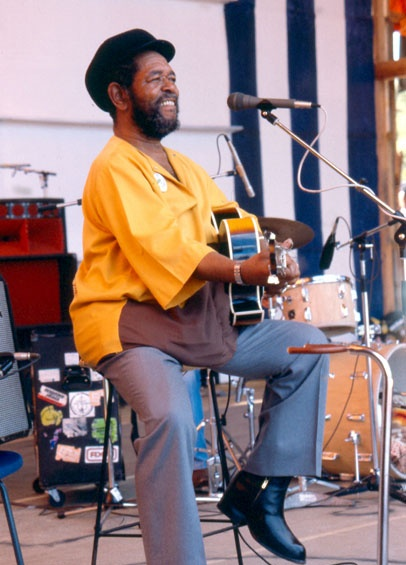
Brownie McGhee en 1981.

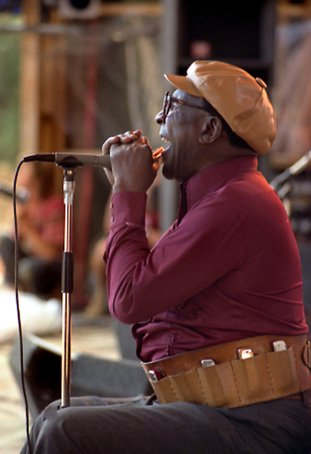
Sonny Terry en 1980.

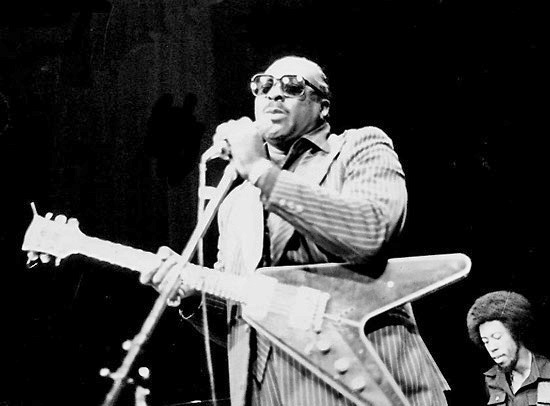
Albert King

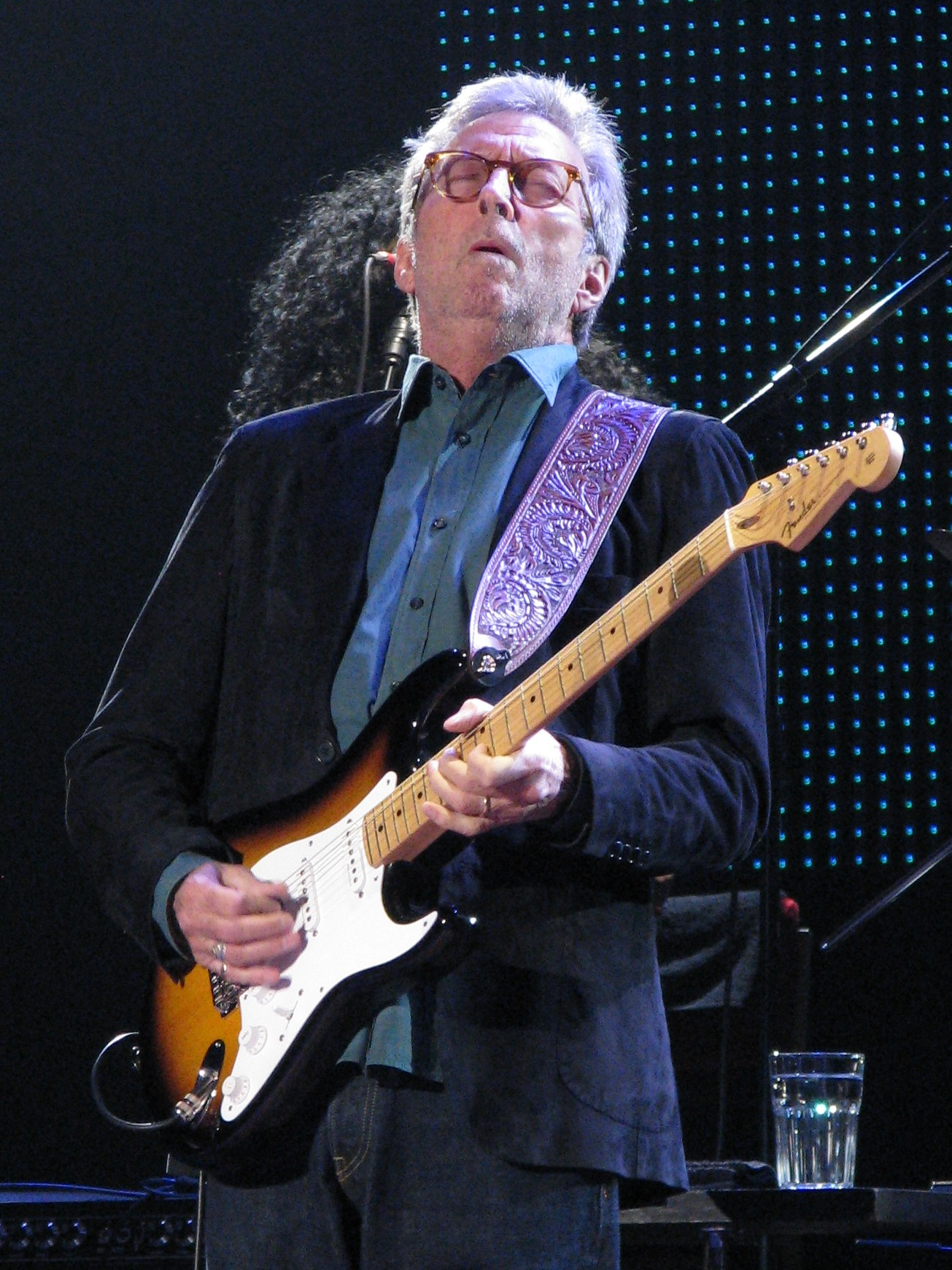
Eric Clapton au Madison Square Garden à New York en mai 2015.

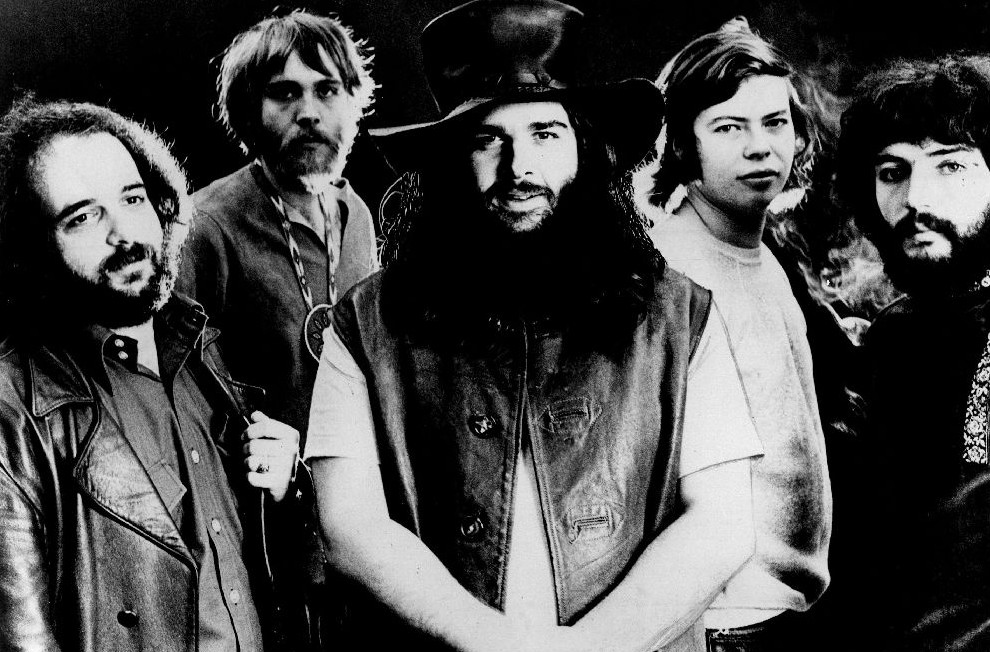
Canned Heat en 1970.

Des musiciens anglais découvrent le blues et de nombreux groupes mélangeant blues et rock se créent au Royaume-Uni. Le British blues boom permettra au public américain de redécouvrir cette musique par l'intermédiaire de la British Invasion. Apparition du Blues rock. À l'opposé, la mode de la musique folk apporte un regain d'intérêt aux musiciens de blues traditionnel.

### 1960
- février : Serge Tonneau crée le magazine Rhythm & Blues Pamorama à Bruxelles[175].
- mars : sortie de The Sky Is Crying d'Elmore James[176].
- 29 mars : Jimmy Reed enregistre Big Boss Man[177].
- juin : Howlin’ Wolf enregistre Spoonful[178] et Back Door Man, deux chansons écrites par Willie Dixon.
- 3 juillet, sortie de At Newport 1960, album live de Muddy Waters[107].
- juillet : sortie de Rockin' at the Hops, quatrième album de Chuck Berry, contenant plusieurs chansons de blues[179], avec Willie Dixon, Johnnie Johnson, Matt Murphy, Fred Below, etc.
- 26 août : Freddy King enregistre Hide Away à Cincinnati pour Federal[180].
- 17 octobre : Junior Wells enregistre Messin' with the Kid  pour Chief Records.
- décembre : Etta James sort At Last! et I Just Want to Make Love to You, la reprise d'une chanson de Muddy Waters écrite par Willie Dixon[181].
- sortie de Please Send Me Someone to Love de Percy Mayfield[138].
- Paul Oliver publie Blues Fell This Morning: The Meaning Of The Blues[182].

### 1961
- 1er janvier : sortie de Two Steps from the Blues, premier album de Bobby Blue Bland.
- avril : sortie de l'album The Immortal Charlie Patton chez Origin Jazz Library (OJL Records).
- 3 mai : Muddy Waters enregistre You Shook Me, chanson écrite par Willie Dixon et J. B. Lenoir[107].
- juin : Howlin’ Wolf enregistre Little Red Rooster, chanson écrite par Willie Dixon[183].
- août : B. B. King publie My Kind of Blues, son sixième album[184].
- 15 août : mort de Stick McGhee, 44 ans, à New York[185].
- 11 septembre : sortie de King of the Delta Blues Singers, un album regroupant quelques-uns des enregistrements de Robert Johnson[186].
- Alexis Korner et Cyril Davies forment le Blues Incorporated, qui voit passer dans ses rangs de nombreuses futurs vedettes du blues et du rock britannique[187].
- Graham Bond fonde le Graham Bond Quartet, puis la Graham Bond Organisation, qui verront eux-aussi éclore de futures stars anglaises.
- fin 1961 : John Lee Hooker enregistre Boom Boom[188].

### 1962
- création de l'American Folk Blues Festival, festival européen itinérant[189].
- sortie de Realy! The Country Blues 1927-1933 chez OJL, une compilation regroupant des titres de Son House, Charlie Patton, Tommy Johnson, Skip James, etc[190].
- sortie de Henry Thomas Sings The Texas Blues! (1927-1928) chez OJL.
- mai : Booker T. and the M.G.'s enregistrent Green Onions pour Volt[191].
- 12 juillet : première performance scénique des Rolling Stones (alors composé de Jagger, Richards, Jones, Stewart, Taylor et Chapman) au Marquee Club de Londres[192].
- 7 octobre : mort de Scrapper Blackwell à 59 ans[193].
- novembre : Cyril Davies quitte les Blues Incorporated et fonde le Cyril Davies All-Stars.
- formation par Roger Daltrey et John Entwistle rejoint ensuite par Pete Townshend, du groupe The Who alors nommé « The Detours » qui comprend aussi Gabby Connolly, Colin Dawson, et Doug Sandom à la batterie, remplacé en 1964 par Keith Moon.
- formation du groupe The Animals quand Eric Burdon rejoint le Alan Price Combo, le groupe prend son nouveau nom en 1963.
- formation du groupe de Manfred Mann.
- création de la John Edwards Memorial Foundation, basée à l'Université de Californie à Los Angeles, dans le but d'étudier et promouvoir la musique folk américaine[194].

### 1963
- formation des groupes The Yardbirds, The Pretty Things,The Spencer Davis Group de Steve Winwood et les Bluesbreakers de John Mayall.
- Paul Butterfield et Elvin Bishop forment le Paul Butterfield Blues Band à Chicago.
- 11 janvier : Sonny Boy Williamson II enregistre Help Me[195].
- avril : premier numéro du mensuel britannique Blues Unlimited fonfé par Simon A. Napier et Mike Leadbitter[196].
- Tommy Tucker enregistre Hi-Heel Sneakers[197].
- Little Johnny Taylor sort Part Time Love.
- LeRoi Jones publie Blues People: Negro Music in White America[198].

### 1964
- 7 janvier : mort de Cyril Davies, 31 ans, à Londres[187].
- janvier : Howlin' Wolf enregistre Killing Floor.
- mai : B. B. King sort Rock Me Baby, chanson enregistrée deux ans plus tôt.
- 18 mai : enregistrement au Royaume-Uni de la reprise de The House of the Rising Sun par The Animals, no 1 au Royaume-Uni le 10 juillet, et no 1 aux États-Unis le 5 septembre pendant trois semaines[199].
- 24 mai : mort d'Elmore James, 45 ans, à Chicago, d'une crise cardiaque[200].
- 21 septembre : mort de Bo Carter (Armenter Chatmon) des Mississippi Sheiks, 71 ans, à Memphis[201].
- 6 novembre : sortie du 45 tours Baby, Please Don't Go de Them, avec Gloria en face B.
- 4 décembre : The Rolling Stones sont no 1 au Royaume-Uni, avec Little Red Rooster, une reprise de Howlin' Wolf[202].
- Ry Cooder et Taj Mahal forment le groupe Rising Sons.
- Robert Malcolm Ward Dixon et John Godrich publient la discographie Blues and Gospel Records: 1902-1942[203].

### 1965
- février : Mike Vernon et son frère Richard créent le label Blue Horizon[204].
- mars : Bob Groom publie le premier numéro du magazine Blues World[205].
- 12 et 14 avril : Son House enregistre Death Letter pour l'album Father of Folk Blues[206].
- Slim Harpo enregistre Baby Scratch My Back.
- 25 mai : mort de Rice Miller, dit Sonny Boy Williamson II, à Helena (Arkansas)[207].
- septembre : sortie du premier album du Paul Butterfield Blues Band, avec Mike Bloomfield[208].
- 7 décembre : Koko Taylor enregistre Wang Dang Doodle, la reprise d'une chanson d'Howlin' Wolf[209].
- Bob Hite et Alan Wilson forment le groupe Canned Heat à Los Angeles[210].
- sortie de Hoodoo Man Blues, premier album de Junior Wells, avec Buddy Guy à la guitare[211].
- Clifton Chenier sort l'album Louisiana Blues & Zydeco chez Arhoolie Records.

### 1966
- le label Vanguard publie la série Chicago/The Blues/Today! avec des titres de Junior Wells, Otis Spann, J.B. Hutto, Otis Rush, Homesick James, Johnny Shines, Big Walter Horton, James Cotton et Johnny "Man" Young[212].
- 22 juillet : John Mayall sort l'album Blues Breakers with Eric Clapton[213].
- 2 novembre : mort de Mississippi John Hurt, 74 ans, à Grenada (Mississippi), d'une crise cardiaque[214].
- 6 novembre : mort de Washboard Sam, 56 ans, à Chicago, d'une crise cardiaque[215].
- 9 décembre : sortie de Fresh Cream, premier album du groupe Cream formé par Eric Clapton, Jack Bruce et Ginger Baker[216].

### 1967
- formation du groupe Fleetwood Mac par Peter Green, Mick Fleetwood et Jeremy Spencer[217].
- 29 avril : mort de J.B. Lenoir, 38 ans, à Champaign (Illinois), d'une crise cardiaque après un accident de voiture[218].
- 12 mai : sortie de Are You Experienced, le premier album de Jimi Hendrix, qui contient notamment la chanson Red House[219].
- 26 mai : Albert King sort Born Under a Bad Sign, chanson écrite par William Bell et Booker T. Jones, ainsi que l'album du même nom, sur Stax Records[220].
- 10 novembre : mort d'Ida Cox, 71 ans, d'un cancer[17].
- sortie de Left My Blues in San Francisco, premier album de Buddy Guy.
- fin 1967 : Magic Sam sort l'album West Side Soul[221].

### 1968
- 22 janvier : sortie de Gris-Gris, le premier album de Dr. John[222].
- 15 février : mort de Little Walter, 37 ans, à Chicago, des suites d'une blessure reçue lors d'une rixe pendant l'entracte d'un concert[223].
- 4 avril : assassinat de Martin Luther King.
- 26 mai : mort de Little Willie John, 30 ans, dans au pénitencier d'État de l'État de Washington à Walla Walla[224], d'une pneumonie.
- mai : création du magazine suédois Jefferson Blues par Claes Hedman[225].
- sortie de Taj Mahal, premier album de l'artiste du même nom, avec Ry Cooder[226].
- Jeff Beck forme le Jeff Beck Group avec Rod Stewart, Ron Wood, Mick Waller et Nicky Hopkins.
- juillet : Cream sort Crossroads, une reprise de Robert Johnson enregistrée live au Winterland Ballroom de San Francisco[227].
- juillet - novembre : formation par Jimmy Page des New Yardbirds, rebaptisés Led Zeppelin, avec le bassiste John Paul Jones, le chanteur Robert Plant et le batteur John Bonham.
- 5 octobre : Muddy Waters sort l'album Electric Mud, avec des arrangements psychédéliques[107].
- 25 octobre : Jimi Hendrix sort Electric Ladyland, son troisième album, qui contient notamment Voodoo Chile et Voodoo Child (Slight Return), morceaux inspirés par des blues de Muddy Waters comme Rollin' Stone (ou Catfish Blues), Rollin' and Tumblin' et Still a Fool[228].
- 23 décembre : Taj Mahal sort l'album The Natch'l Blues qui contient la chanson She Caught the Katy (And Left Me a Mule to Ride)[229].
- décembre : publication du premier numéro du magazine Soul Bag en France, avec B.B. King en couverture[230].
- Nick Perls fonde le label Yazoo Records.

### 1969
- 31 janvier : Fleetwood Mac est no 1 au Royaume-Uni, avec Albatross.
- 6 avril sortie du second album de Johnny Winter.
- 14 juin : mort de Wynonie Harris, 53 ans, à Los Angeles[231].
- juin : B. B. King enregistre The Thrill Is Gone[232].
- 7-9 août : création de l'Ann Arbor Blues Festival. La première édition invite Howlin' Wolf, John Lee Hooker, Albert King, T-Bone Walker, Otis Rush, Buddy Guy & Junior Wells, Son House, etc[233].
- 15-18 août : le blues rock est représenté au Festival de Woodstock par l'intermédiaire de Johnny Winter et du Paul Butterfield Blues Band, mais aussi par Canned Heat, Santana, Janis Joplin, Ten Years After ou Jimi Hendrix.
- 3 octobre : mort de Skip James, 67 ans, d'un cancer[234].
- 14 novembre : mort de Rubin Lacey, 68 ans[235].
- 5 décembre : The Rolling Stones sortent Let It Bleed, un album qui contient la reprise de Love in Vain de Robert Johnson.
- Howlin' Wolf sort The Howlin' Wolf Album, avec des arrangements psychédéliques.
- sortie de Super Black Blues, album réunissant T-Bone Walker, Big Joe Turner et Otis Spann[236].

## Les années 1970

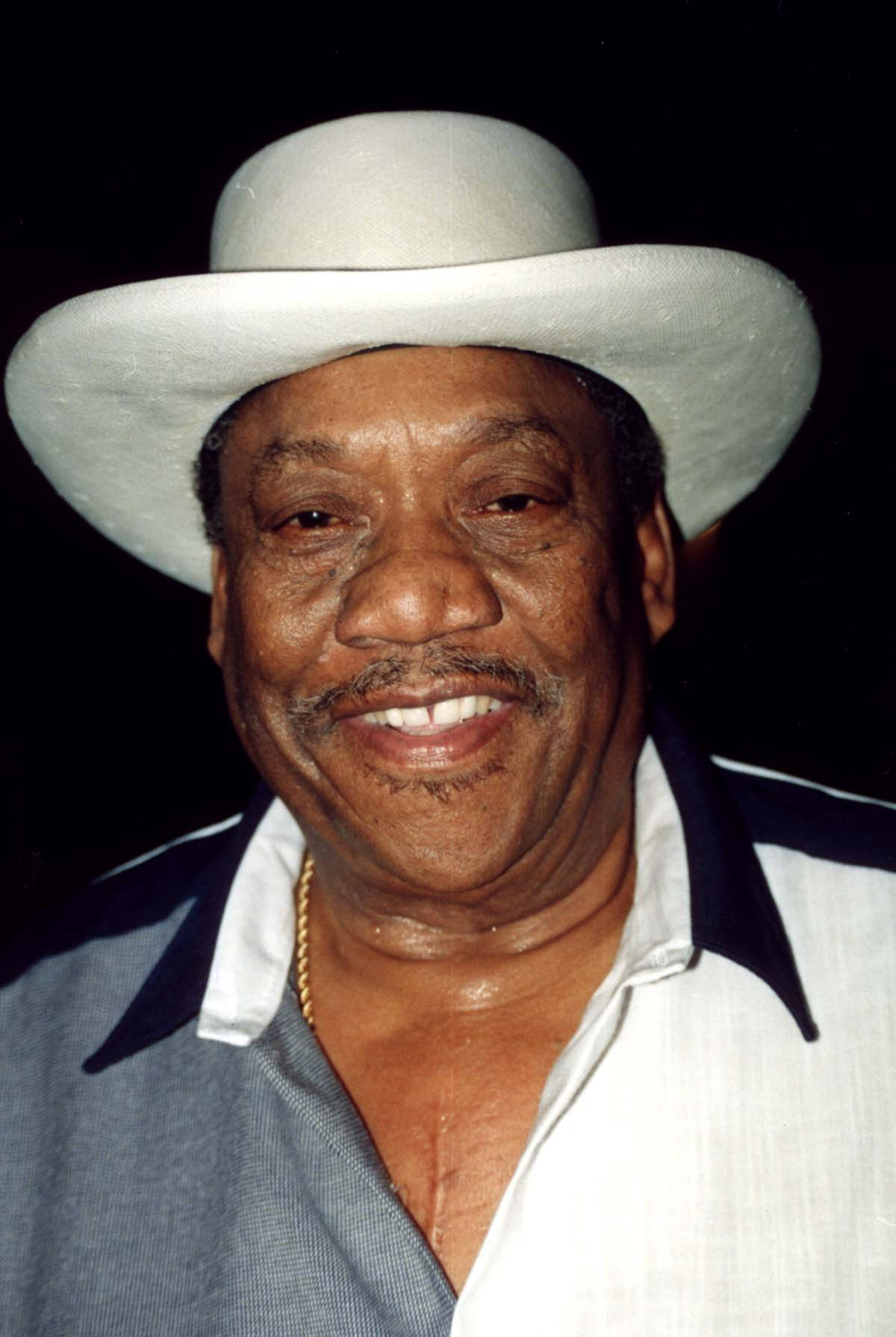
Bobby Blue Bland à Baltimore en 2010

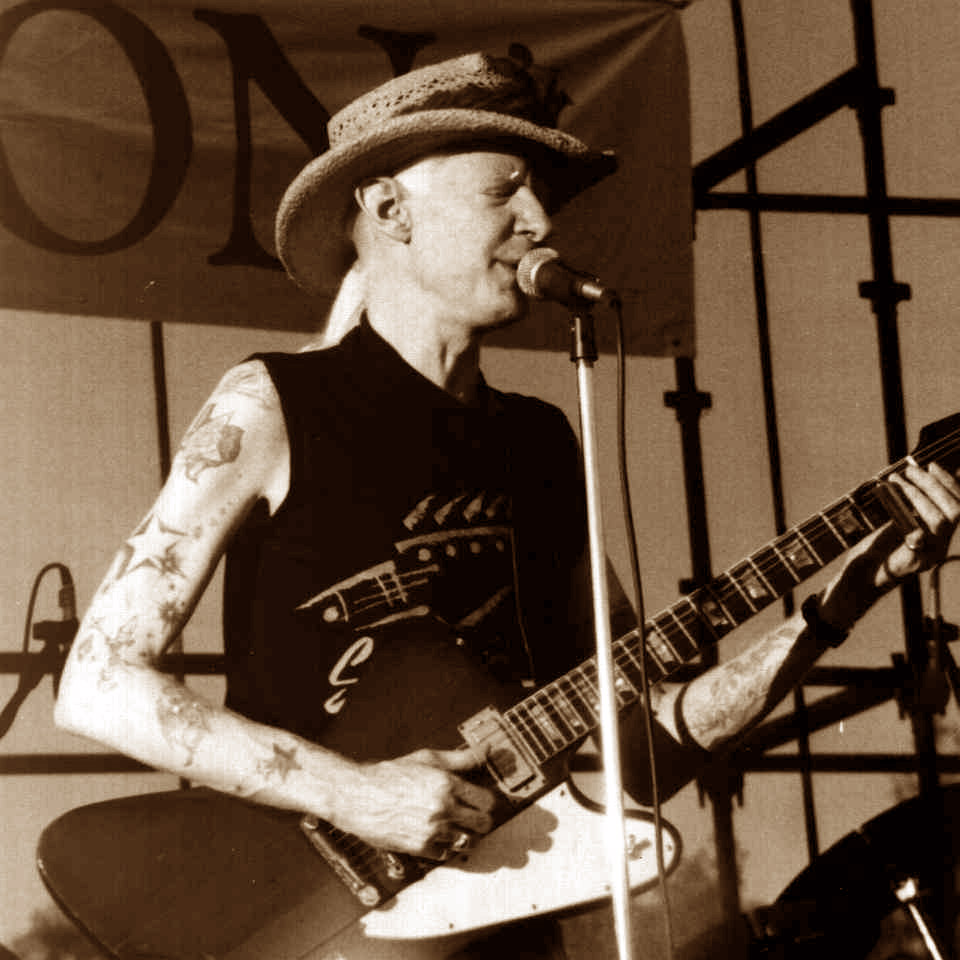
Johnny Winter en 1990.

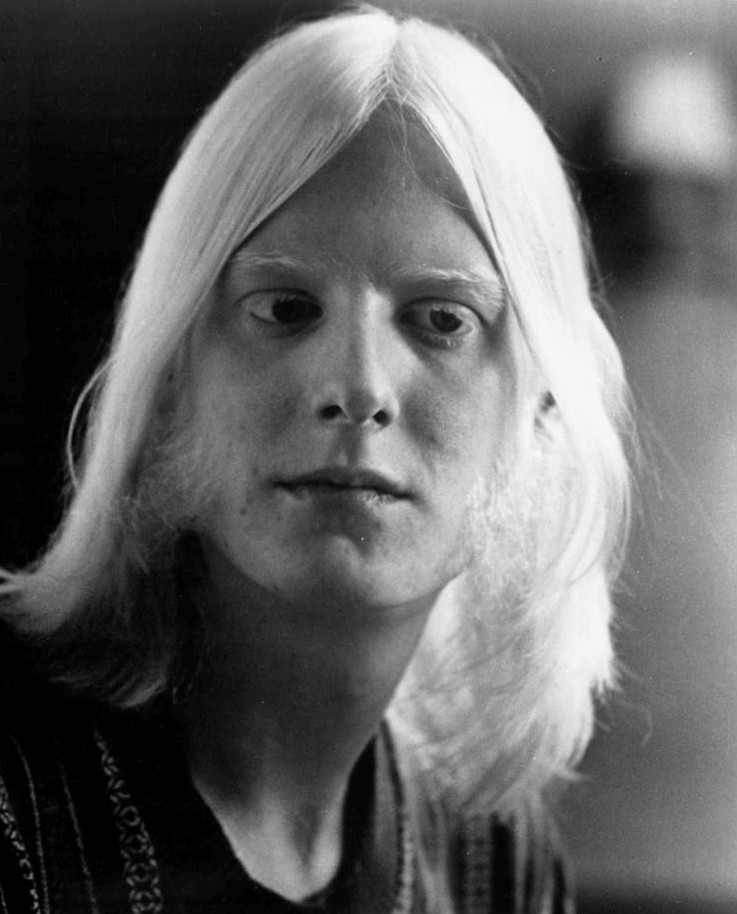
Edgar Winter en 1974.

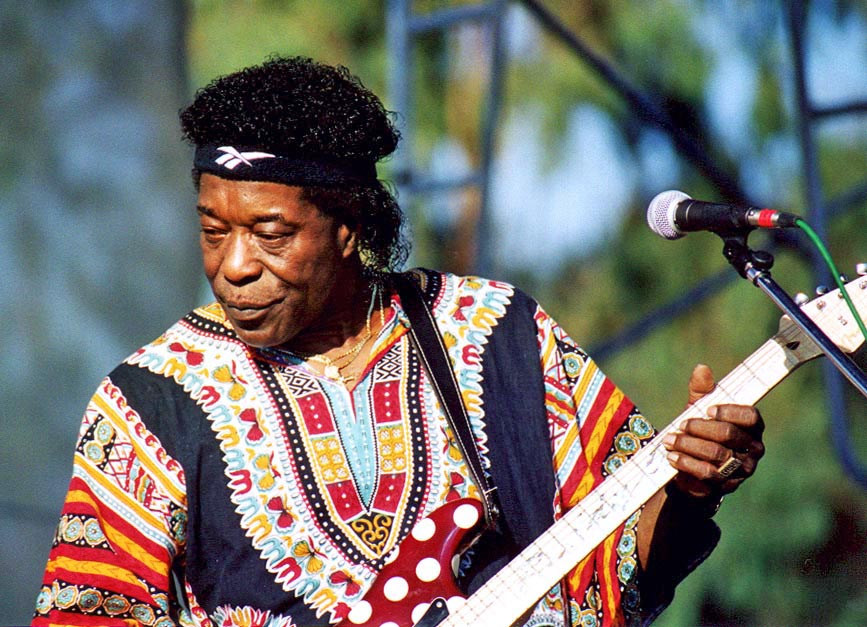
Buddy Guy au Long Beach Blues Festival en 1998.

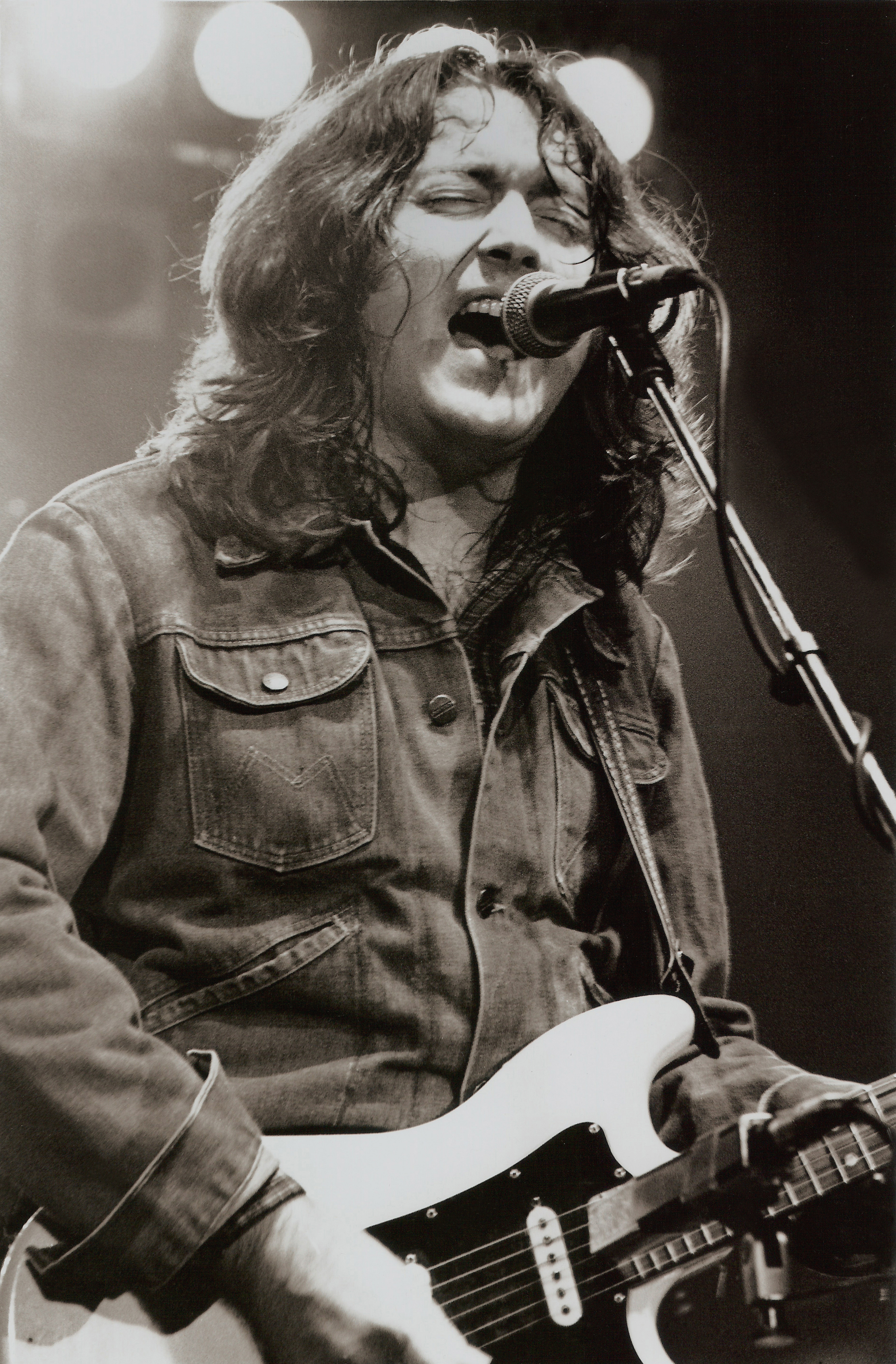
Rory Gallagher au Manchester Apollo en 1982.

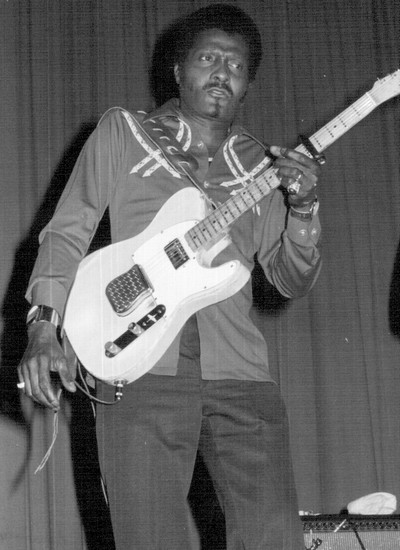
Albert Collins à Mantes-la-Jolie en avril 1980.

### 1970
- sortie d'I Am the Blues, second album de Willie Dixon. Il y reprend ses plus grands succès écrits pour Muddy Waters, Howlin' Wolf, Otis Rush ou Willie Mabon[237].
- sortie de King of the Delta Blues Singers, Vol. II, album de Robert Johnson.
- 31 janvier : mort de Slim Harpo, 46 ans, en Louisiane, d'une attaque cardiaque[238].
- 21 avril : mort de Earl Hooker, 41 ans, à Chicago (Illinois), de la tuberculose[239].
- 24 avril : mort de Otis Spann, 40 ans, à Chicago, d'un cancer[240].
- 16 juin : mort de Lonnie Johnson, 71 ans, à Toronto (Canada), des suites d'un accident d'automobile[241].
- 3 septembre : mort d'Alan Wilson (harmoniciste et guitariste de Canned Heat), 27 ans, à Topanga (Californie), d'une overdose.
- 18 septembre : mort de Maxwell Davis, Father of West Coast R&B[242], 54 ans, à Los Angeles[243].
- 18 septembre : mort de Jimi Hendrix, 27 ans, à Londres, d'une surdose de barbituriques[244].
- 4 octobre : mort de Janis Joplin, 27 ans, à Los Angeles (Californie, États-Unis), d'une surdose de drogue[245].
- création du magazine Linving Blues à Chicago par Jim O'Neal et Amy van Singel[246].
- Paul Oliver initie une série de livres, écrits par plusieurs auteurs, sur le blues, ses différents styles (Blues from the Delta, Memphis Blues and Jug Bands, The Blues Revival) et quelques biographies (Charley Patton, Tommy Johnson, Ma Rainey and the Classic Blues Singers)[247].

### 1971
- 15 janvier : sortie de Hooker 'n Heat, un double album issu d'une collaboration entre John Lee Hooker et Canned Heat.
- janvier : formation de Dr. Feelgood, groupe emblématique du mouvement pub rock, par le guitariste Wilko Johnson et le chanteur et harmoniciste Lee Brilleaux.
- août : sortie de The London Howlin' Wolf Sessions, album d'Howlin' Wolf enregistré à Londres avec Eric Clapton, Steve Winwood, Bill Wyman, Charlie Watts et Ian Stewart[248].
- sortie d'Hound Dog Taylor and the HouseRockers, premier album d'Hound Dog Taylor et de la firme Alligator[249].
- sortie de Bonnie Raitt, premier album de la chanteuse[250].
- 29 octobre : mort de Duane Allman, 24 ans, guitariste solo des Allman Brothers, à Macon (Géorgie), dans un accident de moto[251].
- 18 novembre : mort de Junior Parker, 39 ans, à Chicago, d'une tumeur du cerveau[252].
- 28 novembre : sortie de Deuce, le second album de Rory Gallagher.

### 1972
- Albert King publie I'll Play the Blues for You, parts 1 & 2, et l'album du même nom.
- 5 mai : mort du Reverend Gary Davis, 76 ans, à Hammonton (New Jersey), d'une crise cardiaque[253].
- 13 juin : mort de Clyde McPhatter (The Drifters), 39 ans, à Teaneck (New Jersey), d'un arrêt cardiaque.
- Chess publie The London Muddy Waters Sessions, album de Muddy Waters enregistré à Londres avec Steve Winwood, Rory Gallagher, Mitch Mitchell, etc.
- sortie de Ain't It Grand, premier album d'Eric Bibb.

### 1973
- 6 août : mort de Memphis Minnie, 76 ans[254].
- août : sortie de Triumvirate, un album réunissant Mike Bloomfield, John Paul Hammond et Dr. John[255].
- 9 octobre : mort de Sister Rosetta Tharpe, 58 ans, à Philadelphie, d'une maladie liée au diabète[256].
- le groupe ZZ Top sort La Grange, chanson fortement inspirée du Boogie Chillen de John Lee Hooker[257].

### 1974
- 28 mars : mort d'Arthur « Big Boy » Crudup, 68 ans, dans le Comté de Northampton (Virginie), d'une crise cardiaque[258].
- 8 mai : mort de Graham Bond, 36 ans, à Londres, écrasé sous les roues du métro[259].
- 21 juillet : sortie de Irish Tour '74, album lice de Rory Gallagher.
- Canned Heat et Memphis Slim sortent l'album live Memphis Heat, enregistré en 1970 et 1973 lors de concerts à Paris avec The Memphis Horns[260].

### 1975
- 4 février : mort de Louis Jordan, 66 ans, à Los Angeles, d'une crise cardiaque[261].
- 17 février : sortie de Baby, Please Don't Go, une reprise de Big Joe Williams par le groupe de hard-rock australien AC/DC[262].
- 16 mars : mort de T-Bone Walker, 64 ans, à Los Angeles, d'une pneumonie aiguë[263].
- 17 décembre : mort d'Hound Dog Taylor, 60 ans, à Chicago, d'un cancer des poumons[264].
- Herwin Records sort l'album Cannon Jug Stompers - The Complete Works[265].
- Création du magazine Block aux Pays-Bas par Rien et Marion Wisse[265].

### 1976
- 10 janvier : mort d'Howlin' Wolf, 65 ans, à Hines (Illinois), d'un cancer des reins[266].
- mai : sortie de Together, un album live d'Edgar Winter avec son frère Johnny Winter.
- 29 août : mort de Jimmy Reed, 50 ans, à Oakland (Californie), d'une insuffisance respiratoire[267].
- septembre : JJ Cale sort Cocaine, extrait de l'album Troubadour.
- 3 octobre : mort de Victoria Spivey, 69 ans[268].
- 28 décembre : mort de Freddie King, 42 ans, à Dallas[269].
- La BBC diffuse The Devil's Music : A History of the Blues, une série de cinq films comprenant des performances et des interviews de vieux bluesmen tels que Bukka White, Leadbelly, Sam Chatmon ou Big Joe Williams[270]. Elle est accompagnée d'un livre de Giles Oakley[25] et deux disques[271].

### 1977
- 10 janvier : Muddy Waters sort Hard Again, album produit par Johnny Winter[107].
- 26 février : mort de Bukka White, 70 ans, à Memphis, d'un cancer[272].
- mars : sortie de Breakin' It Up, Breakin' It Down, un album live réunissant Muddy Waters, Johnny Winter & James Cotton.
- 5 juin : mort de Sleepy John Estes, 73 ou 78 ans, à Brownsville (Tennessee), d'une crise cardiaque[273].
- novembre : sortie de Cocaine d'Eric Clapton.
- 30 décembre : mort de Saint Louis Jimmy, 72 ans, à Chicago[274].

### 1978
- mai : mort de Robert Petway, 70 ans.
- fondation de Ace Records, label anglais spécialisé dans la réédition de disques de blues et de rhythm & blues des années 1940[275].

### 1979
- sortie de The Fabulous Thunderbirds, le premier album du groupe de Jimmie Vaughan.
- 15 octobre : mort de Gus Cannon, 96 ans, à Memphis[276].
- 15 décembre : mort de Jackie Brenston, 49 ans, à Memphis, d'un arrêt cardiaque[277].

## Les années 1980

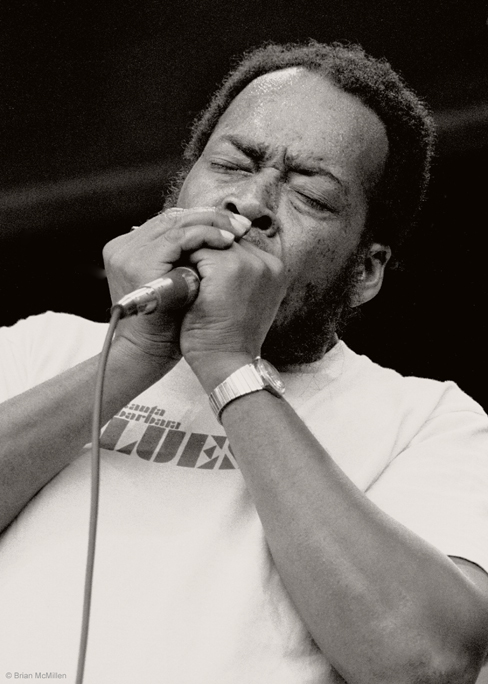
James Cotton au Monterey Jazz Festival en 1981.

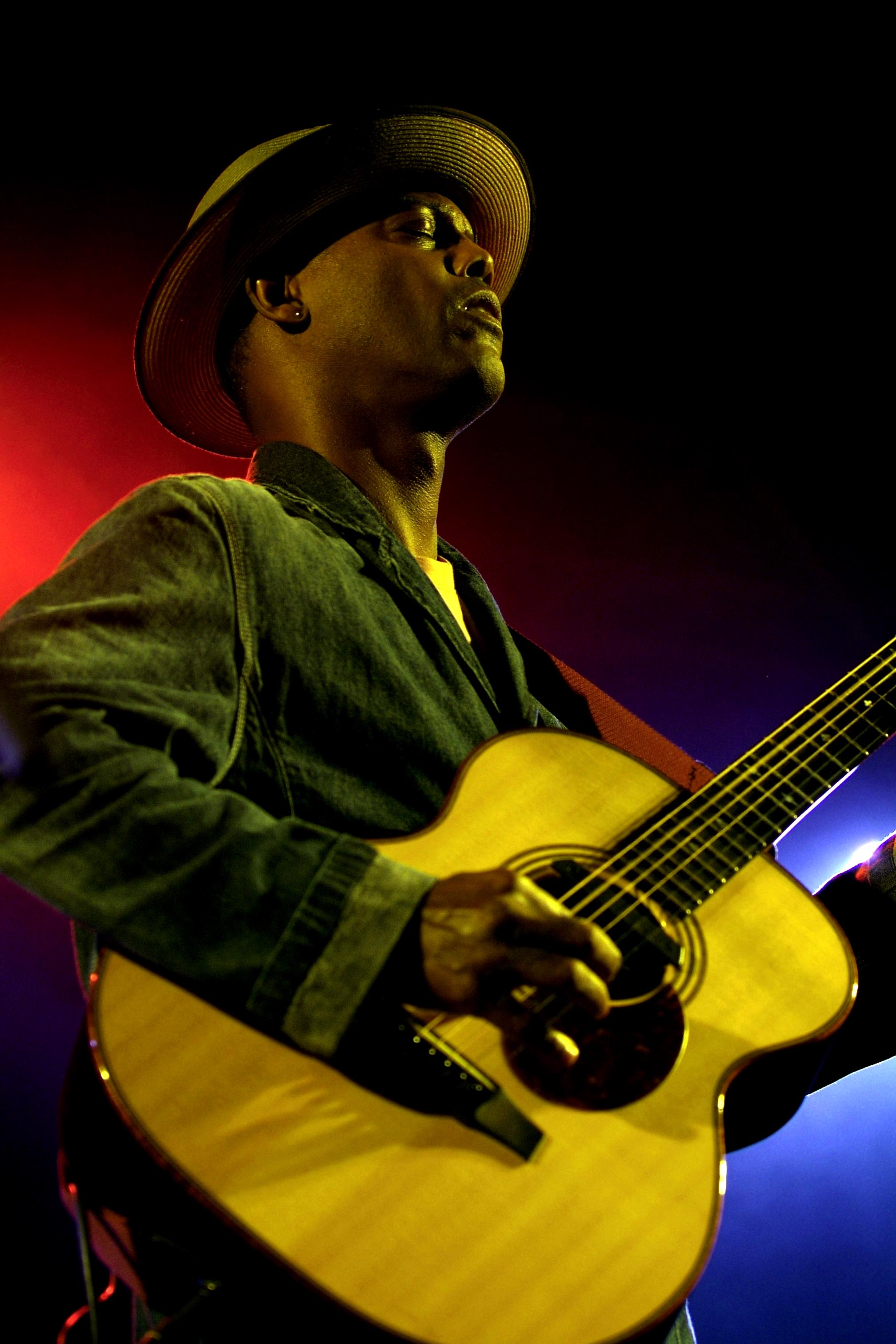
Eric Bibb en 2006.

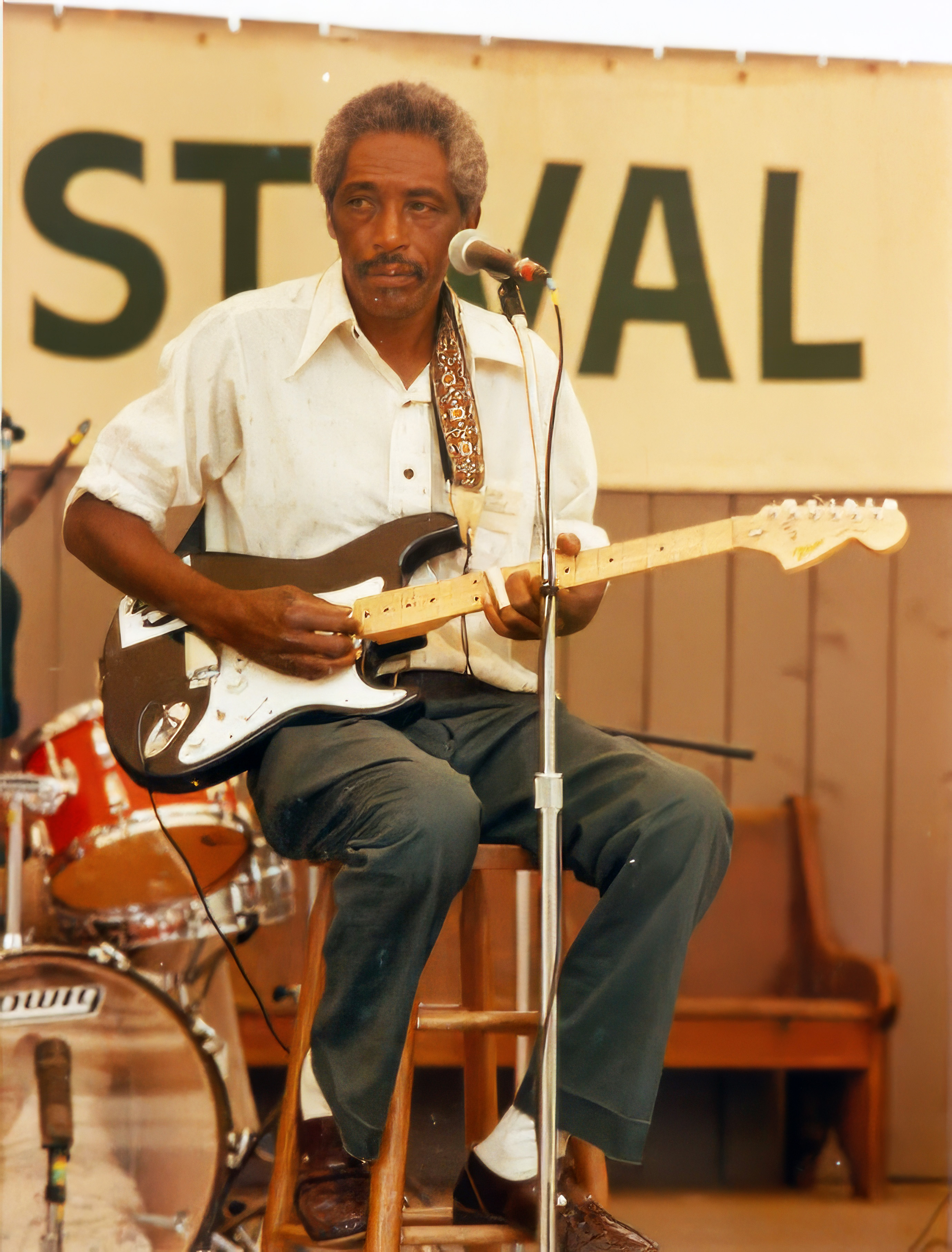
R. L. Burnside Knoxville (Tennessee) en 1982.

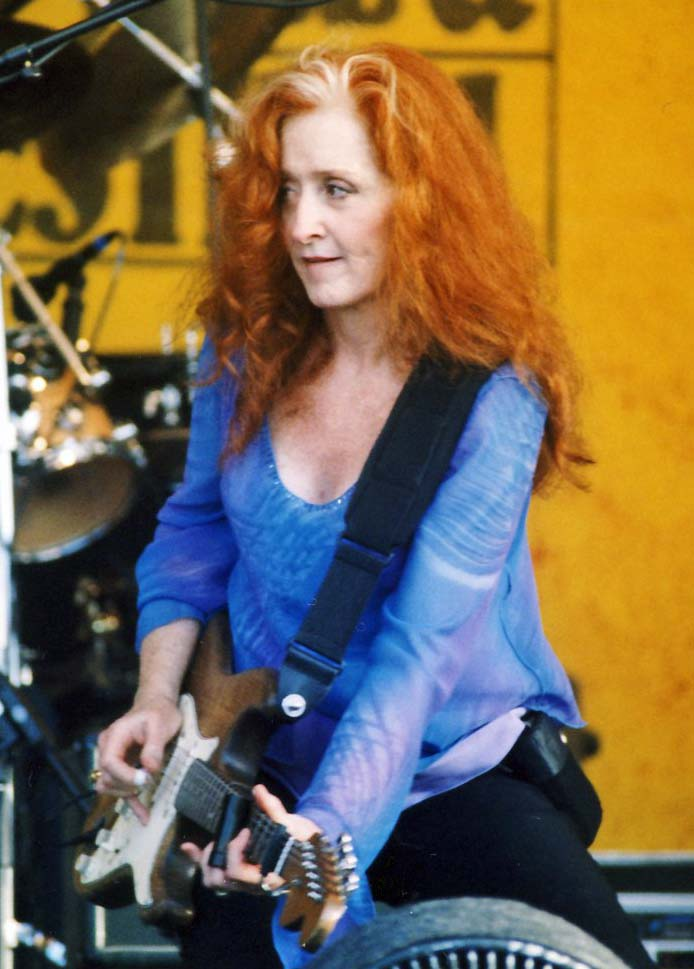
Bonnie Raitt au New Orleans Jazz & Heritage Festival en 2004.

### 1980
- création à Memphis de la Blues Foundation, avec son Blues Hall of Fame et ses W.C. Handy Awards (qui deviendront les Blues Music Awards)[278].
- 3 janvier : mort d'Amos Milburn, 52 ans, à Houston, après trois infarctus[279].
- 31 janvier : sortie de Crawfish Fiesta, dernier album de Professor Longhair, le lendemain de sa mort d'un infarctus du myocarde, à 61 ans, à La Nouvelle-Orléans[280].
- 16 juin : première du film The Blues Brothers à Chicago[281].
- 26 août : mort de Jimmy Forrest, 60 ans, à Grand Rapids (Michigan).
- sortie de Who's Been Talkin', premier album de Robert Cray[282].

### 1981
- 15 février : mort de Mike Bloomfield, 37 ans, à Los Angeles, d'une surdose de drogue[283].
- 19 mars : mort de Tampa Red, 77 ans, à Chicago[284].
- 5 avril : mort de Bob Hite (chanteur de Canned Heat), 38 ans, à Los Angeles, d'une crise cardiaque[285].
- 25 mai : mort de Roy Brown, 55 ans, à Los Angeles, d'une crise cardiaque[286].
- parution de Sound Machine Groove, premier album de R. L. Burnside.
- sortie de Copeland Special, premier album de Johnny Copeland chez Rounder Records [287].
- le bluesman français Bill Deraime publie l'album Qu'est-ce que tu vas faire ?, contenant son plus grand succès, Babylone tu déconnes[288].

### 1982
- 22 janvier : mort de Tommy Tucker, 48 ans, à Newark[197]
- 30 janvier : mort de Lightnin' Hopkins, 69 ans, à Houston[289].
- février sortie de Down Home Blues de Z. Z. Hill[290].
- juillet : création du Cahors Blues Festival par Gérard Tertre et Bernard Madec. La première édition reçoit J.B. Hutto et Jimmy Witherspoon[291].

### 1983
- 2 février : mort de Sam Chatmon des Mississippi Sheiks, 86 ans[292].
- 30 avril : mort de Muddy Waters, 68 ans, à Westmont (Illinois), d'une attaque cardiaque[293].
- 13 juin : sortie de Texas Flood, premier album de Stevie Ray Vaughan and Double Trouble[294].
- 17 juillet : mort de Roosevelt Sykes, 77 ans, à La Nouvelle-Orléans, d'une crise cardiaque[295].
- 8 août : mort de Wild Bill Moore, 65 ans, à Los Angeles.
- création du Grammy Award du meilleur album de blues traditionnel. Le premier est attribué à Clarence Gatemouth Brown pour Alright Again.

### 1984
- 1er janvier : mort d'Alexis Korner, 55 ans, à Londres, d'un cancer du poumon[163].
- 15 mai : sortie de Couldn't Stand the Weather, le deuxième album de Stevie Ray Vaughan[296].
- 8-10 juin : première édition du Chicago Blues Festival, avec Willie Dixon, John Lee Hooker, Bobby Blue Bland, Albert Collins, etc[297].
- 25 juillet : mort de Big Mama Thornton, 57 ans, à Los Angeles, d’une crise cardiaque[298].
- 11 août : mort de Percy Mayfield, 64 ans, à Los Angeles[299].
- sortie de Blues Explosion, album live enregistré au Montreux Jazz Festival le 17 juillet 1982, avec Stevie Ray Vaughan, Koko Taylor, John Hammond, Sugar Blue, J.B. Hutto et Luther Johnson Jr.[300].

### 1985
- 25 juillet : mort de Piano Red, 74 ans, à Decatur (Géorgie), des suites d'un cancer[301].
- 30 septembre : sortie de Soul to Soul, le troisième album de Stevie Ray Vaughan[296].
- 24 novembre : mort de Big Joe Turner, 74 ans, à Los Angeles, d'une défaillance rénale[302].
- sortie de Showdown!, un album réunissant Albert Collins, Robert Cray et Johnny Copeland[303].
- création du magazine britannique Juke Blues par Cilla Huggins, John Broven and Bez Turner[304].

### 1986
- 11 mars : mort de Sonny Terry, 74 ans, à Mineola (New York, États-Unis)[305].
- 14 mars : sortie du film Crossroads de Walter Hill, inspiré de l'histoire de Robert Johnson. La musique est signée par Ry Cooder, Steve Vai et Arlen Roth, avec la participation d'artistes comme Sonny Terry ou Jim Keltner[306].
- 27 janvier : création du Rock and Roll Hall of Fame, Robert Johnson y entre dans la catégorie « Early influence »[307].

### 1987
- 4 mai : mort de Paul Butterfield, 44 ans, à Los Angeles, d'une overdose[308].
- 12 décembre : mort de Clifton Chenier, 62 ans, à Lafayette (Louisiane)[309].

### 1988
- 24 février : mort de Memphis Slim, 72 ans, à Paris[310].
- 10 octobre : sortie de l'album Rattle and Hum de U2, sur lequel figure la chanson When Love Comes to Town en duo avec B. B. King. Ce morceau est édité en single en avril 1989.
- 19 octobre : mort de Son House, 86 ans, à Détroit, des suites d’un cancer[311].
- octobre : sortie d'Hidden Charms troisième et dernier album studio de Willie Dixon.
- création du Grammy Award du meilleur album de blues contemporain, attribué jusqu'en 2011. Le premier lauréat est Strong Persuader de Robert Cray.

### 1989
- 21 mars : sortie de Nick of Time, album de Bonnie Raitt, no 1 dans le Billboard 200 en 1990 et vainqueur de trois Grammy Awards, dont celui de meilleur album[250].
- 6 juin : Stevie Ray Vaughan sort In Step, son quatrième album[296].
- septembre : sortie de The Healer, album de John Lee Hooker avec Bonnie Raitt, Charlie Musselwhite, Los Lobos, Carlos Santana, Robert Cray, George Thorogood, etc[312].

## Les années 1990

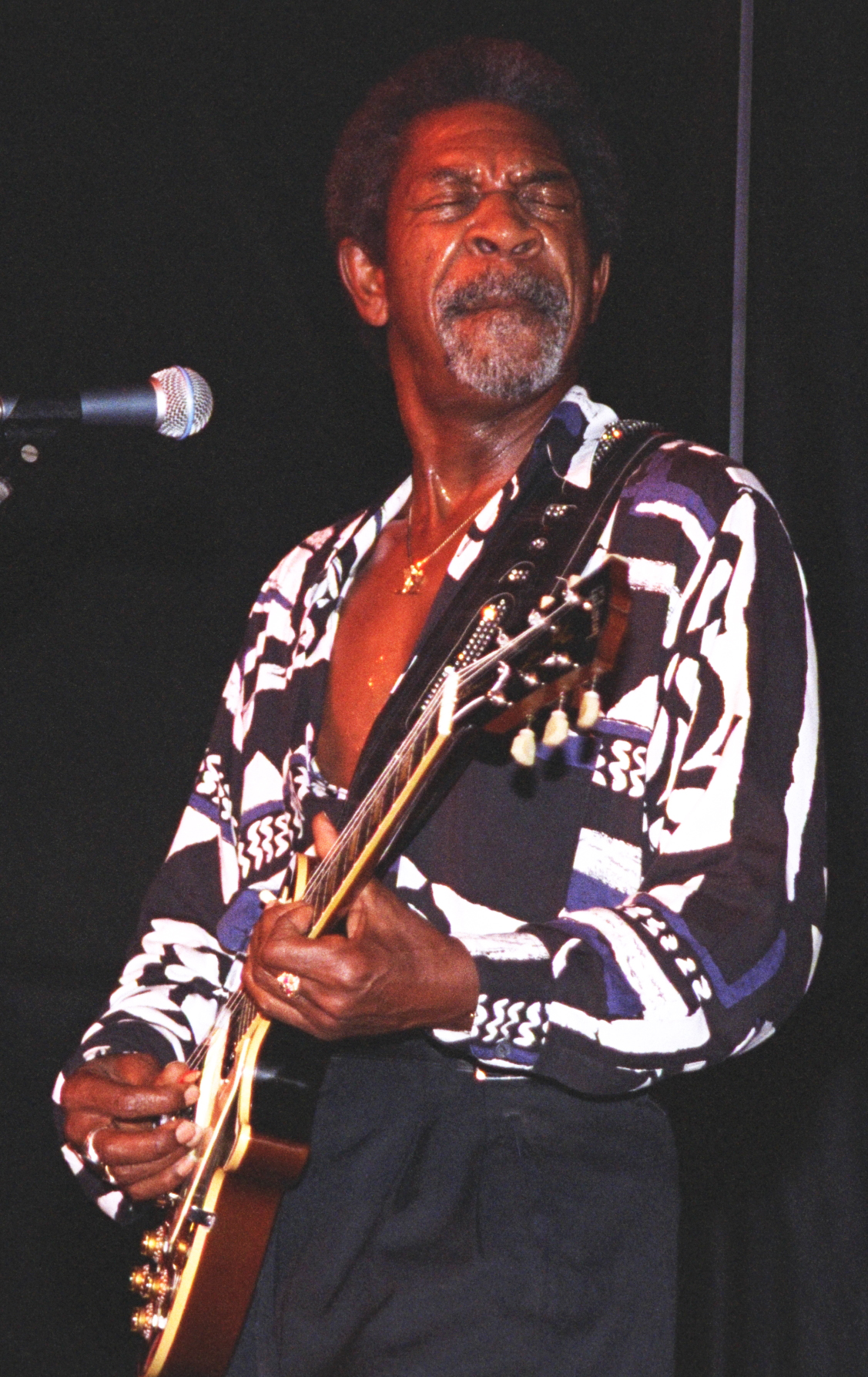
Luther Allison au Riverwalk Blues Festival de Fort Lauderdale en 1996.

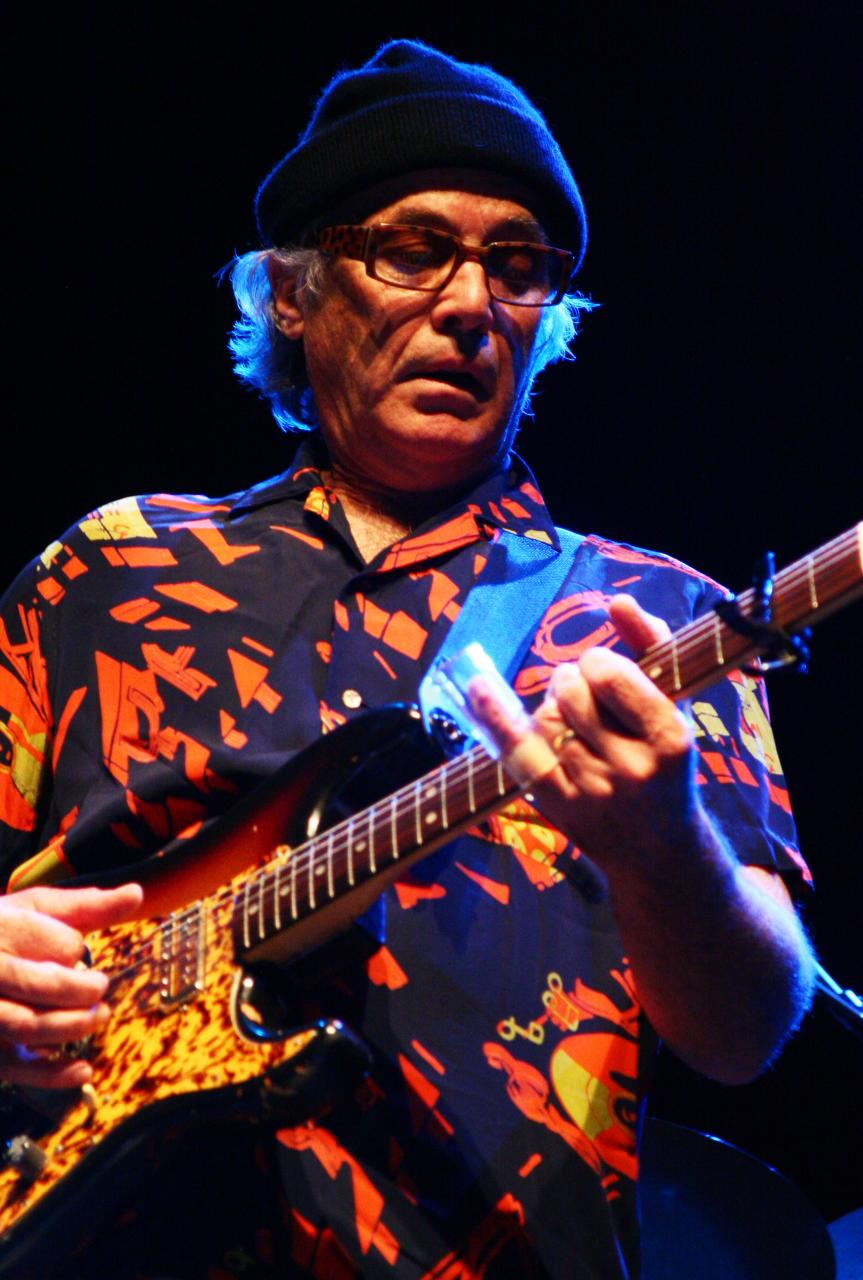
Ry Cooder en 2009.

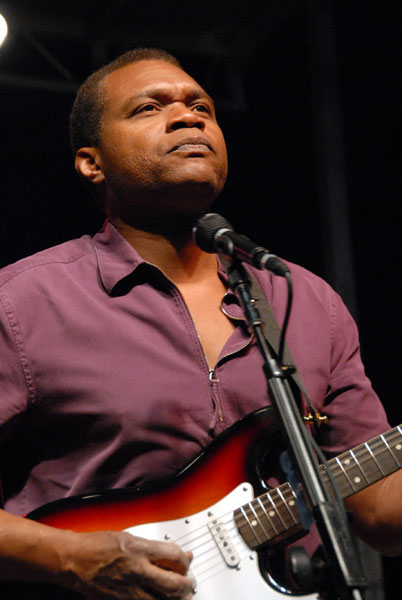
Robert Cray à Austin (Texas) en mars 2007.

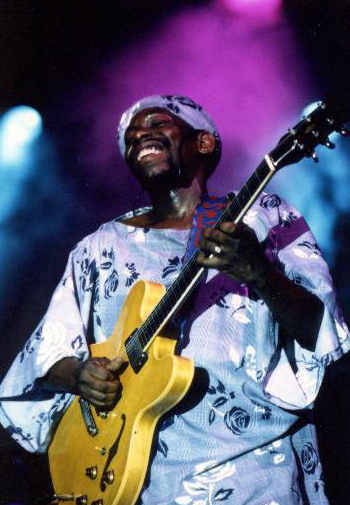
Lucky Peterson au Festival National de Blues du Creusot en 1994.

### 1990
- 27 août : mort de Stevie Ray Vaughan, 35 ans, à East Troy (Wisconsin, États-Unis), dans un accident d'hélicoptère[296].
- 28 août : sortie de The Complete Recordings, coffret regroupant tous les enregistrements de Robert Johnson[95].
- 25 septembre : parution de Family Style, un album des Vaughan Brothers, soit Jimmie et Stevie Ray Vaughan, produit par Nile Rodgers[296].
- parution de It's Chubby Time, premier album de Popa Chubby.

### 1991
- 5 novembre : sortie de The Sky Is Crying, album posthume de Stevie Ray Vaughan[296].
- sortie de Mr. Lucky, un album de John Lee Hooker avec Ry Cooder, Johnnie Johnson, Keith Richards, Van Morrison, Johnny Winter, Carlos Santana, Albert Collins, etc[313].
- 1er juillet : parution de Damn Right, I've Got the Blues de Buddy Guy[314].
- 2 juillet : Chris Whitley sort son premier album Living with the Law.
- sortie de A Reverse Willie Horton, premier album du Jon Spencer Blues Explosion.
- sortie de Masters of the Delta Blues: The Friends of Charlie Patton chez Yazoo Records, une compilation de titres de Son House, Tommy Johnson, Bukka White, etc[190].

### 1992
- 29 janvier : mort de Willie Dixon, 76 ans, à Burbank (Californie, États-Unis), d'une crise cardiaque[315].
- 26 novembre : création de l'House of Blues Entertainment.
- 21 décembre : mort d'Albert King, 69 ans, à Memphis (Tennessee, États-Unis), d'une crise cardiaque[316].
- sortie de l'album Boogie Woogie King de Pinetop Perkins, enregistré en 1976.

### 1993
- 23 janvier : mort de Thomas A. Dorsey, dit Georgia Tom, à 93 ans[317].
- 24 février : Eric Clapton remporte 6 Grammy Awards pour son album Unplugged[318].
- 11 novembre : mort d'Erskine Hawkins, 76 ans, à New York[319].
- 24 novembre : mort d'Albert Collins, 61 ans, à Las Vegas[320].

### 1994
- 27 juin : parution du premier album de Keb' Mo' chez Okeh[321].
- 13 juillet : mort d'Eddie Boyd, 79 ans, à Helsinki[322].
- 13 septembre : Eric Clapton sort l'album de blues From the Cradle[318].
- 1er novembre : sortie posthume du MTV Unplugged in New York de Nirvana contenant Where Did You Sleep Last Night, une reprise de Lead Belly[323].
- création du Festival Blues Passions de Cognac. B. B. King est invité pour la seconde édition en 1995[324].

### 1995
- 14 juin : mort de Rory Gallagher, 47 ans, à Londres, d'un cancer du foie[325].
- sortie de Chill Out, un album de John Lee Hooker avec Van Morrison, Carlos Santana, Charles Brown, et Booker T. Jones[326].

### 1996
- 16 février : mort de Brownie McGhee, 80 ans, à Oakland (Californie)[185], après une ultime performance au Long Beach Blues Festival en 1995[327].
- 23 mai : Chris Isaac publie l'album Forever Blue, sur lequel figue la chanson Baby Did a Bad Bad Thing, avec un riff inspiré de La Grange de ZZ Top ou encore Boogie Chillen' de John Lee Hooker.
- 15 octobre : sortie de l'album Now I Got Worry du Jon Spencer Blues Explosion.

### 1997
- 10 mars : mort de LaVern Baker, 67 ans, à New York, d'une maladie cardio-vasculaire[328].
- 8 avril : sortie de Great Guitars, album d'Ike Turner en duo avec Joe Louis Walker.
- 4 mai : sortie de Don't Look Back, un album de John Lee Hooker avec Van Morrison.
- 18 septembre : mort de Jimmy Witherspoon, 74 ou 77 ans, à Los Angeles[329].
- 19 décembre : mort de Jimmy Rogers, 73 ans, à Chicago[330].
- Jack et Meg White forment The White Stripes[331], groupe de rock alternatif fortement influncé par le blues, comme le prouvent par exemple les titres Catch Hell Blues ou Seven Nation Army.

### 1998
- 15 janvier : mort de Junior Wells, 63 ans, à Chicago[332].

### 1999
- 21 janvier : mort de Charles Brown, 76 ans, à Oakland[333].
- 6 mars : mort de Lowell Fulson, 77 ans, à Long Beach (Californie)[334].
- 1er juin : Moby sort Play, album contenant de nombreux samples vocaux de blues et de gospel, dans le titre Natural Blues notamment.

## Les années 2000

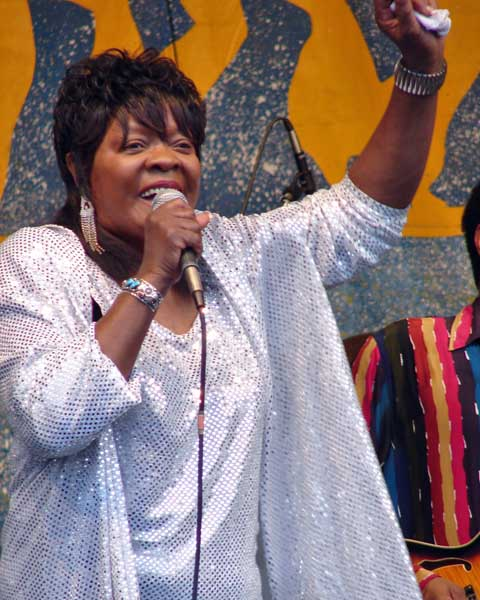
Koko Taylor au New Orleans Jazz & Heritage Festival en 2006.

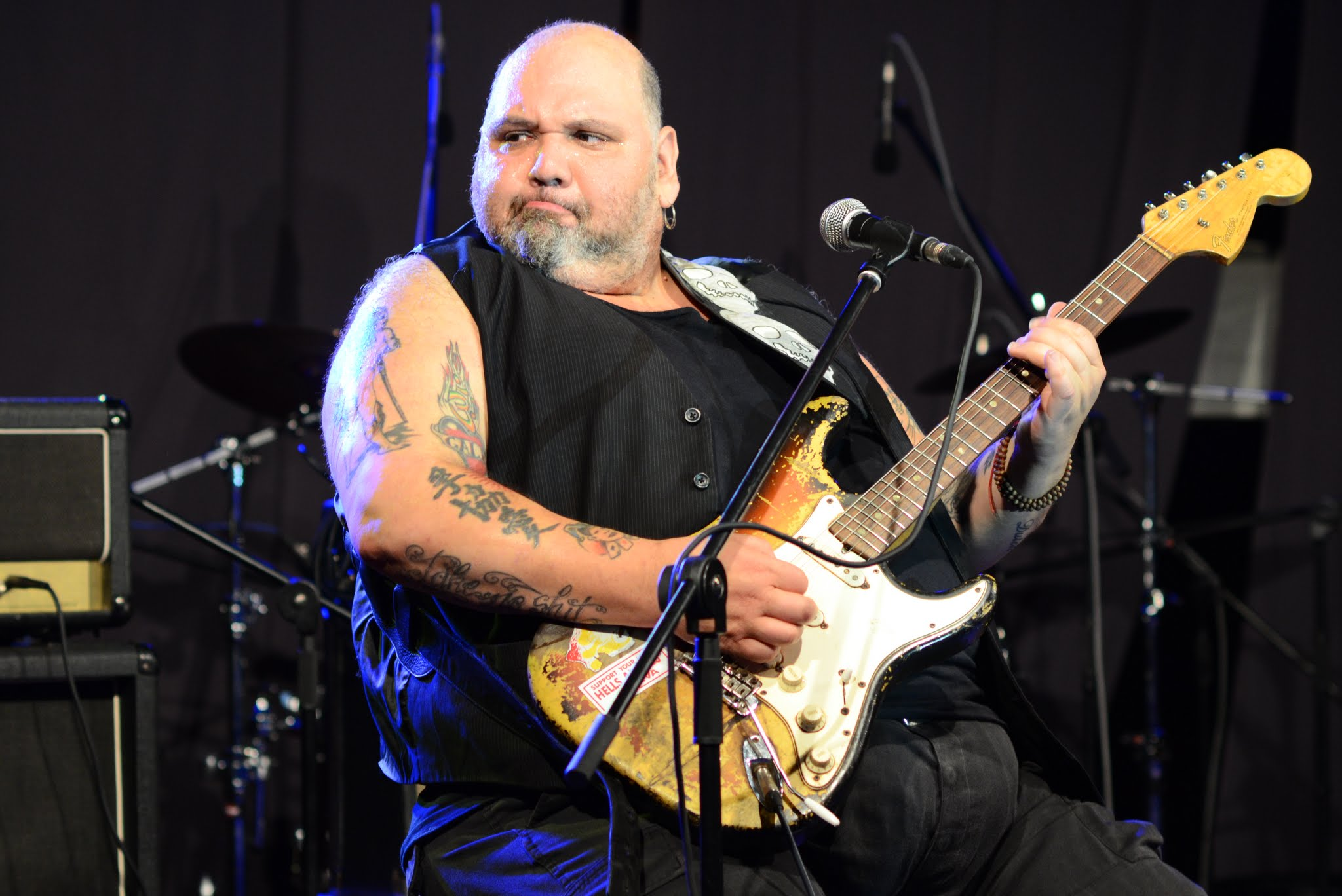
Popa Chubby en 2012.

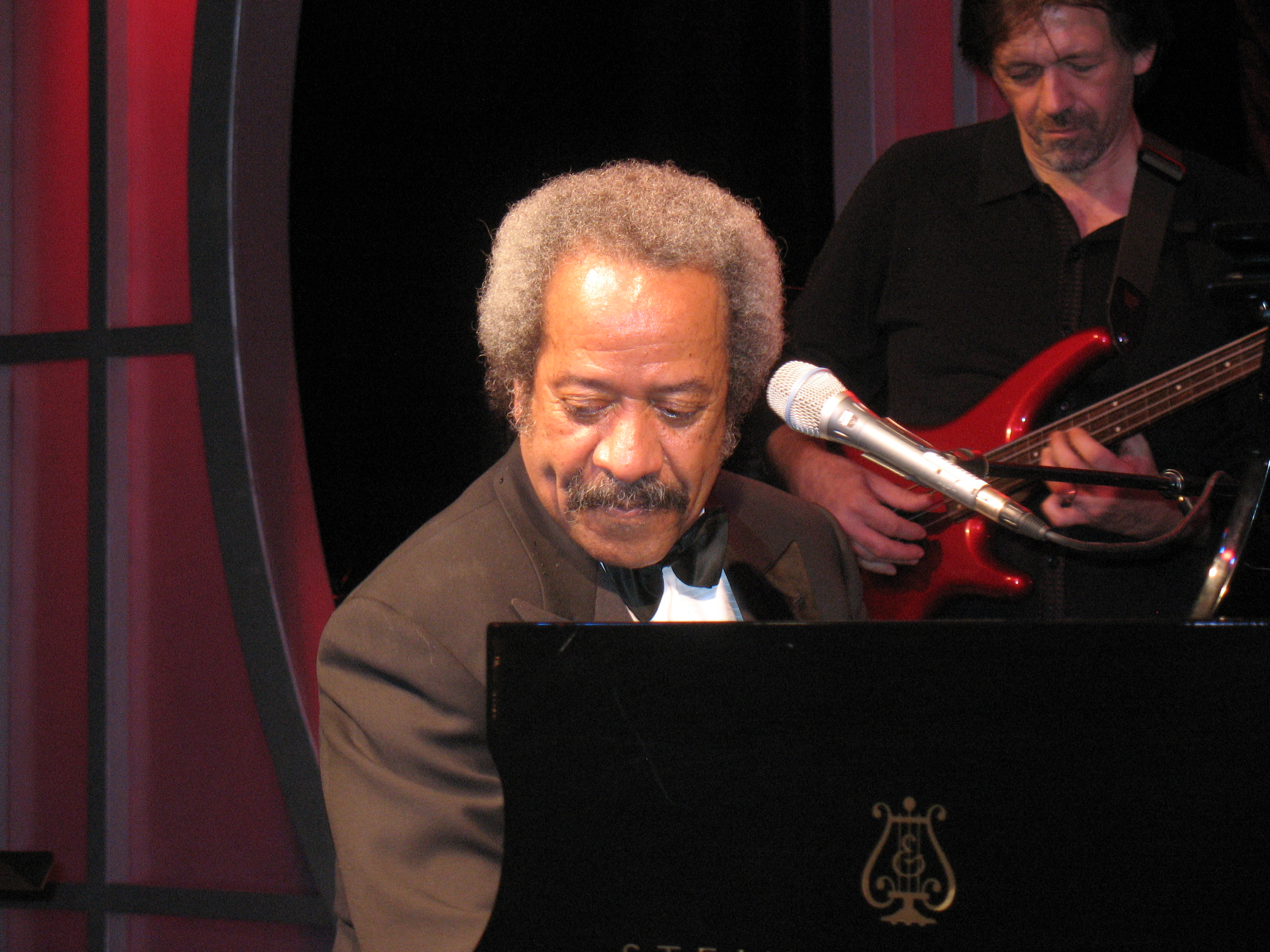
Allen Toussaint au Roosevelt Hotel de La Nouvelle Orléans en 2009.

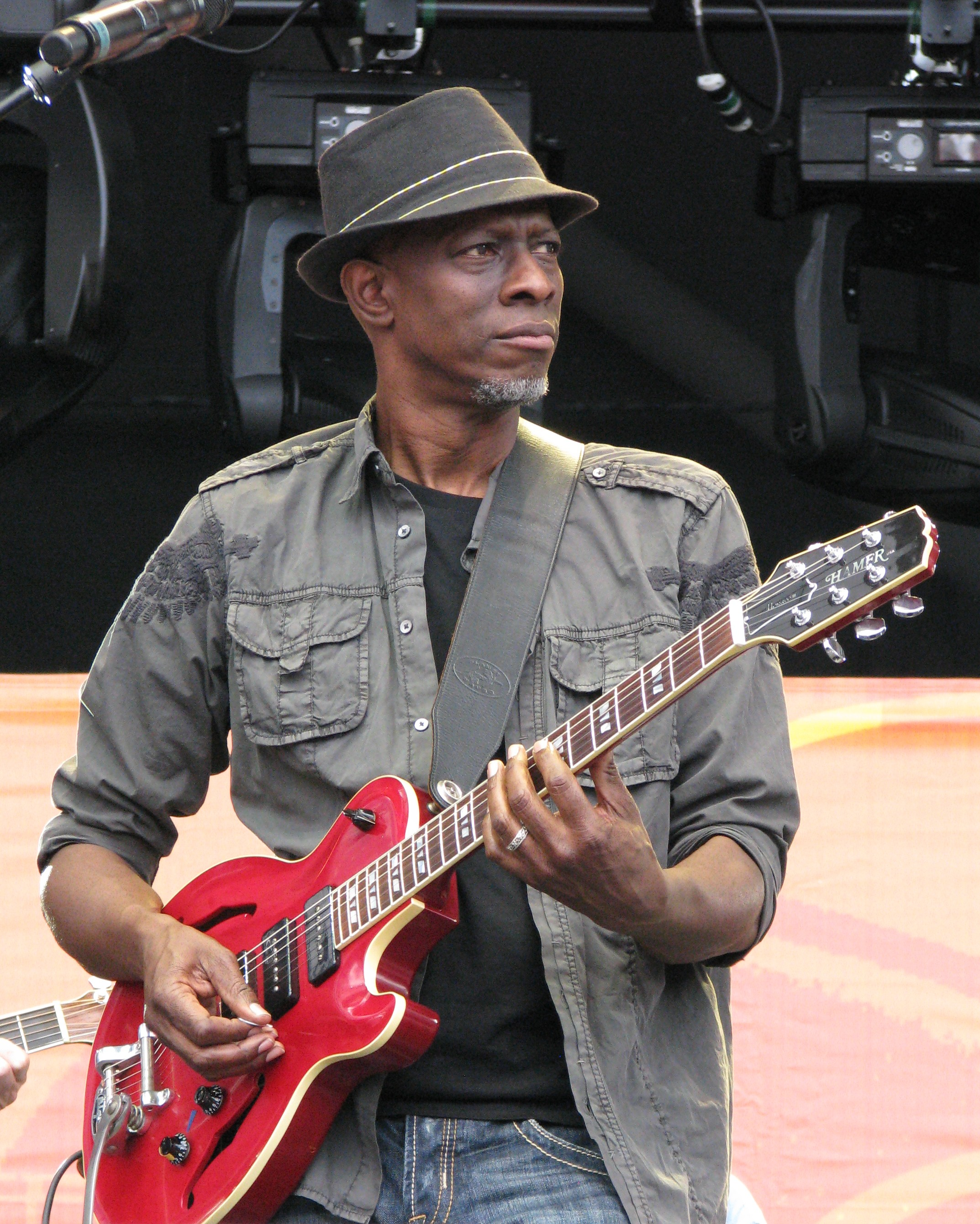
Keb' Mo' au Crossroads Guitar Festival, Toyota Park (Bridgeview), en 2010.

### 2000
- 12 février : mort de Screamin' Jay Hawkins, à 70 ans, à Neuilly-sur-Seine (France), des suites d'une occlusion intestinale[335].
- 13 juin : Eric Clapton et B. B. King sortent l'album Riding with the King[318].
- octobre : Joe Bonamassa sort son premier album A New Day Yesterday.

### 2001
- 21 juin : mort de John Lee Hooker, 83 ans, à Los Altos (Californie)[336].
- 15 décembre : mort de Rufus Thomas, 84 ans, à Memphis (Tennessee)[337].
- Jean-Jacques Milteau sort l'album Memphis qui obtient une Victoire de la Musique.

### 2003
Le Sénat américain proclame 2003 « Année du Blues » aux États-Unis.
- 30 juillet : mort du producteur Sam Phillips, 80 ans, à Memphis, d'une insuffisance respiratoire[339].
- parution de Martin Scorsese Presents... The Blues, série de sept films documentaires produite par Martin Scorsese et réalisés par lui-même, Wim Wenders, Clint Eastwood, etc[340].

### 2004
- mars : Eric Clapton sort Me and Mr. Johnson, un album de reprises en hommage à Robert Johnson.
- 30 mars : sortie de Honkin' on Bobo, un album de standards du blues par Aerosmith.
- 10 juin : mort de Ray Charles, 73 ans, à Beverly Hills (Californie, États-Unis), d'une maladie du foie[341].
- 1er juillet : Routledge publie L'Encyclopédie du Blues, dirigée par Edward Komara[342].
- 4 décembre : Clapton sort Sessions for Robert J, la suite de Me and Mr. Johnson.

### 2005
- 13 avril : mort de Johnnie Johnson, 80 ans, à Saint-Louis (Missouri)[343].
- 1er septembre : mort de R. L. Burnside, 78 ans, à Memphis[344].
- 10 septembre : mort de Clarence Gatemouth Brown, 81 ans, à Orange (Texas), d'un cancer[345].

### 2006
- 7 novembre : JJ Cale et Eric Clapton sortent l'album The Road to Escondido

### 2007
- 3 avril : sortie de Dislocation Blues, album enregistré en duo par Chris Whitley et Jeff Lang.
- 12 décembre : mort d'Ike Turner, 76 ans, à San Marcos (Californie), d'une surdose de cocaïne[346].
- Black Strobe sort l'album Burn Your Own Church, qui contient une reprise d'I'm a Man de Bo Diddley utilisée dans de nombreux films[347] et publicités[348].

### 2008
- 2 juin : mort de Bo Diddley, 79 ans, à Archer (Floride), d'une attaque cardiaque[349].
- 26 août : sortie de One Kind Favor, 24e et dernier album studio de B.B. King.
- 24 novembre : sortie du film Cadillac Records de Darnell Martin, qui raconte l'histoire de Chess Records, avec notamment Beyoncé dans le rôle d'Etta James et Jeffrey Wright dans celui de Muddy Waters.

### 2009
- 3 juin : mort de la chanteuse Koko Taylor, 80 ans, à Chicago[350].

## Les années 2010

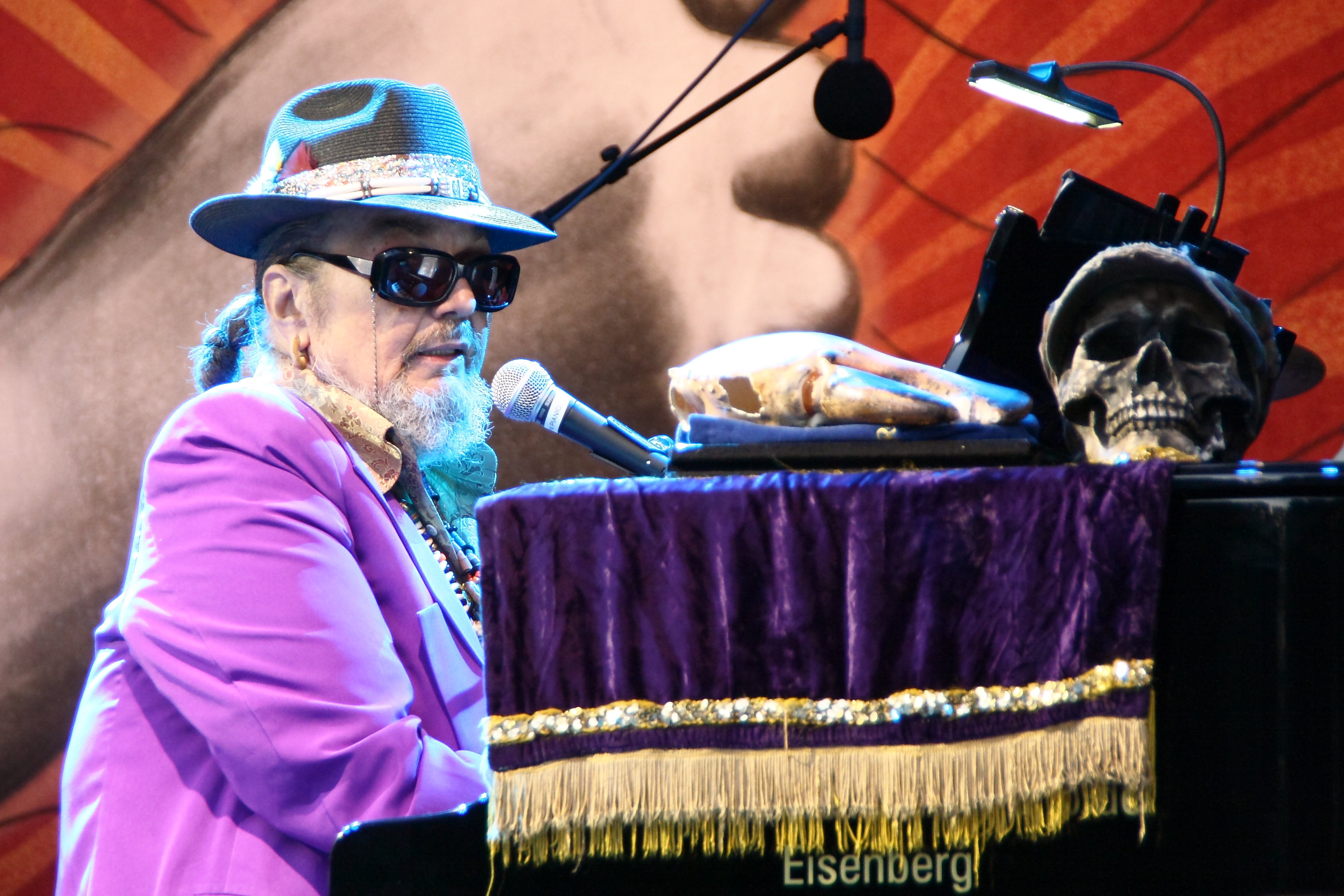
Dr. John au festival de Rudolstadt en 2011.

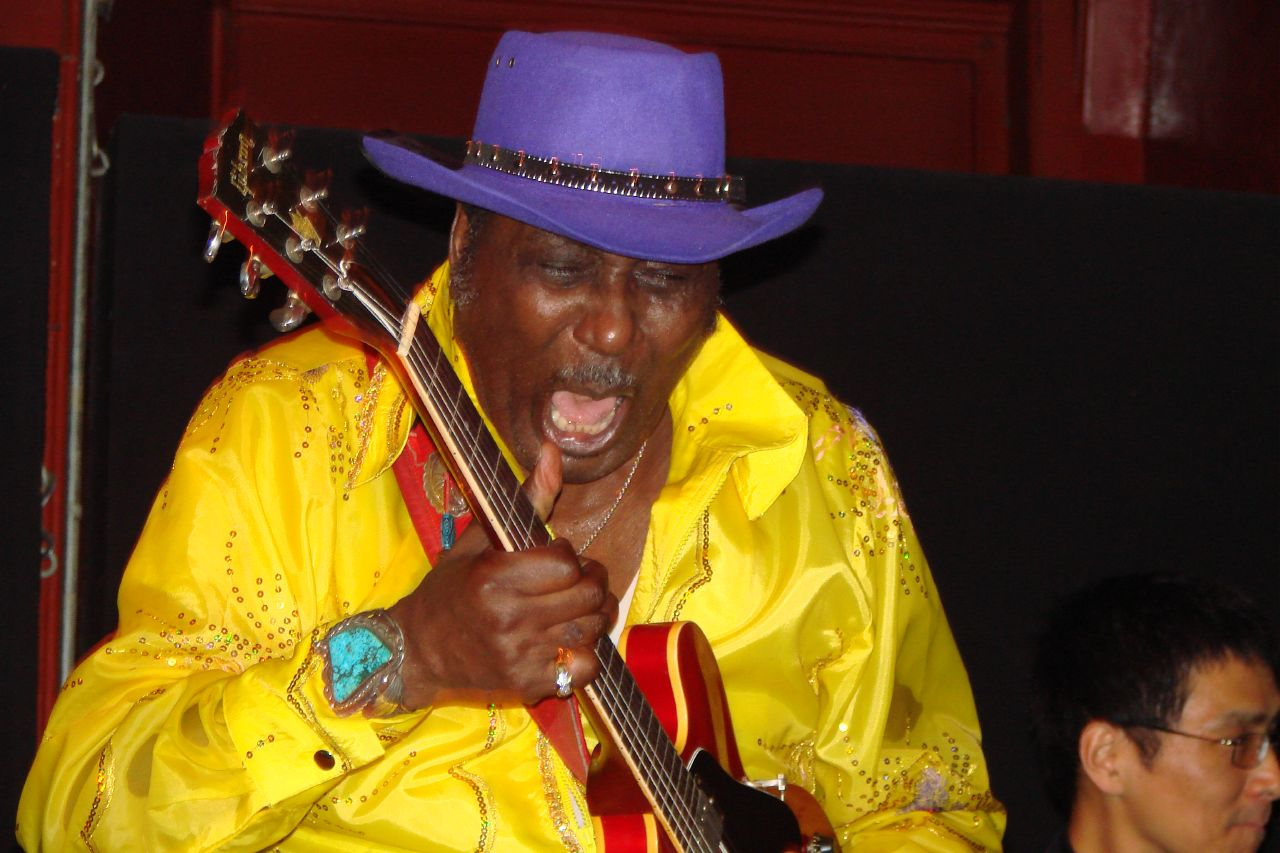
Eddy Clearwater au Iron Horse Music Hall de Northampton (Massachusetts) en 2008.

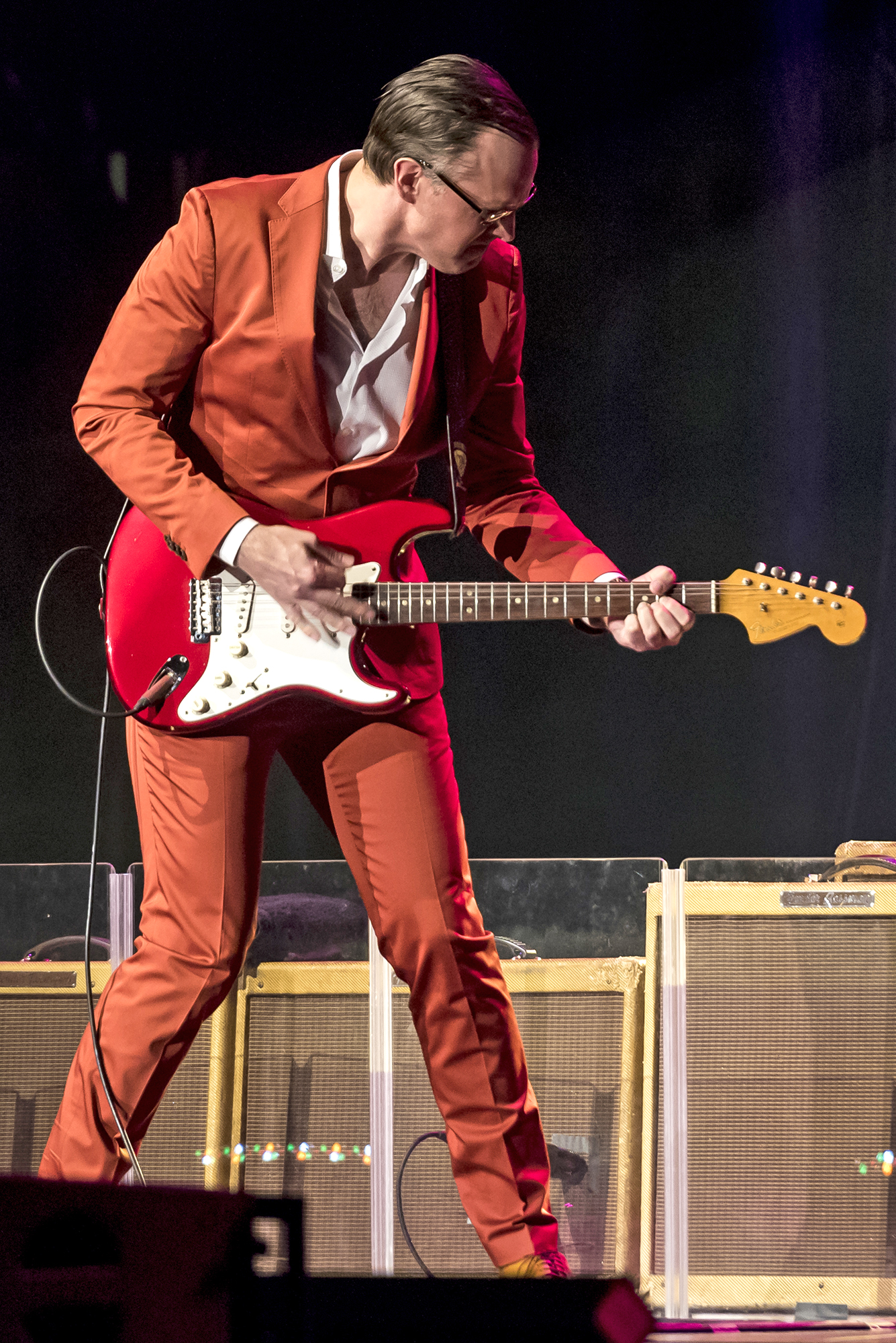
Joe Bonamassa à la Jahrhunderthalle de Francfort en 2016.

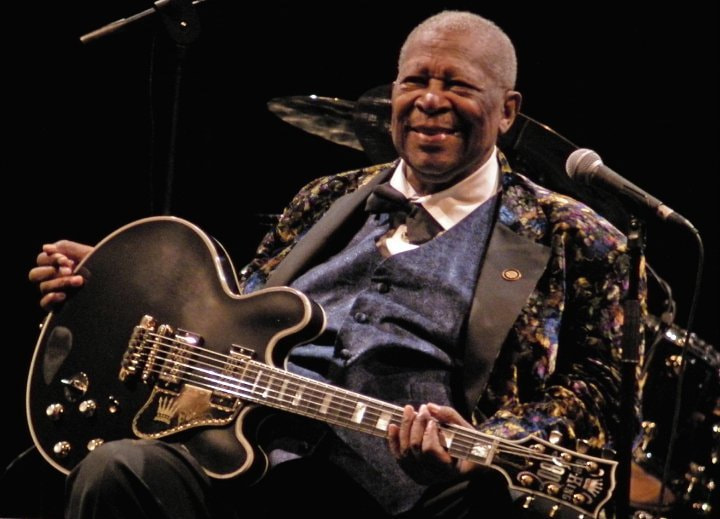
B. B. King vers 2013.

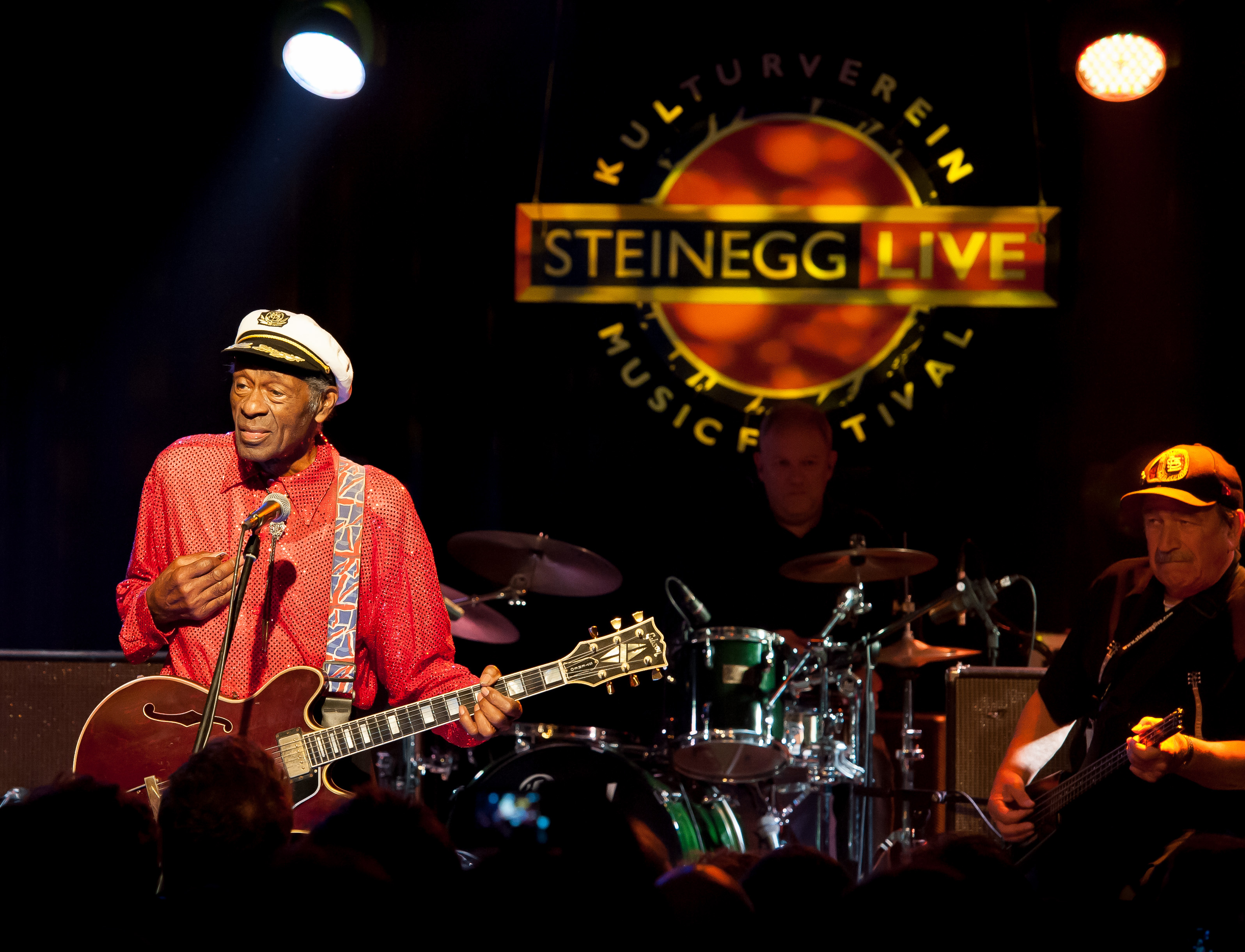
Chuck Berry au Steinegg Live Festival, près de Bolzano, en 2013.

### 2010
- 22 juin : Cyndi Lauper sort l'album Memphis Blues, comprenant des collaborations avec Allen Toussaint, Charlie Musselwhite, Jonny Lang, Ann Peebles et B. B. King.
- 25 octobre : sortie de Living Proof, 15e album de Buddy Guy.

### 2011
- 6 février : mort de Gary Moore, 58 ans, à Estepona (Espagne), d'une crise cardiaque pendant son sommeil[351].
- 18 avril : l'acteur Hugh Laurie sort Let Them Talk, un album de reprises de blues de La Nouvelle-Orléans[352].
- 7 juin : le Tedeschi Trucks Band sort Revelator, son premier album.
- Samantha Fish sort l'album Runaway, qui lui vaut le Blues Music Award du meilleur nouvel artiste de blues l'année suivante.

### 2012
- 20 janvier : mort d'Etta James, 73 ans, à Los Angeles, des suites d'une leucémie[353].
- 3 avril : Dr. John sort l'album Locked Down.

### 2013
- 28 janvier : sortie de Get Up!, un album qui réunit Ben Harper et Charlie Musselwhite.
- 23 avril : sortie de Didn't It Rain, second album d'Hugh Laurie.
- 23 juin : mort de Bobby Blue Bland, 83 ans, à Memphis.
- 26 juillet : mort de J.J. Cale, 74 ans, à La Jolla (Californie).

### 2014
- 16 juillet : mort de Johnny Winter, 70 ans, à Zurich[354].
- 25 octobre : mort de Jack Bruce, 71 ans, dans le Suffolk, des suites d'un cancer du foie[355].

### 2015
- 14 mai : mort de B. B. King, 89 ans, à Las Vegas[356].
- 9 novembre : mort d'Allen Toussaint, 77 ans, à Madrid[357].

### 2016
- 21 avril : mort de Lonnie Mack, 74 ans, chanteur, guitariste et bassiste ayant joué notamment avec The Doors et Stevie Ray Vaughan[358].
- 3 juin : Fantastic Negrito sort l'album The Last Days of Oakland.
- 2 décembre : The Rolling Stones sortent Blue and Lonesome, album de reprises de standards du blues.

### 2017
- 16 mars : mort de James Cotton, 81 ans, à Austin (Texas)[359].
- 18 mars : mort de Chuck Berry, 90 ans, à Wentzville (Missouri)[360].
- 5 mai : Taj Mahal & Keb' Mo' sortent l'album TajMo.
- 27 mai : mort de Gregg Allman, 69 ans, chanteur et guitariste des Allman Brothers[361].
- 24 octobre : mort de Fats Domino, 89 ans, à Harvey (Louisiane)[362].

### 2018
- 1er juin : mort d'Eddy Clearwater, 83 ans[363].
- 15 juin :
  - mort de Matt Murphy, 88 ans[364].
  - sortie de The Blues Is Alive and Well de Buddy Guy, qui obtient le Grammy Award du meilleur album de blues traditionnel en 2019.
- 29 septembre : mort d'Otis Rush, 83 ans[365].
- 24 octobre : mort de Tony Joe White, 75 ans[366].
- 9 novembre : les Rolling Stones publient une compilation des artistes qui les ont influencés, intitulée Confessin' the Blues[367].
- Novembre : sortie de Venom & Faith, 4e album du groupe Larkin Poe.
- 1er décembre : mort de Jody Williams, 83 ans[368].

### 2019
- 1er mars : Gary Clark, Jr. sort This Land, qui reçoit le Grammy Award du meilleur album de blues contemporain en 2020.
- 13 avril : mort de Paul Raymond, 73 ans, claviériste et guitariste du groupe britannique Savoy Brown.
- 6 juin : mort de Dr. John, 77 ans.
- 22 juin : Fantastic Negrito sort Please Don't Be Dead, son 3e album.

## Les années 2020

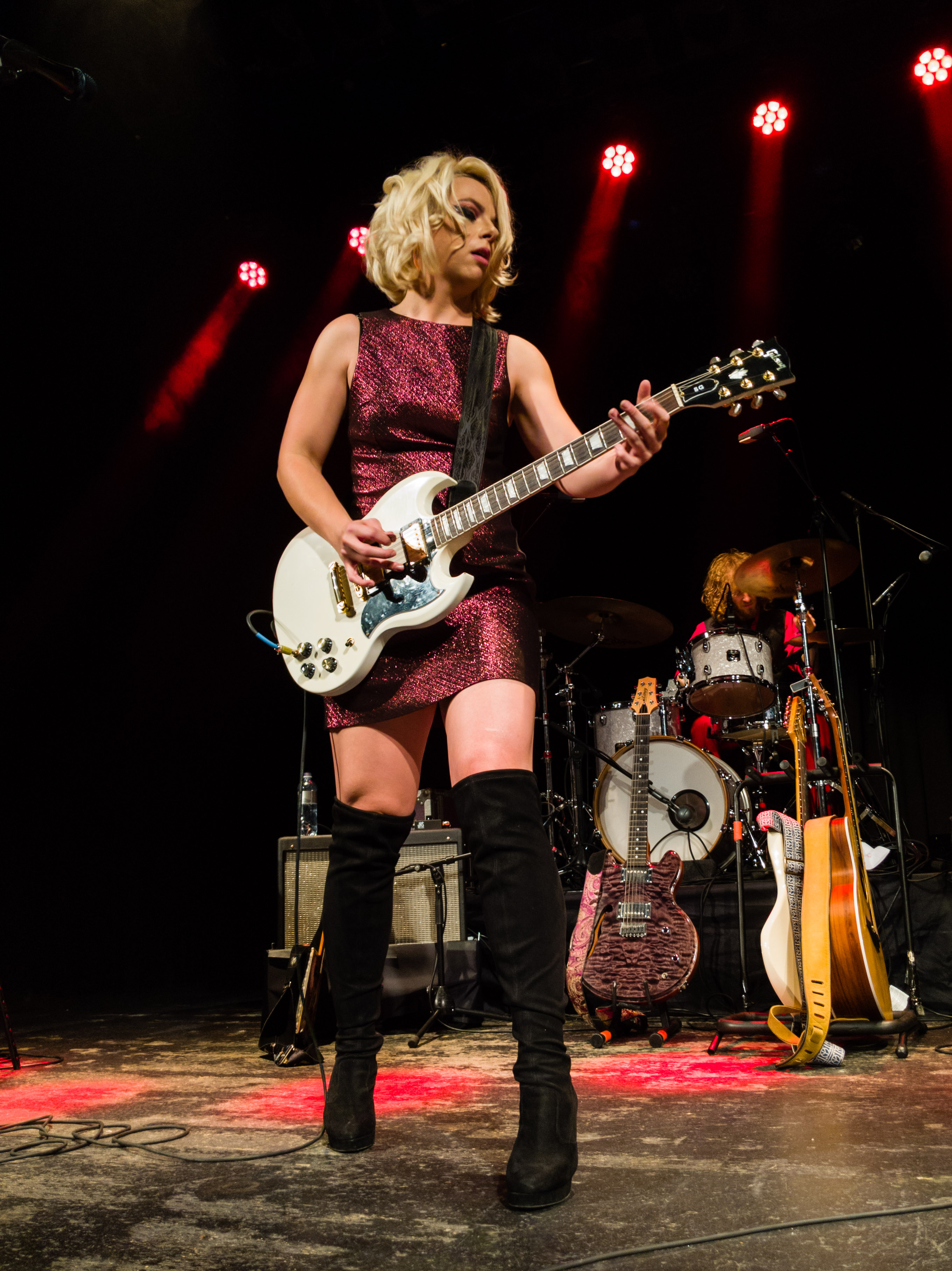
Samantha Fish en concert à Zurich en 2019.

### 2020
- 9 mai : mort de Little Richard, 87 ans, à Tullahoma, Tennessee.
- 17 mai : mort de Lucky Peterson, 55 ans, à Dallas.
- 25 juillet : mort de Peter Green, 73 ans, à Canvey Island
- Fantastic Negrito sort Have You Lost Your Mind Yet ?, son 4e album.

### 2021
- 11 août : mort de Roy Gaines, 83 ans, à Los Angeles.
- 22 août : mort de Patrick Verbeke, 72 ans, compositeur, guitariste et chanteur de blues français.
- 14 décembre : mort de Sonny Rhodes, 81 ans.

### 2022
- 6 février : mort de Syl Johnson, 85 ans, à Mableton, Géorgie.